# Jerusalem
Jerusalem (hebräisch יְרוּשָׁלַיִםⓘ Jeruschalajim [jeʁuʃa’lajim]; arabisch أورشليم القدس, DMG Ūršalīm al-Quds ‚Jerusalem das Heiligtum‘, bekannter unter der Kurzform  القدسⓘ, DMG al-Quds ‚das Heiligtum‘; altgriechisch Ἱεροσόλυμα Hierosólyma [Neutrum Plural], oder Ἰερουσαλήμ Ierousalḗm [f., indecl.]; lateinisch Hierosolyma [n. pl. oder f. sg.] Hierosolymae [f. pl.] Hierusalem oder Jerusalem [n., indecl.]) ist eine Stadt in den judäischen Bergen zwischen Mittelmeer und Totem Meer mit rund 925.000 Einwohnern. Der politische Status der Stadt ist international umstritten und Teil des Nahostkonflikts. Nach israelischem Verständnis ist Jerusalem die Hauptstadt Israels, jedoch erkennen die Vereinten Nationen und die Mehrheit ihrer Mitgliedstaaten Jerusalem nicht als israelische Hauptstadt an. Jerusalem wurde 1980 von Israel, das das gesamte Stadtgebiet kontrolliert, durch das Jerusalemgesetz zu seiner vereinigten und unteilbaren Hauptstadt erklärt. Auch der Staat Palästina beansprucht Jerusalem als seine Hauptstadt.
In Jerusalem begegnen sich viele Kulturen der Antike und Moderne. Die Altstadt ist in das jüdische, christliche, armenische und muslimische Viertel gegliedert und von einer aus osmanischer Zeit stammenden Befestigungsmauer umgeben. Die Mauern der Altstadt umschließen einige bedeutende Orte der drei monotheistischen Religionen Judentum, Christentum und Islam: die Klagemauer, die Grabeskirche und die Al-Aqsa-Moschee mit dem Felsendom.
In der Neustadt Jerusalems befinden sich der Sitz des Staatspräsidenten, die Knesset und das Oberste Gericht als Teil des politischen Systems Israels. Am Stadtrand liegen die 1918 gegründete Hebräische Universität sowie die Holocaustgedenkstätte Yad Vashem und der Israel National Cemetery am Herzlberg.
Bis zum Sechstagekrieg (1967) befand sich nur Westjerusalem unter israelischer Herrschaft; Ostjerusalem wird von gemäßigten Palästinenser-Organisationen als Hauptstadt eines zukünftigen palästinensischen Staates beansprucht, während radikale Palästinenser-Organisationen die gesamte Stadt als Hauptstadt fordern.

## Name
Die Stadt trug historisch verschiedene Namen. In ägyptischen Ächtungstexten aus dem 19. und 18. Jahrhundert v. Chr. erscheint erstmals die Buchstabenfolge Ꜣw-šꜢ-m-m als Name dieser Stadt. Sie wurde vermutlich (j oder u)ruschalimum ausgesprochen. In den Amarna-Briefen aus dem 14. Jahrhundert v. Chr. ist ú-ru-sa-lim belegt, in den assyrischen Annalen des Sanherib, der die Stadt im 8. Jahrhundert v. Chr. belagerte, ur-sa-li-im-mu. Die im Hebräischen und Aramäischen gebräuchlichste und auch älteste Form ist yrwšlm, jeruschalem, daneben ist eine Kurzform yršlm und noch kürzer šlm, schalem belegt.
Die Bedeutung des Namens ist wahrscheinlich „Gründung (yru) des [Gottes] Schalim“ oder eventuell „Palast/Stadt (ūru) des Schalim“. Schalim war die kanaanitische Gottheit der Abenddämmerung, möglicherweise der Patron der Stadt. Die von den Rabbinen gegebene, nach wie vor populäre Deutung des Namens als „Stadt des Friedens (šalom)“ ist eine Volksetymologie. Danach soll die Kurzform des Stadtnamens Salem (שלם šhālêm) (Gen 14,18 ) mit dem hebräischen Wort Schalom (שלום = „Frieden, Heil“) verwandt sein. Der heute übliche hebräische Name Jeruschalajim ist eine feierliche Dualform und kam erst in der Zeit des zweiten Tempels auf. Diese Form wurde später von den Masoreten nachträglich als biblische Lesart festgelegt.
Poetische und religiöse Titel wie der biblische Name Zion oder Heilige Stadt bezeichnen Jerusalem als Stadt des einen, einzigen Gottes, den Juden, Christen sowie Muslime verehren.

## Geschichte

### Frühzeit
Die ältesten bisher nachgewiesenen Spuren menschlicher Besiedlung des heutigen Stadtgebiets sind keramische Ausgrabungsfunde der Kupfersteinzeit (um 4500–3150 v. Chr.) in Felstaschen des Südosthügels. Aus der Frühbronzezeit I-II (3150–2650 v. Chr.) sind eine Höhle mit Bestattungen oberhalb der Gihonquelle und zwei Breitraumhäuser am östlichen Abhang des Südosthügels bekannt. Dann folgt anscheinend eine Besiedlungslücke von der Frühbronzezeit III bis zur Mittelbronzezeit I. In der Mittelbronzezeit IIA (2000–1750 v. Chr.) entstand auf dem Südosthügel die befestigte Stadtsiedlung Uruschalimum/Urusalim. Die Gihonquelle wurde mit einer Mauer umfasst und erhielt ein Becken; auch das Warren-Tunnel-System entstand in dieser Zeit.
Die Amarna-Briefe aus der Zeit von Pharao Echnaton (Amenophis IV.) belegen, dass der Stadtgouverneur Abdi-Hepa von Urusalim in Konflikte mit Apiru und anderen Stadtgouverneuren verwickelt war.
Im Tanach, der hebräischen Bibel, finden sich Angaben zur Frühzeit der Stadt Jerusalem. Für sie fehlt oft eine außerbiblische Bestätigung, auch archäologischer Art, und sie entstanden in der heute überlieferten Form erst Jahrhunderte nach den beschriebenen Begebenheiten. Nach Ri 1,21  und Jos 15,63  gehörte die Stadt zur Zeit der Landnahme und der Richter   (etwa 1400–1000 v. Chr.) den Jebusitern, in deren Nachbarschaft die Israeliten vom Stamm Benjamin und Juda siedelten. Der Ort hieß damals auch Jebus; die Israeliten bezeichneten ihn als Jebusiterstadt oder „Stadt der Fremden“ (Ri 19,10 ff. ). Deren Könige bildeten nach Jos 10  und Jos 18,16  mit anderen Gegnern der Zwölf Stämme Israels Kriegskoalitionen. Nach Ri 1,8  eroberte und zerstörte der Stamm Juda die Stadt als Auftakt zur Eroberung Kanaans. Diese Angabe widerspricht Ri 1,21 , wonach die Benjaminiter die Jebusiter nicht vertrieben, sondern friedlich neben ihnen wohnen blieben, und 2 Sam 5,6 ff.  wonach erst König David Jerusalem von den Jebusitern eroberte. Ri 1,8 gilt daher als ahistorische, später vorangestellte redaktionelle Notiz.
David eroberte Jerusalem laut 1 Sam 16 ff.  erst, nachdem er seinen Vorgänger König Saul entmachtet, die Nachbarvölker der Amalekiter und Philister besiegt hatte und dann auch von den daran unbeteiligten Stämmen der Israeliten als ihr König anerkannt worden war (2 Sam 5,1-5 ). Daraufhin soll er seinen Regierungssitz um 1000 v. Chr. von Hebron nach Jerusalem verlegt haben, das etwa in der Mitte zwischen Norden und Süden Israels lag und auf das bisher kein Stamm der Israeliten Besitzansprüche erhoben hatte. Er nannte die Stadt fortan die „Davidsstadt“. So machte er Jerusalem zur Hauptstadt seines Großreiches. Indem er die Bundeslade, die als beweglicher JHWH-Thron die früheren Feldzüge der Israeliten begleitet hatte, dorthin überführt haben soll, wurde die Stadt auch zum religiösen Mittelpunkt seines Reichs. Damals befand sich das Stadtzentrum südlich der heutigen Altstadt im Hinnomtal, der Platz des späteren Tempels auf einer Anhöhe nördlich der damaligen Stadt.

### Zeit des ersten Tempels

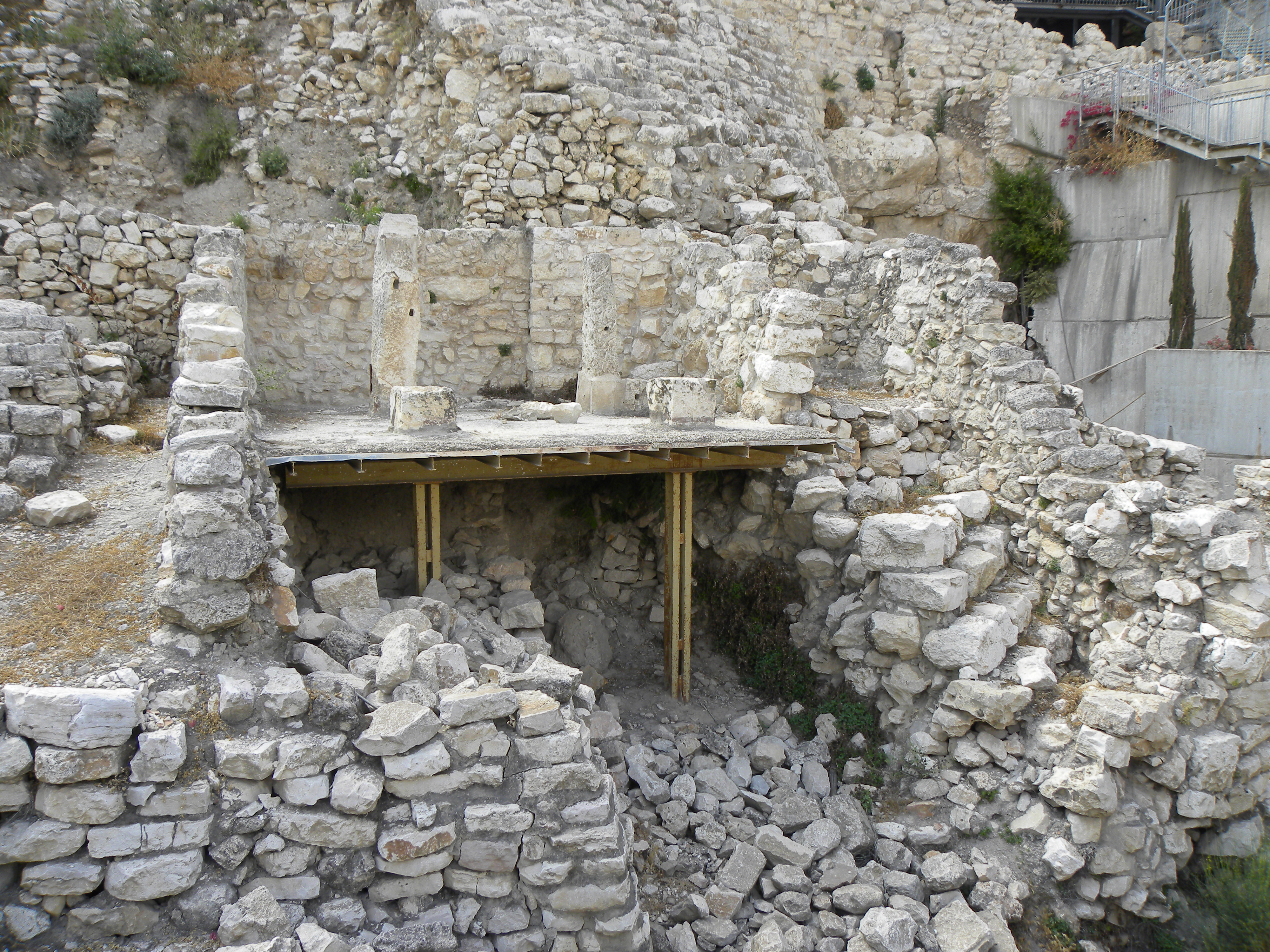
Haus des Ahiel in der Davidsstadt, ein Oberschicht-Wohnhaus aus der Zeit des ersten Tempels

Davids Sohn Salomo (um 969–930) erbaute laut 1 Kön 8  einen Palast und den ersten Tempel für JHWH, den David geplant hatte. Nach Salomos Tod (als Sterbejahr wird 926 v. Chr. angenommen) und der Spaltung des Königreichs in die Staaten Juda (Süden) und Israel (Norden) wurde Jerusalem die Hauptstadt des Südreiches Juda. Im Nordreich Israel wurde der Jerusalemer Tempelkult abgelehnt: Unter den Omriden war Israel mit dem Zentrum in Samaria wirtschaftlich und militärisch dem Südreich überlegen. Es ist anzunehmen, dass zu dieser Zeit der später in der Bibel behauptete Alleinstellungsanspruch Jerusalems als hervorragendes oder sogar einziges politisches und geistiges Zentrum der Israeliten noch nicht umgesetzt war.
Königin Atalja (845–840) soll den Baalskult im Tempel eingeführt haben. Unter König Ahas (741–725) wurden vielleicht auch assyrische Götter verehrt. Erst Hiskija (725–697) weihte laut dem biblischen Bericht den Tempel wieder JHWH, sicherte die Stadt durch Mauern und ihre Wasserversorgung durch den Hiskija-Tunnel. Man nimmt an, dass Flüchtlingsströme aus dem Nordreich Israel nach dessen Zerstörung durch die Neuassyrer (722/720) zu einem Aufblühen der Stadt Jerusalem und einer Stadterweiterung nach Westen führten. Joschija (638–609) führte eine Kultzentralisation in seinem Reich durch: Der Tempel von Jerusalem war fortan die einzig legitime Kultstätte des Gottes JHWH.
Nebukadnezar II. eroberte Jerusalem erstmals 597 und nochmals 586 v. Chr.; beim ersten Mal führte er die jüdische Oberschicht in Gefangenschaft (babylonisches Exil) und setzte Zedekia als Vasallenkönig ein. Nach dessen Bruch mit den Babyloniern ließ Nebukadnezar 586 v. Chr. Jerusalem und seinen Tempel zerstören und führte die Reste der Führungsschicht, darunter Zedekia, ins Exil.

### Zeit des zweiten Tempels
Nach der Einnahme Babylons erlaubte der persische König Kyros II. mit dem Kyros-Erlass den dort exilierten Juden 538 v. Chr. die Heimkehr und den Wiederaufbau ihres Tempels, der mehrere Jahrzehnte dauerte. Jerusalem war Hauptort der persischen Provinz Jehud. „Baugeschichtlich lässt sich diese Epoche in Jerusalem nur sehr spärlich durch Mauerreste, eine Toranlage und Kleinfunde belegen.“ (Max Küchler)
Unter der Oberherrschaft der Ptolemäer und später der Seleukiden war Jerusalem und Umgebung ein Tempelstaat, der vom jüdischen Hohenpriester regiert wurde. 169 v. Chr. eroberte Antiochos IV. Jerusalem und plünderte den Tempel. 168 eroberte General Apollonios wiederum die Stadt, schleifte die Mauern und errichtete zur Kontrolle der Einwohner eine Burg (Akra). Eine Ringschule und ein Ephebeion, nur literarisch bezeugt, stehen als Neubauten für die konfliktträchtige Hellenisierung der Oberschicht. Im Tempel wurde ein Kult des (mit JHWH identifizierten) Zeus Olympios eingeführt. Der römische Druck auf die Seleukiden ermöglichte für ihre Untertanen in Judäa einen erfolgreichen Freiheitskampf und die Konstituierung eines unabhängigen Staates mit der Hauptstadt Jerusalem. Unter Simon Makkabäus (143/2–135/4) wurde „das Joch der Heiden von Israel genommen“ (1 Makk 13,41 ). Die Akra, Symbol seleukidischer Kontrolle, fiel 141. Nach der Invasion Antiochos’ VII. musste Jerusalem kapitulieren und die Mauerkronen wurden geschleift. Innerseleukidische Konflikte ermöglichten aber die Fortsetzung des Unabhängigkeitskampfes, so wurde nördlich des Tempels die Festung Baris gebaut. In der Regierungszeit des Alexander Jannäus, König und Hohenpriester in einer Person (103–76), erreichte der Hasmonäerstaat den Höhepunkt seiner Macht. Gleichzeitig mit der Expansion Roms in der Levante schwand auch die Macht der Hasmonäer. Im Jahr 63 v. Chr. eroberte Gnaeus Pompeius Magnus Jerusalem und besichtigte den Tempel, ohne ihn zu zerstören. Jerusalem sank danach ab zu einer tributpflichtigen Bezirkshauptstadt mit aristokratischer Regierung.

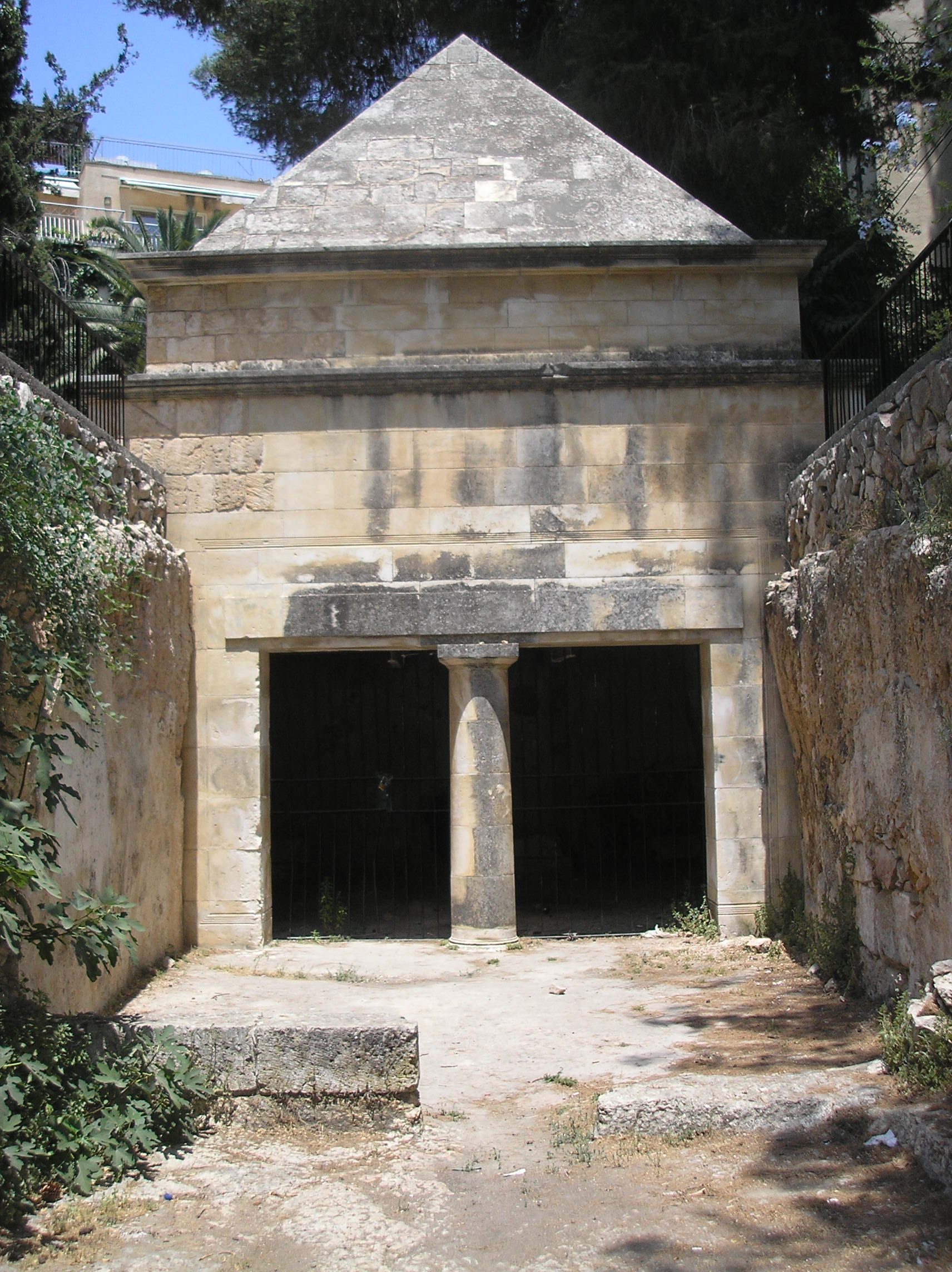
Grab des Jason im Stadtteil Rechavia, Makkabäerzeit

Das hasmonäische Jerusalem war durch eine Reihe von Bauprojekten gekennzeichnet:
- Erweiterung des Tempelbezirks in südliche Richtung und Verbindung desselben durch eine Brücke mit der Oberstadt. In dieser Oberstadt baute die Priesteraristokratie luxuriöse Wohnhäuser;
- Erweiterung des Stadtgebiets nach Westen und Erschließung des gesamten Südwesthügels („oberer Markt“) infolge der Bevölkerungszunahme;
- Bau der Stadtmauer (1. und 2. Mauer, letztere auf der Linie der Straße Suq Chan ez-Zeit);
- im Kidrontal entstehen die ersten Grabanlagen der Aristokratenfamilien Jerusalems.

Unter der Regierung des Herodes, der als römischer Klientelkönig 30 v. Chr. bis 4 v. Chr. über Judäa herrschte, wurde Jerusalem zur jüdischen Metropole und zugleich zur hellenistisch-römischen Königsstadt ausgebaut. Die Angaben zur Einwohnerzahl in dieser Zeit und den folgenden Jahrzehnten gehen sowohl in den antiken Quellen als auch in der modernen Forschung weit auseinander; häufig wird von wissenschaftlicher Seite aber eine hohe fünfstellige Zahl für realistisch gehalten. Bei religiösen Feierlichkeiten dürften sich aber erheblich mehr Menschen in der Stadt aufgehalten haben. Von den Großbauten des Herodes war der Herodianische Tempel das ambitionierteste Projekt. Die große Tempelplattform, die zugleich als Forum genutzt werden konnte, dominierte das Stadtbild und war durch monumentale Treppen und Brücken mit den Wohngebieten im Süden und im Westen verbunden. „Dem dominanten religiösen Zentrum im Osten der Stadt entsprach im Westen der königliche Palast mit seiner Dreiturmfestung und dem prächtigen Mausoleum auf der Westseite des Hinnomtals.“ Diese Metropole und ihr Tempel wurde im Jahre 70 n. Chr. am Ende des Jüdischen Krieges durch Titus zerstört, die jüdische Bevölkerung getötet, versklavt oder vertrieben.

### Unter Rom und Byzanz

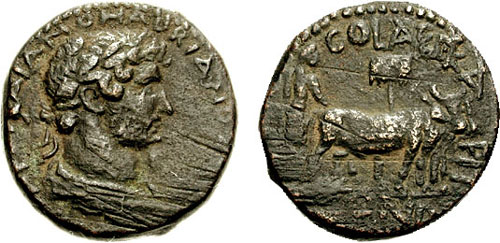
Münzprägung Hadrians zur Erinnerung an die Gründung von Aelia Capitolina. Vorderseite: Kopf Hadrians nach rechts. Rückseite: Ochsengespann nach rechts. Umschrift: COL(onia) AELI(a) CAPIT(olina) COND(ita), Auf die Gründung der Kolonie Aelia Capitolina. Mit einer symbolischen Furche (sulcus primigenius) wurden die Koloniegrenzen markiert

Auf dem Gelände der im Jahr 70 zerstörten Stadt Jerusalem existierte ein Militärlager der Legio X Fretensis und wahrscheinlich auch eine kleine Zivilsiedlung (Handwerker, Händler, Wirte).
Hadrian besuchte den Ort im Jahr 130 im Rahmen einer Reise durch die Ostprovinzen des Reichs und gründete auf dem Gelände Jerusalems eine römische Kolonie, die er Aelia Capitolina benannte, wobei Aelius Hadrians Mittelname war und sich Capitolina auf den römischen Kapitolhügel bezog, das Zentrum der Verehrung des römischen Hauptgottes Jupiter. Diese Namensgebung zeigt die enge Verbindung von Herrscherkult und Jupiter- bzw. Zeuskult, die für die Regierungszeit Hadrians typisch war. De facto waren die Bauarbeiten schon im Gange, als Hadrian diesen Gründungsakt vollzog. An sich war die Koloniegründung eine wohlwollende Geste (die Einwohner erhielten das römische Bürgerrecht und damit verbundene Vorteile) und wurde möglicherweise von einem assimilierten Bevölkerungsteil begrüßt. Für große Teile der jüdischen Bevölkerung war der Bau einer paganen Stadt mit dazugehörigen Tempeln und öffentlichen Gebäuden an der Stelle Jerusalems jedoch inakzeptabel und Anlass für den Bar-Kochba-Aufstand. Dieser eskalierte aus dem innerjüdischen Konflikt zwischen Befürwortern und Gegnern der Annäherung an die römisch-hellenistische Kultur.
Zwar konnten die Aufständischen Aelia Capitolina zu keinem Zeitpunkt kontrollieren, aber das Umland der Stadt war Kerngebiet des Aufstands. Die römische Kriegführung verwüstete dieses Gebiet so stark, dass es sich erst in der Spätantike erholte, und dies beeinträchtigte die Entwicklung der Stadt, die insofern hinter Hadrians Erwartungen zurückblieb. Antike christliche Autoren bezeugen, dass Hadrian Juden unter Androhung der Todesstrafe den Zutritt zur Stadt verboten habe. Obwohl ein solches Verbot weder von Cassius Dio, der wichtigsten über den Bar-Kochba-Aufstand Auskunft gebende Quelle, noch von der rabbinischen Literatur erwähnt wird, gilt es als historisch wahrscheinlich. Aelia Capitolina besaß keine Stadtmauern; die Zugänge wurden aber durch Tore architektonisch hervorgehoben (der Ecce-Homo-Bogen gehört zu einer dieser Toranlagen). Das wirtschaftliche Zentrum Aelias befand sich im heutigen christlichen Viertel, und hier waren auch die Hauptheiligtümer, darunter der Jupitertempel. Der zerstörte Herodianische Tempel blieb dagegen als Ruinengelände außerhalb der Stadt. Möglicherweise sollte er bei einer künftigen Stadterweiterung einbezogen werden, zu der es dann aber durch die Nachwirkungen des Bar-Kochba-Aufstands nicht kam. Eigentliche Regierungsgebäude fehlten, da die Provinzhauptstadt nicht hier, sondern in Caesarea Maritima war. Die Hauptachsen von Aelia Capitolina sind bis heute im Straßennetz der Altstadt von Jerusalem erkennbar.
Unter Kaiser Konstantin und seinen Nachfolgern wurde Jerusalem zur christlichen Stadt umgebaut. Die Veränderung des Stadtbilds erfolgte in mehreren Schüben und im Zusammenhang mit dogmatischen Entwicklungen:

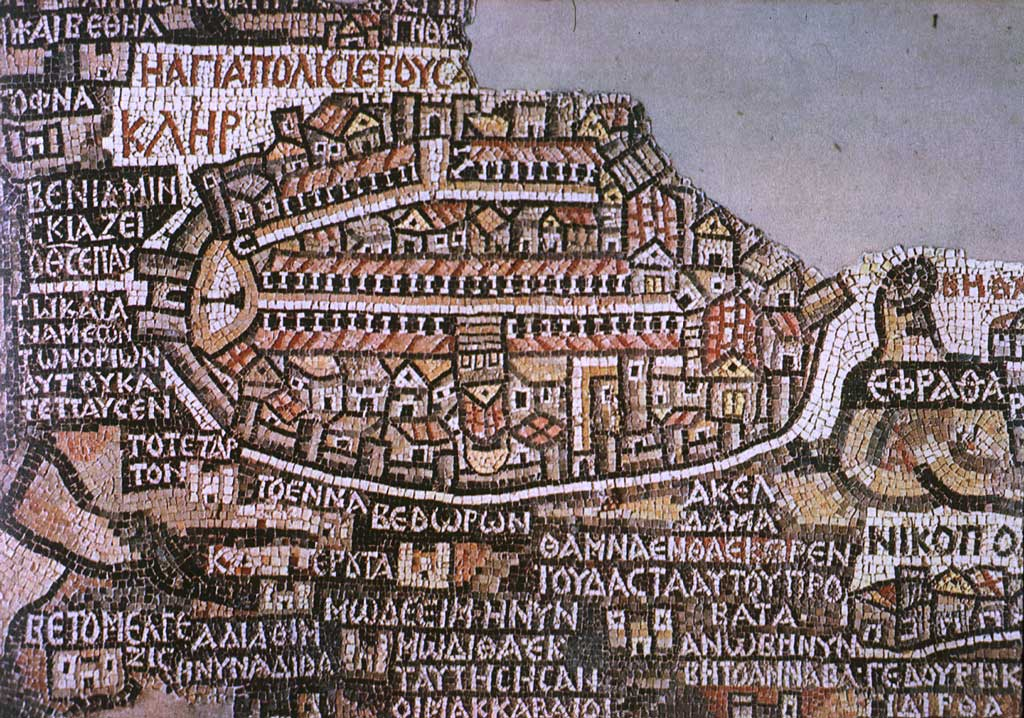
Älteste erhaltene kartografische Darstellung Jerusalems auf der Mosaikkarte von Madaba, 6. Jh.

- Nach dem Ersten Konzil von Nicäa (325) wurde die Anastasis („Grabeskirche“) am Ort der Auferstehung Jesu Christi gebaut und die Eleona-Kirche auf dem Ölberg am Ort seiner Himmelfahrt;
- Nach dem Ersten Konzil von Konstantinopel (381) wurde der Südwesthügel mit christlichen Erinnerungsorten ausgestattet (unter anderem die Kirche Hagia Sion als „Mutter aller Kirchen“);
- Im Zusammenhang mit den Konzilien von Ephesus (431) und von Chalzedon (451) entstanden heilige Stätten im Kidrontal und am Ölberg, die dem Marienleben oder der Passion Christi gewidmet waren.

Jerusalem nahm einen wirtschaftlichen Aufschwung durch die christlichen Pilgerströme. Da die Legio X Fretensis mittlerweile nach Eilat/Aqaba verlegt worden war, stand der Südteil der Stadt für eine Neubebauung zur Verfügung. Die Madaba-Karte (6. Jahrhundert, siehe Foto) gibt ein detailreiches Bild des byzantinischen Jerusalem: Links erkennt man das Stephanustor (heute Damaskustor) und stadtseitig dahinter einen Platz mit einer Säule, von dem zwei mit Säulengängen gesäumte Straßen abgehen. Die zentrale Straße, die die Stadt in zwei Hälften teilt, ist der Cardo maximus (heute Suq Chan ez-Zeit, in der Verlängerung Suq al-Aṭṭarin), in der Mitte steht die Anastasis (Grabeskirche). Oben verläuft der Cardo secundus (heute Tariq al-Wad), von dem der Decumanus abzweigt, der zum Osttor (heute Löwentor) führt.

### Unter den Sassaniden
Der Sassaniden-Herrscher Chosrau II. drang um 613 während des Römisch-Persischen Kriegs (602–628) nach Palästina vor. Die palästinischen Juden begrüßten die Sassaniden als Befreier und vollzogen einen Aufstand gegen Byzanz. Im Juli 614 eroberten die Sassaniden Jerusalem (Zerstörung der Grabeskirche, der Kirche Hagia Sion, der Nea-Maria-Kirche und der Himmelfahrtsrotunde auf dem Ölberg) und übertrugen bis 617 die Verwaltung Jerusalems an die jüdische Bevölkerung, danach aber wieder an die christliche. Die genauen Vorgänge sind aufgrund schwieriger Quellenlage nicht rekonstruierbar, auffällig ist religiöser Hass zwischen beiden Bevölkerungsgruppen, vorbereitet wohl durch christliche antijüdische Gesetzgebung. Einziger Anhaltspunkt ist ein christliches Massengrab am Mamillateich. Nach Antiochos Strategios wurde die christliche Bevölkerung, so weit sie die Einnahme der Stadt überlebt hatte, selektiert: die jungen Leute und Handwerker wurden nach Persien deportiert, der Rest in den Mamillateichen umgebracht; eine byzantinische Kapelle erinnerte später an diese Toten. Unter den Verschleppten war auch Zacharias, der Patriarch von Jerusalem. Möglicherweise standen die Unruhen im Zusammenhang mit der Ermordung des jüdischen Milizenführers und Messiasanwärters Nehemia ben Huschiel, unter dem es nach der persischen Eroberung zu Plänen für einen Tempelneubau, eventuell sogar zur Wiederherstellung des Opferkultes gekommen sein könnte. Jedenfalls gestatteten die Sassaniden den Juden anfangs wieder, sich in Judäa und Jerusalem anzusiedeln. 617/18 verboten die Sassaniden den Juden jedoch wieder das Betreten Jerusalems, möglicherweise wegen anhaltender Probleme mit aufrührerischen Gruppen oder infolge einer strategischen Umorientierung der sassanidischen Eroberungspolitik, die wieder eine stärkere Anlehnung an Byzanz suchte.
629 fiel Jerusalem nach dem Sieg des oströmischen Kaisers Herakleios an Byzanz zurück. Dabei kam es trotz kaiserlicher Versprechen zu neuen Massakern, diesmal von Griechen an Juden. Infolge der Renovierungen durch persische und byzantinische Auftraggeber waren die Zerstörungen von 614 behoben, als das Heer des Kalifen Omar Jerusalem einnahm.

### Unter den Umayyaden

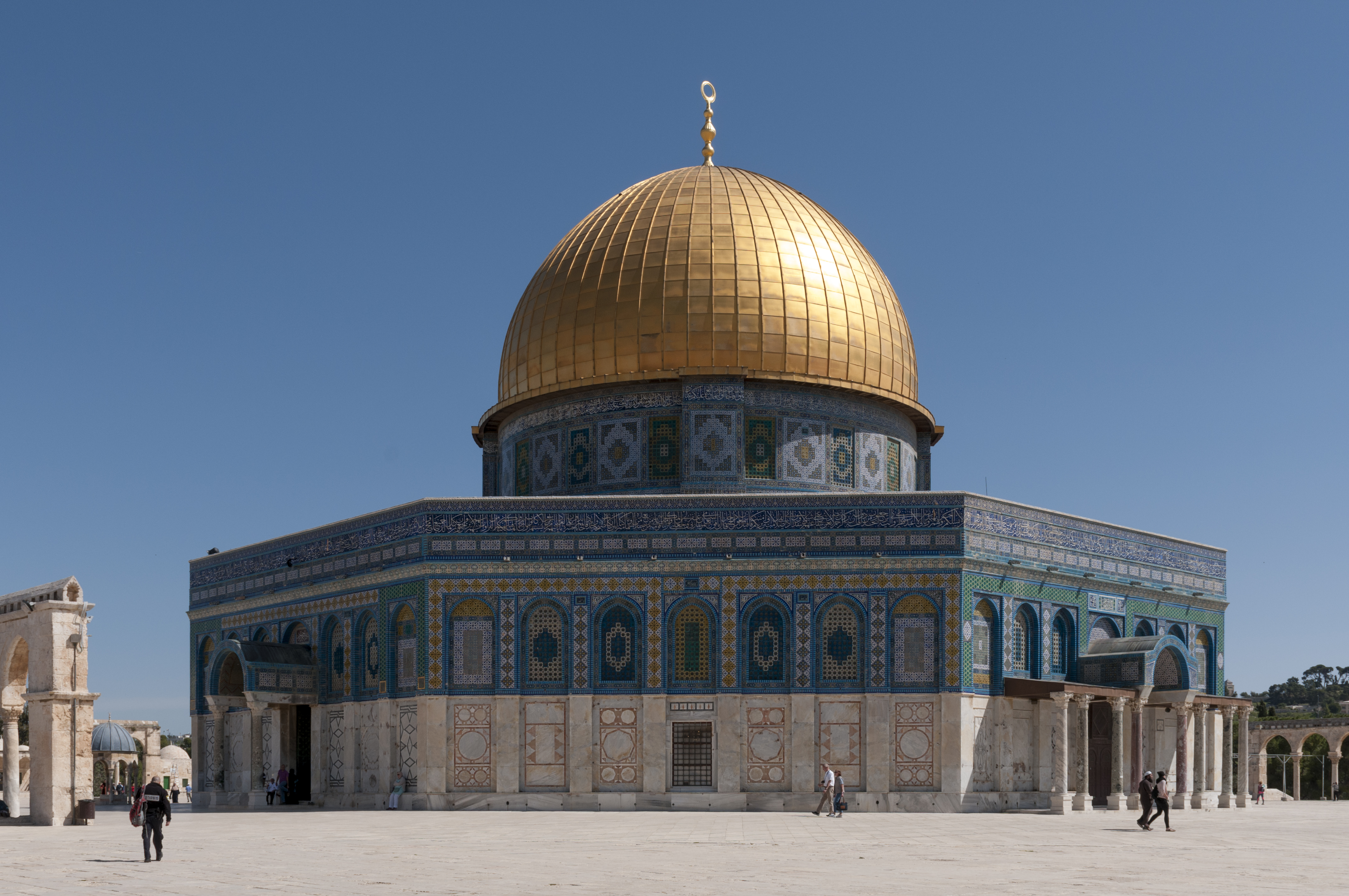
Felsendom

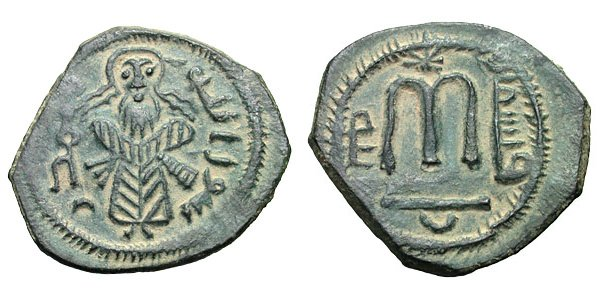
Bronzemünze, geprägt unter dem Umayyaden-Kalifen Abd al-Malik in Jerusalem. Vorderseite: Prophet Mohammed mit Schwert. Links: „Mohammed“, rechts: „Rassul Allah“ (Prophet Gottes). Rückseite: großes „M“ mit „Iliya“ (Jerusalem) links und „Filastin“ (Palästina) rechts. Jerusalem wurde unter den Umayyaden „Iliya“ genannt (abgeleitet von der römischen Bezeichnung Aelia Capitolina)

Im Zuge der Islamischen Eroberung der Levante gelangten Armeen des wenige Jahre zuvor begründeten Islams nach Palästina. Im Jahre 637 belagerte eine arabische Armee unter dem General Abū ʿUbaida ibn al-Dscharrāh im Auftrag des Kalifen Umar die Stadt und konnte sie nach sechs Monaten durch die Kapitulation der byzantinischen Verteidiger einnehmen. Dem Patriarchen von Jerusalem Sophronius (560–638) war zugesichert worden, dass die christliche Bevölkerung der Stadt diese verlassen durfte, auch wenn dies tatsächlich nur wenige taten. Jerusalem wurde von islamischen Gouverneuren und christlichen Patriarchen verwaltet; der jüdischen Bevölkerung wurde die Rückkehr in die Stadt ermöglicht. Sie erbaute ein bis 1099 bestehendes eigenes Viertel im Umkreis der Westmauer des Tempelbergs. Die Zäsur im Stadtbild ist jedoch nicht das Jahr der islamischen Eroberung, sondern das schwere Erdbeben von 748/749.
Im ersten Jahrhundert der islamischen Herrschaft wurde Jerusalem von der Dynastie der Umayyaden kontrolliert, die seit 639 die islamischen Statthalter Syriens stellte und in den Wirren nach dem Tod des ersten umayyadischen Kalifen Uthman mit dem 660 in Damaskus proklamierten Kalifen Muʿāwiya I. das erbliche Kalifat begründete. Muʿāwiya verlegte die Kalifenresidenz in die syrische Hauptstadt Damaskus. Unter seinen Nachfolgern aus der umayyadischen Seitenlinie der Marwaniden verlagerte sich der Schwerpunkt des Umayyadenreiches um 680 endgültig nach Syrien und Palästina.
Jerusalem wurde zu einer islamischen Stadt umgestaltet: Erstmals nach der Zerstörung des Jahres 70 wurden die Mauern des Tempelareals instand gesetzt und die herodianische Tempelplattform für den Islam beansprucht. In einer ersten Phase nahm die islamische Bebauung jüdisch-christliche Traditionen des Salomonischen Tempels, vom Grundstein der Welt (ʾeven schetijah), vom paradiesischen Ort der Fruchtbarkeit und der göttlichen Gegenwart (Schechina) auf, die aber schon im ersten Jahrhundert nach der Vollendung des Felsendoms (um 692) durch eine genuin islamische Tradition in den Hintergrund gestellt wurde: die knappe Anspielung in Sure 17,1 von einer nächtlichen Reise des Propheten Mohammed von der „heiligen Moschee“ in Mekka zu einer „fernen Moschee“ und die in Sure 17,1 angedeutete Himmelsschau (Miʿrādsch) des Propheten bestimmten fortan die muslimische Rezeption des Tempelbergs. Es gibt auch Anhaltspunkte dafür, dass in der Zeit al-Maliks islamische Riten an dem Felsen vollzogen wurden, die ansonsten nur an der Kaaba in Mekka stattfinden. Abd al-Malik schuf damit in Jerusalem ein religiöses Gegengewicht zum mekkanischen Kalifat unter ʿAbdallāh ibn az-Zubair, mit dem er sich im Bürgerkrieg befand.

### Unter den Abbasiden

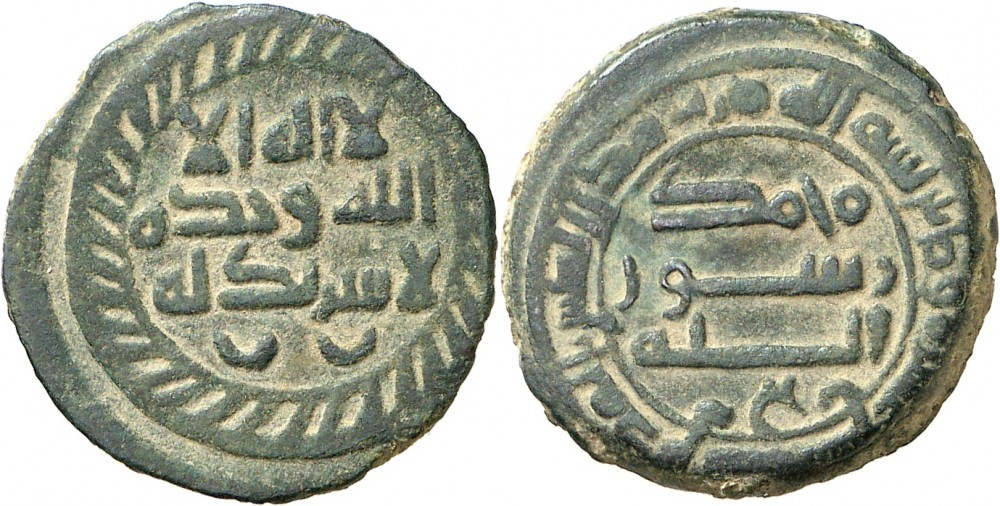
Bronzemünze, geprägt unter dem Abbasiden-Kalifen al-Ma'mūn im Jahr 832 n. Chr. in Jerusalem. Dies ist die einzig bekannte abbasidische Münzprägung mit der islamisch religiösen Bezeichnung der Stadt als „al-Quds“ (das Heiligtum, das Heilige)

Im Jahr 750 kam es zum Sturz der Umayyaden, die von den als religiös asketischer geltenden Abbasiden verdrängt wurden. Der einzige den Sturz seines Hauses überlebende Umayyadenprinz Abd ar-Rahman flüchtete über Jerusalem nach Nordafrika und errichtete 755 in Al-Andalus das unabhängige Emirat von Córdoba. In den folgenden zwei Jahrhunderten wurde Jerusalem von abbasidischen Statthaltern regiert. In dieser Zeit wechselten Phasen mit explizit christen- bzw. judenfeindlicher Politik mit Phasen der Toleranz gegenüber jüdischen und christlichen Bewohnern und Pilgern. Im Rahmen des über jüdische Fernhändler vermittelten Gesandtenaustauschs der Karolinger mit den Abbasiden und mit den Patriarchen von Jerusalem wurde Karl der Große zu Beginn des 9. Jahrhunderts nach dem Zeugnis fränkischer Chronisten vom muslimischen Herrscher Hārūn ar-Raschīd als formeller Beschützer der christlichen heiligen Stätten anerkannt, was als ein Affront gegenüber Byzanz zu werten ist. In den letzten Lebensjahren Hārūn ar-Raschīds lebten mindestens 406 Mönche und Nonnen in Jerusalem, darunter knapp 60 aus dem Westen Europas, der Rest aus Byzanz.
Kalif al-Ma'mūn besuchte Syrien 831. Er stiftete zwei neue Tore für den Tempelberg, ließ aber auch das Gold von der Kuppel des Felsendoms entfernen, die danach bis in die 1960er Jahre bleigrau blieb. Auf einer Kupfermünze aus der Zeit seines Kalifats (813–833) befindet sich die Inschrift al-fils bi’l-Quds (Münze vom Heiligtum), wobei mit al-Quds (Heiligtum) der Felsendom bezeichnet wurde. Daraus leitet sich der arabische Name al-Quds für Jerusalem ab, der hier erstmals bezeugt ist. Die islamische Münzprägung in Jerusalem bricht danach ab, und erst in der Kreuzfahrerzeit wurden in Jerusalem wieder Münzen geprägt.
Der weitere Verlauf des 9. Jahrhunderts ist gekennzeichnet durch einen Verfall der abbassidischen Kontrolle über Palästina und damit auch Jerusalem. In den Jahren 841–842 rebellierten die Bauern und Beduinen Palästinas gegen die Regierung in Bagdad; dies muss auch Jerusalem betroffen haben, doch ist mangels Quellen darüber nichts Genaueres bekannt. Im Jahr 848 gliederte Ahmad ibn Tulun Palästina seinem ägyptischen Herrschaftsgebiet an. Angefangen mit der Schlacht am Yarkon 885, wurde Palästina zum Schlachtfeld zwischen abbassidischen und ägyptischen Armeen. Die Kalifen jener Zeit, besonders al-Muktafi und al-Muqtadir, zeigten besonderes Interesse an Jerusalem, was durch ihre Bauinschriften dokumentiert wird. Das Byzantinische Reich versuchte in der Mitte des 10. Jahrhunderts, die Schwäche der Abbassiden für sich zu nutzen und mit Unterstützung der christlichen Bevölkerung Jerusalems sowie verschiedener Beduinenstämme, besonders der Ṭayʾ, Palästina wieder unter seine Herrschaft zu bringen. Am Vorabend der fatimidischen Eroberung wurde Jerusalem von den Gouverneuren der ägyptischen Ichschididen regiert; 966 unterstützte der Gouverneur (trotz des Verbots der Zentralregierung) Christenverfolgungen in der Stadt; dabei wurden unter anderem die Grabeskirche und die Kirche auf dem Zion geplündert und niedergebrannt. Daran sollen sich auch jüdische Einwohner beteiligt haben.

### Unter den Fatimiden
Im Folgejahr 967 brachten die Qarmaten Palästina unter ihre Herrschaft und lieferten sich, verbündet mit den Arabern, Kämpfe mit den Fatimiden. Unterdessen hatte die byzantinische Armee 969 Aleppo unter ihre Kontrolle gebracht und stieß unter den Feldherren, späteren Kaisern Nikephoros Phokas und Johannes Tzimiskes weiter nach Süden vor, offenbar mit dem Ziel Jerusalem. Die Byzantiner verbündeten sich mit den Qarmaten und lokalen arabischen und beduinischen Akteuren; diese Allianz stand den Fatimiden gegenüber, als diese von Ägypten aus Palästina unter ihre Kontrolle brachte. Die Jahre von 973 bis 978 waren durch schwere Kämpfe gekennzeichnet, wobei die Byzantiner Judenverfolgungen in Jerusalem durch ihre Verbündeten organisierten, offenbar im Vorgriff darauf, Jerusalem wieder in eine christlich dominierte Stadt umzuwandeln. Während die Fatimiden von der Bevölkerung in Palästina anscheinend vehement abgelehnt wurden, war das in Jerusalem anders; hier hatten sie die Unterstützung der jüdischen, aber auch der muslimischen Einwohner. Vor Beginn der fatimidischen Zeit war die südliche Stadtmauer auf den jetzigen Verlauf zurückgenommen worden, der Südwesthügel lag nun also außerhalb der Stadt. Einerseits unterstützten die Fatimiden die Einrichtung einer jüdischen Hochschule (Jeschiwa) in Jerusalem, das dadurch erstmals seit dem Jahr 70 wieder zum Zentrum jüdischer Gelehrsamkeit wurde. Andererseits wurde 973 eine diskriminierende Kleiderordnung eingeführt, wonach Juden als Kennzeichen (ġiyār) einen Gürtel (zunnār) tragen mussten; nachdem diese Auflage zwischenzeitlich nicht mehr beachtet wurde, erneuerte sie der Kalif al-Hakim.
Die Fatimiden festigten ihre Herrschaft sukzessive; erst 983 gelang ihnen der entscheidende Sieg über die Ṭayʾ-Beduinen, und eine byzantinische Delegation erreichte in Ägypten, dass die 966 beschädigte Grabeskirche instand gesetzt wurde. Ein zehnjähriger Frieden zwischen Byzanz und dem Fatimidenreich wurde geschlossen und nach seinem Auslaufen 998 um ein weiteres Jahrzehnt verlängert. Im Jahr 999 bestieg al-Hakim den Thron, und ungeachtet des Vertrages (hudna) nahmen die Spannungen mit den Byzantinern zu. Die Gründe sind unklar, möglicherweise unterstützte Byzanz Aufständische in Ägypten und Palästina. Außerdem gab es in Ägypten unter den Muslimen Unwillen dagegen, dass Juden und Christen Verwaltungsämter innehatten. All das führte ab 1003 zu Christenverfolgungen, die in der Zerstörung der Grabeskirche am 28. September 1009 (oder 1008) gipfelten. Der Jerusalemer Patriarch war zu jener Zeit Orestes, der Onkel al-Hakims (Bruder seiner Mutter, die Christin war). Orestes hatte seinem Amt im Zuge der Verträge zwischen Byzanz und Kairo stetig mehr politisches Gewicht geben können. Jedes Jahr kamen christliche Pilgerströme nach Jerusalem, um die Osterfeierlichkeiten mitzuerleben. In Reaktion auf die Zerstörung der Grabeskirche kam es zu zwei Aufständen gegen al-Hakim seitens der mit den Christen Jerusalems verbündeten Beduinenstämme, 1011 bis 1014 und 1024 bis 1029. Mufarrij, Emir der Ṭayʾ-Beduinen und zeitweise de-facto-Herrscher in Palästina, setzte Theophilos als Patriarchen von Jerusalem ein (1012) und sagte ihm den Wiederaufbau der Grabeskirche zu. Dass byzantinische Diplomatie im Hintergrund beteiligt war, ist offensichtlich. Um der Ermordung durch die Ṭayʾ zu entgehen, ließen sich einige Jerusalemer Juden von Theophilos taufen. Nach dem Tod al-Hakims (1021) kam es zum zweiten Aufstand der Beduinen unter Mufarrijs Sohn und Nachfolger Ḥassān. Dieser forderte vom Kalifen, als Herrscher über Jerusalem und Nabūlus eingesetzt zu werden, und verfügte über Beziehungen zum fatimidischen Hof. Die fatimidische Armee traf 1025 in Palästina ein, der entscheidende Sieg gelang ihr aber erst 1029. Die Juden in Jerusalem, eindeutige Parteigänger der Fatimiden, waren in den Jahren des Aufstands von den mit den Christen verbündeten Aufständischen praktisch ausgeplündert worden und völlig verarmt.
Nach der Niederlage der Beduinen kehrte in Jerusalem Ruhe ein. Die Quellen berichten nicht viel, außer über ein schweres Erdbeben 1033, das Bauschäden verursachte. Die fatimidischen Kalifen ließen den Felsendom restaurieren, während die jüdische Gemeinde Schäden an der Tempelmauer (Westmauer) und an ihrer Synagoge behob. Im 11. Jahrhundert nahm die Präsenz der lateinischen Kirche in Palästina und Ägypten zu. Durch ihre Handelskontakte und guten Beziehungen an den fatimidischen Hof gelang es den Amalfitanern, christliche Bauten in Jerusalem wiederherzustellen oder neu zu gründen (im Muristan: Johanneshospital, Santa Maria Latina). Nach dem Chronisten Wilhelm von Tyrus beschloss Kalif al-Mustanṣir, die Stadtmauern und Türme von Jerusalem instand setzen zu lassen; die Kosten wurden der verarmten Bevölkerung auferlegt. Kaiser Konstantin IX. erklärte sich bereit, die Kosten für die christlichen Jerusalemer zu übernehmen, unter der Bedingung, dass ein ummauertes christliches Viertel geschaffen würde, in dem ausschließlich Christen lebten. Der Kalif gab sein Einverständnis. Die Arbeiten wurden 1063 abgeschlossen.

### Unter den Seldschuken
1073 übergab der fatimidische Gouverneur Jerusalem kampflos in die Hand sunnitischer Turkmenen, geführt von Emir Atsiz ibn Uwak von Damaskus. Diese konnten sich aber nur drei Jahre halten, dann erhob sich die Bevölkerung der Stadt, als Atsiz mit Kämpfen gegen fatimidische Truppen beschäftigt war, und nahm die Familien der Turkmenen als Geiseln. Atsiz versprach den Jerusalemern bei seiner Rückkehr „Frieden und Sicherheit“ (aman), hielt sich aber nicht daran: an die 3000 Bürger wurden getötet, darunter der Qādī und andere Angehörige der Oberschicht. Im August 1098 stießen die Fatimiden unter dem Kommando des Wesirs al-Afdal erneut gegen Jerusalem vor und eroberten die Stadt mithilfe moderner Kriegsmaschinen nach über 40-tägiger Belagerung zurück, wobei die Stadtmauer Schaden nahm.

### Kreuzzüge und Mamlukenzeit
Nur wenige Monate später standen die Kreuzritter vor Jerusalem und begannen ihrerseits mit der Belagerung der Stadt. Da sie nicht über schweres Kriegsgerät und Belagerungstürme, ja nicht einmal über genügend Pferde verfügten und der fatimidische Kommandant Iftikhar ad-Daula die Stadtmauer nach den Schäden des Vorjahres gerade erst ausgebessert und erneuert hatte, schien ihre Lage zunächst wenig aussichtsreich. Auch waren kampffähige orientalische Christen im Vorfeld von den fatimidischen Militärführern der Stadt verwiesen worden, weil man befürchtete, sie könnten mit den Kreuzfahrern sympathisieren.
Nachdem es dem Kreuzfahrerheer jedoch gelungen war, sich mit frisch angeliefertem Holz drei Belagerungstürme zu bauen, eroberten die Kreuzritter am 15. Juli 1099 unter Gottfried von Bouillon und Raimund von Toulouse die „heilige Stadt“ Jerusalem. Nachdem die Kreuzfahrer die äußeren Mauern überwunden hatten und in die Stadt eingedrungen waren, wurden nach neuesten Erkenntnissen ca. 3.000 Einwohner der Stadt getötet. Die in der Vergangenheit verwendeten Quellen zu den Folgen der Eroberung für die Einwohner Jerusalems, die von wesentlich höheren Opferzahlen ausgingen, werden in der neueren Forschung in Zweifel gezogen. Einerseits bauen die meisten christlichen Quellen auf der Gesta Francorum auf, die jedoch nicht als Augenzeugenbericht, sondern als ein mittelalterliches Epos im Stile des Rolandslieds zu sehen ist. Andererseits wurden die ersten moslemischen Quellen (am bekanntesten ist Ibn al-Athīrs „Vollständige Geschichte“) erst ab den 1150er Jahren und damit Jahrzehnte nach der Eroberung Jerusalems verfasst. Daher ist auch die historische Glaubwürdigkeit der von blutrünstiger Brutalität strotzenden Darstellungen der Einnahme Jerusalems zweifelhaft. Vielfach ist die Übertreibung offensichtlich, etwa in der Beschreibung des Augenzeugen Raimund von Aguilers (der seinen Bericht auf der Gesta Francorum aufbaute):

„In allen Straßen und auf allen Plätzen waren Berge abgeschlagener Köpfe, Hände und Beine zu sehen. Die Menschen liefen über die Leichen und Pferdekadaver. Aber ich habe bis jetzt nur die kleineren Schrecken beschrieben […] beschreibe ich, was ich tatsächlich gesehen habe, würdest du mir nicht glauben […] So reicht es aus zu berichten, daß in dem Tempel Salomons und dem Säulengang Kreuzfahrer bis zu den Knien und den Zäumen ihrer Pferde im Blut ritten.“

Aus den Übertreibungen sowohl christlicher als auch moslemischer Quellen kann man schließen, dass im Mittelalter die Vorstellung von der Brutalität der Kreuzfahrer auf beiden Seiten des Konflikts ein Gegenstand von Manipulation und Übertreibung gewesen ist.
Nach der Eroberung von Jerusalem gründeten die Kreuzritter das christliche Königreich Jerusalem und bauten eine Reichsverwaltung auf. Die kirchliche Hierarchie des Heiligen Landes lag mit der Neugründung des Patriarchats von Jerusalem in der Hand von lateinischen Bischöfen und wurde neu organisiert; allerdings blieb diese Struktur eine Parallelorganisation, an der nur die römisch-katholischen Christen teilhatten, während die einheimische christliche Bevölkerung ihre orientalischen und orthodoxen Kirchenorganisationen beibehielt. Sie war im Verwaltungsalltag oft benachteiligt. Zu dieser Zeit entstanden in Jerusalem außerdem die geistlichen Ritterorden, insbesondere die Johanniter (benannt nach dem Pilgerspital, in dem der Orden ursprünglich als Krankenpflegerbruderschaft begonnen hatte) und die Templer (benannt nach ihrem Hauptquartier in einem Flügel des in der Al-Aqsa-Moschee auf dem Tempelberg untergebrachten ersten königlichen Palastes der Kreuzritter). Der Deutsche Orden fasste Fuß im Heiligen Land erst gegen Ende des 12. Jahrhunderts.
Nach der vernichtenden Niederlage der christlichen Ritter in der Schlacht bei Hattin im Jahre 1187 gelang es Saladin (arabisch Salah ad-Din Yusuf ibn Ayub), der die Fatimiden gestürzt und als Sultan von Ägypten die Herrschaft der Dynastie der Ayyubiden in Ägypten, Palästina und Syrien begründet hatte, Jerusalem nach kurzer Belagerung zu erobern. Nach der Einnahme der Stadt ließ er das von den Kreuzfahrern errichtete goldene Kreuz auf der Kuppel des Felsendoms (der den Kreuzfahrern neben der Grabeskirche als Hauptkirche gedient hatte und von ihnen Templum Domini genannt wurde) und die Marmorverkleidung des Felsens samt Altar entfernen. Auch nach dem „Verlust“ Jerusalems (aus der Perspektive der Christenheit) blieb Jerusalem im europäischen Weltbild die „Mitte der Welt“. Dies zeigte sich auch im Kartenbild hoch- und spätmittelalterlicher Kartenbilder wie dem der Ebstorfer Weltkarte.
Im Verlauf des dritten Kreuzzuges plante der englische König Richard Löwenherz nach seinem Erfolg bei der Belagerung von Akkon (1189–1191) und der Wiederbesetzung der meisten Küstenstädte auch die Rückeroberung Jerusalems, führte den Feldzug aber wegen militärischer Aussichtslosigkeit nicht mehr aus. Hauptstadt des Königreiches Jerusalem war von nun an Akkon. Während des Kreuzzugs von Damiette in Ägypten ließ der ayyubidische Herrscher von Syrien al-Muʿazzam im Frühjahr 1219 die Stadtbefestigungen von Jerusalem bis auf den Davidsturm niederreißen und die umliegenden Burgen schleifen, weil man eine Übergabe an die Kreuzfahrer befürchtete und ihnen keine verteidigungsfähige Stadt überlassen wollte. Von da an bis zum Bau der neuzeitlichen Stadtmauer unter den Osmanen (1537–1540) blieb Jerusalem für ca. 300 Jahre unbefestigt.
Kurzzeitig gelangte Jerusalem noch einmal in den Besitz der Kreuzfahrer, als Kaiser Friedrich II. die Stadt 1229 gegen den Widerstand des mit ihm verfeindeten Papstes Gregor IX. durch Verhandlungen mit dem Ayyubidensultan al-Kamil ohne militärische Aktionen gewann und sich zum König von Jerusalem proklamierte, aber nur wenige Monate im Heiligen Land blieb. Er stützte seine Herrschaft vornehmlich auf den ihm ergebenen Deutschen Orden, während die anderen Ritterorden und der einheimische Kreuzritteradel in eine päpstliche und eine kaiserliche Partei gespalten waren. Nach seiner Rückkehr nach Italien stand Jerusalem bis zur unerwarteten Eroberung durch marodierende ägyptische Söldner im Jahre 1244 unter der Verwaltung wechselnder Kreuzfahrerbaillis.
Im August 1244 eroberten choresmische Söldner ohne ausdrücklichen Auftrag des ägyptischen Sultans as-Salih die nur schwach verteidigte Stadt und plünderten sie. Nach der Niederlage der Kreuzritter und ihrer syrischen Verbündeten in der Schlacht von La Forbie zwei Monate später war eine christliche Rückeroberung ausgeschlossen. 1260 wurde die Ayyubiden-Dynastie in Ägypten von dem Mamluken-General und anschließenden Sultan Baibars gestürzt, der in der Schlacht bei ʿAin Dschālūt erstmals die Mongolen besiegt und ihren Einfall nach Syrien und in den Nahen Osten zurückgeschlagen hatte und danach ganz Syrien und Palästina unter ägyptische Herrschaft brachte. 1291 vertrieb der Mamlukensultan Kalil nach der Eroberung von Akkon die letzten Kreuzritter aus Palästina. Jerusalem, das damals weniger als 10.000 Einwohner und keine politische Bedeutung hatte, blieb bis zur osmanischen Eroberung Anfang des 16. Jahrhunderts unter ägyptisch-mamlukischer Verwaltung.
Während es unter ayyubidischer und christlicher Verwaltung im 13. Jahrhundert für die Bewohner und besonders für das Pilgerwesen in der Praxis kaum einen Unterschied gemacht hatte, welcher Machthaber die Stadt besaß, galten unter mamlukischer Herrschaft nur Muslime als vollgültige Bürger. Christen und Juden mussten sich durch ihre Kleidung kenntlich machen. Sie durften ihre Religion als Anhänger einer Buch-Religion zwar ausüben, wurden aber rechtlich in fast allen Lebensbereichen diskriminiert und mussten eine Zusatzsteuer zahlen. Dennoch existierten im 14. und 15. Jahrhundert weiterhin ein christliches und ein jüdisches Viertel in der Stadt und der Strom christlicher Pilger riss keineswegs ab. Die ausführliche Schilderung einer spätmittelalterlichen Jerusalempilgerfahrt enthält der Reisebericht des Zürcher Dominikaners Felix Faber, der 1483 nach Jerusalem pilgerte und die Heiligen Stätten besichtigte.

### Unter den Osmanen (1516–1917)

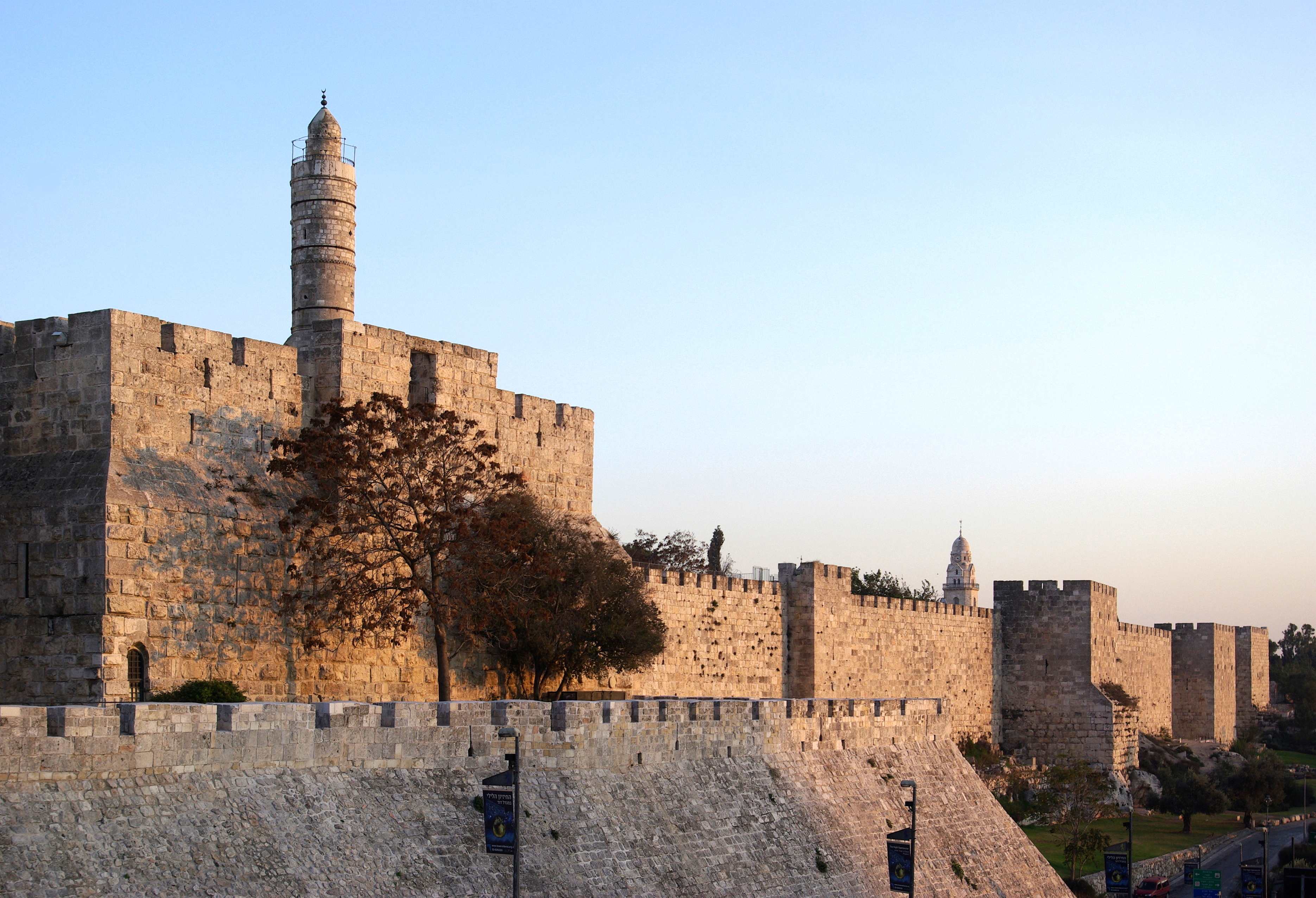
Sultan Süleyman I. ließ nach der Eroberung Jerusalems eine neue Stadtmauer und eine Zitadelle errichten, die heute unter Denkmalschutz stehen und zum UNESCO-Weltkulturerbe gehören

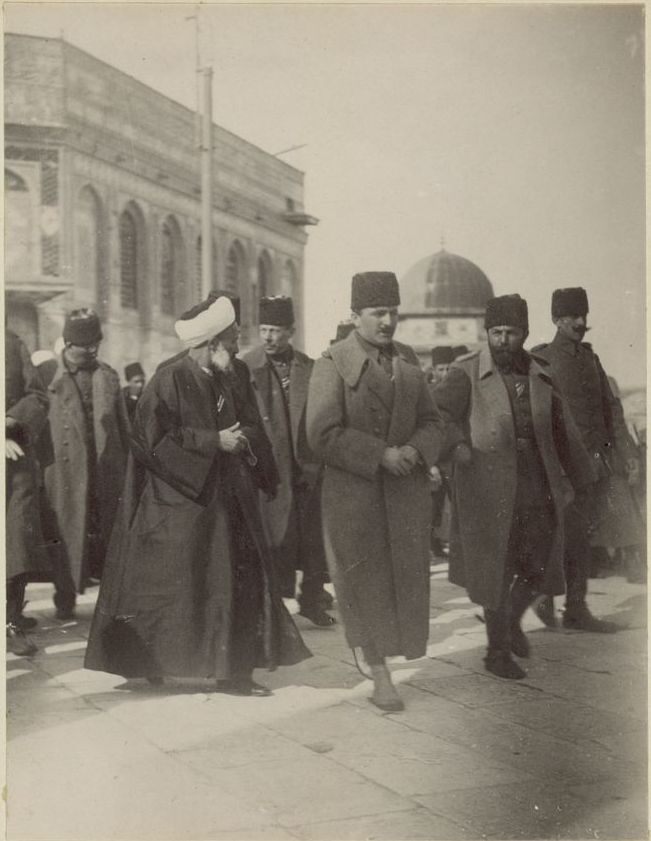
Die osmanischen Kriegsherren Cemal (2. v. rechts) und Enver (vorne mitte) beim Felsendom 1916

Im Jahre 1516 besiegte die Osmanische Armee unter der Führung Sultan Selim I. (1470–1520) die Mamluken in Syrien. In weiterer Folge wurde Ägypten und Arabien durch die Osmanen erobert. Jerusalem wurde zum Verwaltungssitz eines osmanischen Sandschaks (Regierungsbezirk). Die ersten Jahrzehnte der türkischen Herrschaft brachten Jerusalem einen deutlichen Aufschwung.
Nach 1535 ließ Sultan Süleyman I. (1496–1566) die Befestigungen der Stadt in zum Teil veränderter Linie erneut errichten, so wie sie gegenwärtig zu sehen sind. Durch diese Mauern erhielt die Altstadt ihre heutige Struktur. Die viel zu großen neuen Mauern um den heiligen Symbolort sollten die neue Herrschaft deutlich machen. Jerusalem gewann in der Folgezeit viel an Bedeutung. Die osmanische Verwaltung war sich uneinig in ihrer Haltung gegenüber den Juden sowie Christen und schwankte zwischen Gewaltherrschaft und Toleranz.
Die verarmten Juden und Christen lebten überwiegend vom Pilgergewerbe. Der Besitz der Heiligtümer Jerusalems war wegen der damit verbundenen Almosen eine lebenswichtige Einnahmequelle. Aus diesem Grund kam es damals teilweise zu erbitterten, manchmal gewaltsamen Konflikten unter den Kirchen um einzelne Besitzrechte. Europäische Staaten eröffneten Konsulate in Jerusalem, zuerst 1839 das Vereinigte Königreich seines, 1842 dann Preußen das seinige, im Jahr darauf dasjenige Frankreichs, das beanspruchte, Katholiken im Orient zu protegieren, und 1858 auch Russland eines, womit es seinen ab 1774 erhobenen Anspruch, Schutzmacht der orthodoxen Christen zu sein, bestärkte.
Ab der zweiten Hälfte des 19. Jahrhunderts, also noch vor den vom Zionismus geprägten Einwanderungen (Alijot) ab 1882, kamen zunehmend Juden in die Stadt und es wurden erste Wohngebiete außerhalb der Stadtmauern gegründet (beginnend mit Moses Montefiores Mischkenot Scha’ananim/später Yemin Moshe (1857/1860), gefolgt von Mahane Yisrael (1867), Nahalat Shiv’a (1869), Me'a Sche'arim (1874), Even Yisrael (1875), Mishkenot Yisrael (1875), Shimon HaZadiq (1876), Beit David (1877) und Beit Ya’aqov (1877)). Um 1880 war etwa die Hälfte der rund 30.000 Einwohner Jerusalems jüdisch.
1892 erreichte die Bahnstrecke Jaffa–Jerusalem die Stadt, die damit den ersten modernen Verkehrsanschluss erhielt. 1897 entstanden erste Filmaufnahmen in Jerusalem. Am 9. Dezember 1917 marschierten britische Truppen unter General Edmund Allenby in die Stadt ein, nachdem der osmanische Gouverneur diese auf Befehl der Führung der osmanischen Streitkräfte übergeben hatte. Die kampflose Übergabe sollte eine mögliche Beschädigung der historischen Stätten durch etwaige Gefechte um die Stadt bzw. in dieser verhindern.

### Britische Mandatszeit

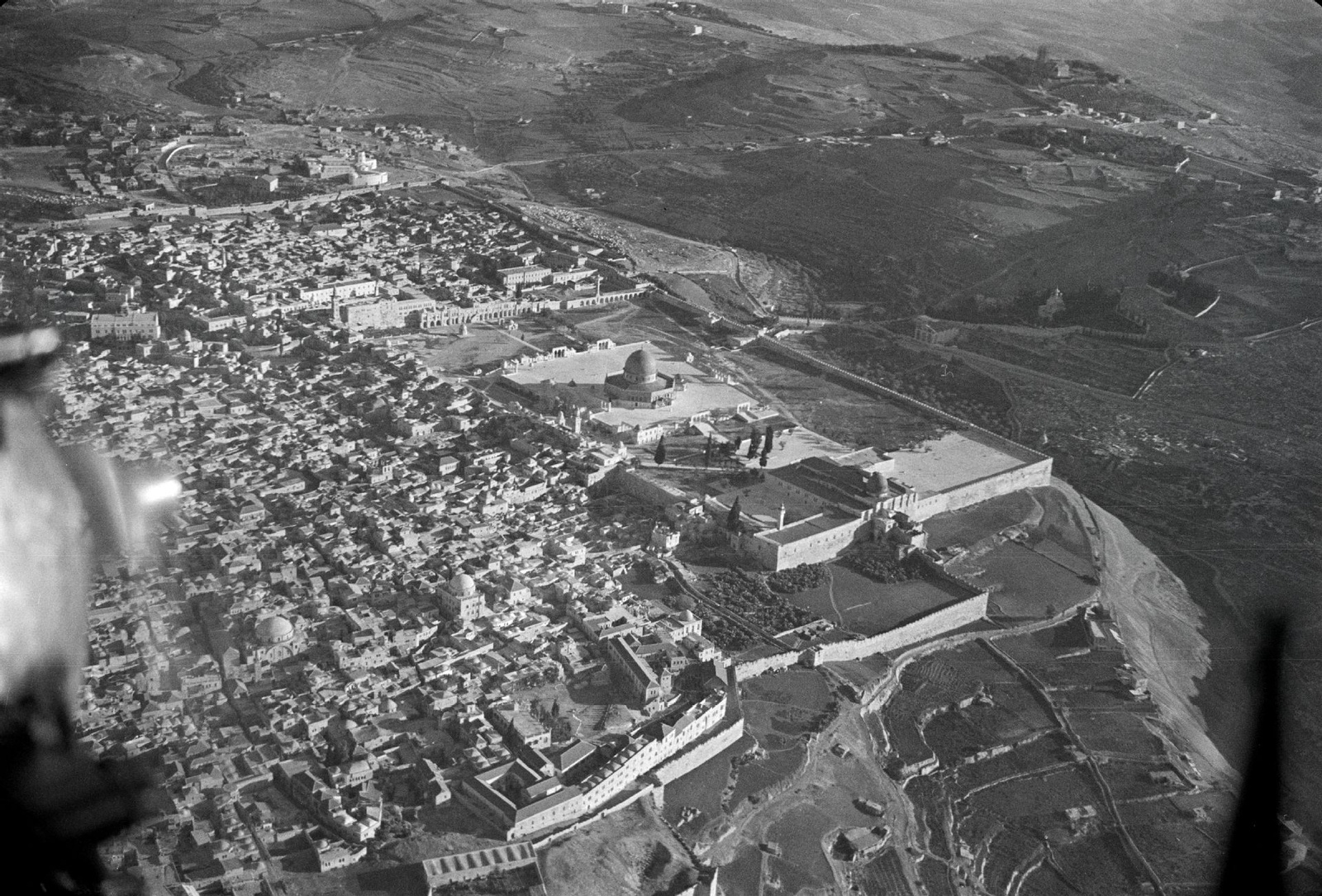
Flugaufnahme 1934 von Walter Mittelholzer

Nach dem Ersten Weltkrieg wurde Jerusalem dem Völkerbundsmandat für Palästina unterstellt und zum Sitz des Hohen Kommissars und der britischen Mandatsverwaltung. In dieser Zeit entwickelte sich Jerusalem in herausragendem Maße (Errichtung der Hebräischen Universität, Bau des King David Hotels usw.), und die damaligen Bestimmungen zum Stadtbild sind bis heute in Kraft geblieben. Sir Ronald Storrs, erster britischer Gouverneur Jerusalems, erließ ein Gesetz, wonach die Häuser der Hauptstadt des Mandatsgebiets nur aus Jerusalemer Stein erbaut werden dürfen.
Im April 1920 kam es zu einem mehrtägigen arabischen Pogrom gegen die jüdische Bevölkerung Jerusalems. Bei den Nabi-Musa-Unruhen kamen sechs Menschen ums Leben und es gab über 200 Verwundete. 1929 kam es zu Ausschreitungen in Palästina wegen des Konfliktes um die Westmauer (Klagemauer), bei denen arabische Muslime jüdische Zivilisten angriffen und töteten und Gebäude, unter anderem Synagogen, zerstörten.

### UN-Teilungsplan

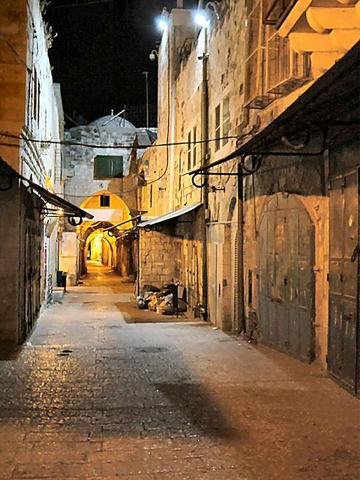
In der Altstadt von Jerusalem

Seit Beginn des Nahostkonflikts war Jerusalem einer der zentralen Streitpunkte. Vertreter jüdischer und arabischer Bevölkerungsgruppen beanspruchten die Stadt oder zumindest Teile davon als Hauptstadt Israels beziehungsweise Palästinas. Deshalb sah der UN-Teilungsplan für Palästina von 1947 vor, einen jüdischen und einen arabischen Staat zu schaffen und Jerusalem unter internationale Verwaltung zu stellen. Die Stadt sollte als corpus separatum von den UN durch einen Treuhänderrat und einen Gouverneur regiert werden. Lokaler Gesetzgeber sollte ein Rat sein, den die Stadtbewohner nach den Regeln der Verhältniswahl wählen sollten. Gegen seine Entscheidungen – sofern sie den Status der Stadt beträfen – behielten sich die UN ein Vetorecht vor. Die Stadt sollte demilitarisiert, neutral und von einer aus ausländischen Truppen rekrutierten Polizei geschützt werden. Sie sollte Teil eines gemeinsamen Handelsraums sein, den Bürger beider Staaten betreten und bewohnen durften. So sollte der gleichberechtigte Zugang zu den heiligen Stätten der drei Weltreligionen gesichert werden.
Am 29. November 1947 nahmen mehr als zwei Drittel der UN-Vollversammlunɡ mit der Resolution 181 diesen Plan an. Es folgten die Resolutionen 194 vom 11. Dezember 1948 und 303 vom 9. Dezember 1949. Der Teilungsplan wurde jedoch nie umgesetzt: Die arabischen Staaten betrachteten ihn als unzumutbaren Verzicht auf einen Teil des „Dar al Islam“. Bis 1952 versuchten die Vereinten Nationen mehrmals ergebnislos, den Status Jerusalems zu klären.

### Palästinakrieg
Die Israelische Unabhängigkeitserklärung vom 14. Mai 1948 erwähnte Jerusalem nicht, versprach aber, dass Israel die heiligen Stätten aller Religionen beschützen werde. Am Folgetag griffen die arabischen Staaten Ägypten, Syrien, Transjordanien, Libanon, Irak und Saudi-Arabien Israel mit dem Ziel an, den neu gegründeten jüdischen Staat zu vernichten. Im Palästinakrieg eroberten die israelischen Streitkräfte große Gebiete des Landes, verloren jedoch das jüdische Viertel der Altstadt und den Osten Jerusalems an die Arabische Legion Transjordaniens. Die Stadt blieb deshalb bis 1967 in das israelische Westjerusalem und das transjordanische Ostjerusalem geteilt, dessen jüdische Bevölkerung vertrieben wurde. Das jüdische Viertel in der Altstadt wurde zerstört und der Zugang zur Klagemauer, dem heiligsten Ort des Judentums, war den Juden fortan versperrt.
1948 erließ der israelische Verteidigungsminister eine Verordnung, dass im Westen der Stadt wie in jedem Teil Palästinas, den er als von israelischen Truppen gehalten erkläre, israelisches Gesetz gelte. Am 13. Dezember 1949 erklärte Premierminister David Ben-Gurion vor der Knesset Jerusalem zum untrennbaren Teil Israels und seiner ewigen Hauptstadt. Diese Position bestätigte das Parlament.

### Erklärung zur Hauptstadt Israels
Am 4. Januar 1950 erklärte Israel die Stadt zu seiner Hauptstadt. Der endgültige Status von Jerusalem ist im Rahmen von Endstatusverhandlungen festzulegen. Infolgedessen wird Jerusalem bis heute nicht einheitlich und international als alleinige Hauptstadt Israels anerkannt (s. u.). König Abdallah ibn Husain I. von Jordanien annektierte daraufhin das von seinen Truppen eroberte Westjordanland und Ostjerusalem. Nur Pakistan erkannte dies an, Großbritannien erkannte nur die Annexion des Westjordanlandes an.
Seit 1952 akzeptierte die internationale Staatengemeinschaft de facto die Anwendung israelischen Rechts in Westjerusalem. Die Forderung, die Stadt zu internationalisieren, schien immer weniger mit der Realität vereinbar und wurde deshalb im Laufe der Zeit nicht mehr von den UN erhoben. Die israelische Position besagt, dass der Westen der Stadt ohne Souverän gewesen sei, nachdem sich Großbritannien 1948 aus seinem vormaligen Mandatsgebiet zurückgezogen hatte, und Israel so in einem Akt der Selbstverteidigung gegen die angreifenden arabischen Armeen die rechtmäßige Souveränität über das Gebiet erworben habe. Die Position der israelischen Regierung, Jerusalem sei als Ganzes rechtmäßiger Teil Israels und dessen Hauptstadt, wird bis heute nur von wenigen Staaten geteilt.

### Sechstagekrieg und die Folgen

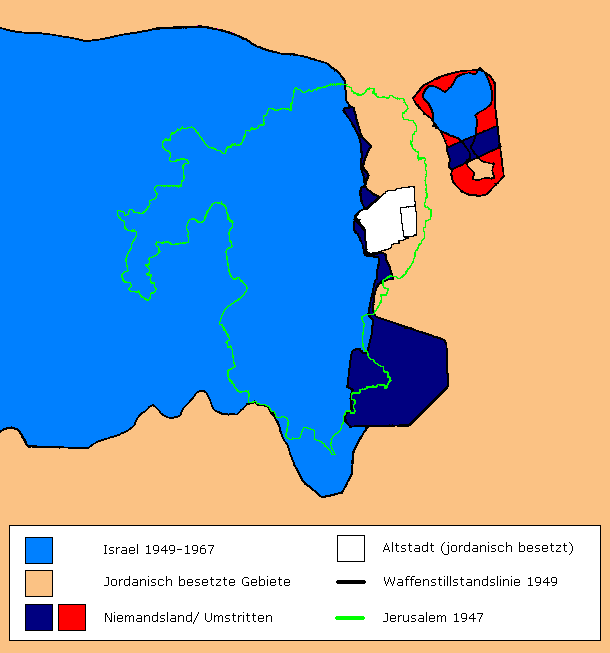
Jerusalem 1949–1967

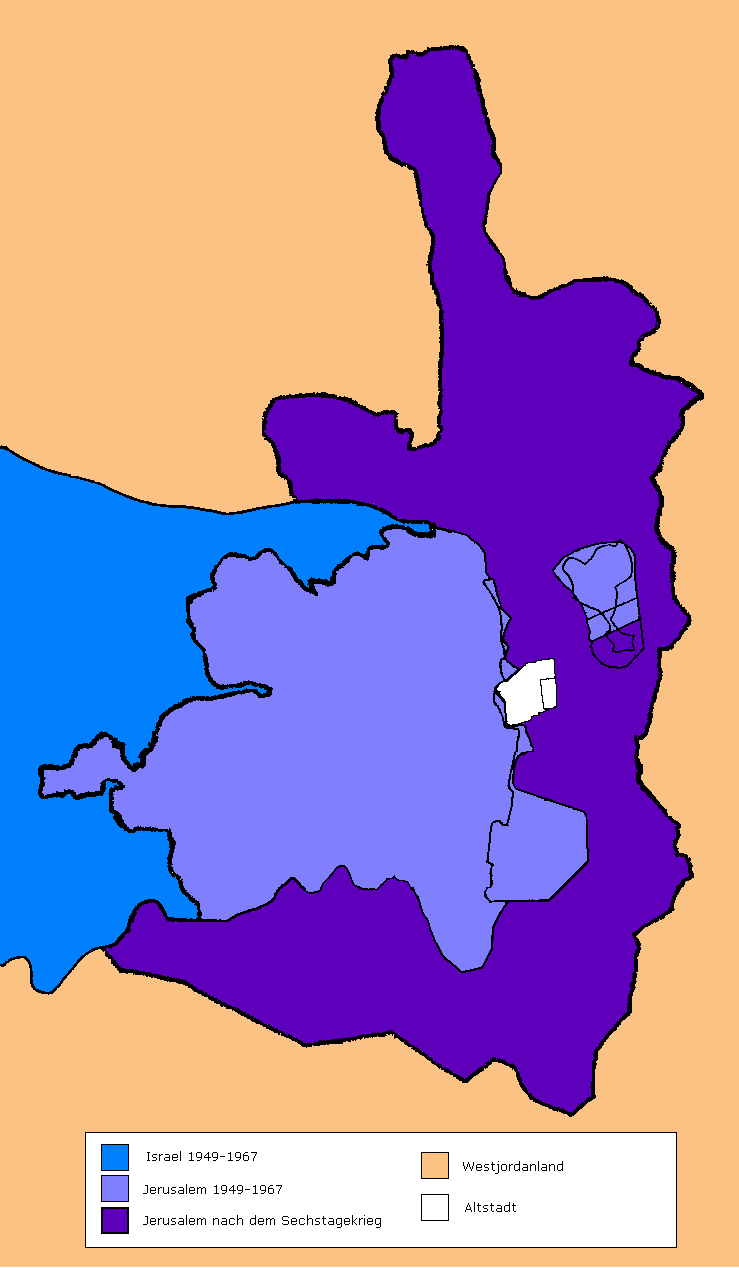
Jerusalem nach 1967

Im Sechstagekrieg 1967 war die Strategie der israelischen Armee ursprünglich rein defensiv. Israel wollte Jordanien aus dem Krieg heraushalten, auch noch nachdem das jordanische Militär am Morgen des 5. Juni mit dem Artilleriebeschuss Westjerusalems begonnen hatte. Erst nachdem Jordanien das neutrale Hauptquartier der Vereinten Nationen erobert hatte, entschloss man sich zu handeln. In den nächsten drei Tagen wurde erst das UN-Hauptquartier, dann der jordanische Militärstützpunkt auf dem Giv’at HaTahmoschet („Munitionshügel“) und schließlich die Altstadt erobert. Dabei verzichteten die israelischen Streitkräfte zur Schonung von Moscheen und Kirchen auf den Einsatz schwerer Waffen und nahmen dafür erhebliche Verluste in Kauf: Von insgesamt rund 800 israelischen Kriegstoten fielen 183 in Jerusalem. Erstmals seit der Staatsgründung konnten Juden fortan an der Klagemauer beten. Anders als die arabische Seite 1949 den Juden verweigerte Israel den Muslimen nicht den Zugang zu ihren heiligen Stätten, sondern unterstellte den Tempelberg einer autonomen muslimischen Verwaltung (Waqf).
Nach dem Ende des Krieges verabschiedete die Knesset das Law-and-Administration-Ordinance-Gesetz, das es der Regierung erlaubte, das israelische Gesetz, Israels Jurisdiktion und Verwaltung auf alle Gebiete des ehemaligen Mandatsgebiets auszuweiten. Gleichzeitig wurde die Gemeindeverwaltungsordnung geändert, wodurch es möglich wurde, die Verwaltungsgrenzen Jerusalems auf den Osten der Stadt auszuweiten. Das Stadtgebiet wurde im Süden, Osten und Norden erheblich erweitert, im Norden bis an die Grenze von Ramallah einschließlich des Flughafens Qalandia (siehe Karte). Allerdings wurden bestimmte gesetzliche Arrangements zugunsten der arabischen Bewohner der Stadt beschlossen, die im Legal and Administrative Matters (Regulation) Law von 1970 festgeschrieben sind. Die arabischen Stadtbürger wurden auch nicht automatisch Israelis, es wurde ihnen jedoch ermöglicht, recht unkompliziert die israelische Staatsbürgerschaft zu erwerben, wovon allerdings nur wenige Gebrauch machten. Der Außenminister Israels, Abba Eban, erklärte daraufhin in einem Brief vom Juli 1967 an den UN-Generalsekretär, dass Israel Ostjerusalem nicht annektiert, sondern nur verwaltungstechnisch integriert habe. Trotzdem wurde dieser Schritt von UN-Einrichtungen kritisiert. In der Resolution 242 des UN-Sicherheitsrates wird Jerusalem nicht explizit erwähnt.
Die Position der israelischen Regierung ist, dass weder Jordanien noch ein anderer Staat außer Israel jemals Souveränität über die Stadt erhalten habe. Jordanien habe Jerusalem 1948 in einem Akt der Aggression unter seine Kontrolle gebracht, wogegen Israel 1967 in Selbstverteidigung gehandelt habe und schon deshalb bessere Ansprüche geltend machen könne. Die israelische Position besagt, dass die Resolution 181 der Vollversammlung als völkerrechtlich nicht bindendes Dokument keine Gültigkeit besitze und aufgrund der arabischen Ablehnung niemals relevant gewesen sei, weshalb Jerusalem als abgetrennte Einheit unter internationaler Treuhandschaft (Corpus Separatum) obsolet geworden sei. Darüber hinaus gebe es weder einen völkerrechtlichen Vertrag dahingehend, noch sei der Status Jerusalems als corpus separatum Völkergewohnheitsrecht.
Bezüglich der heiligen Stätten wurde von der Knesset 1967 das Preservation of the Holy Places Law erlassen, das den freien Zugang zu diesen und deren Schutz vor Entweihung gewährleistet. In Berufung auf dieses Gesetz verhindert die israelische Polizei, um die öffentliche Ordnung und die Sicherheit zu gewährleisten, dass nationalreligiöse Juden wie die in der Nationalist Groups Association organisierten auf dem Tempelberg öffentliche Gottesdienste abhalten.

### Siedlungsbau
Die größte jüdische Siedlung bei Jerusalem ist die 1975 gegründete Trabantenstadt Maʿale Adummim mit 37.670 Einwohnern (Stand Ende 2016).
Um Platz für den Sicherheitszaun östlich von Jerusalem zu schaffen, wurden einige zuvor bewohnte Häuser abgebrochen.
Im Jahr 2012 startete die israelische Regierung neue Siedlungsprojekte in dem im Südwesten von Jerusalem gelegenen Wohnquartier Gilo. Geplant ist, in Gilo 940 Wohnungen zu errichten.

### Camp-David-Abkommen

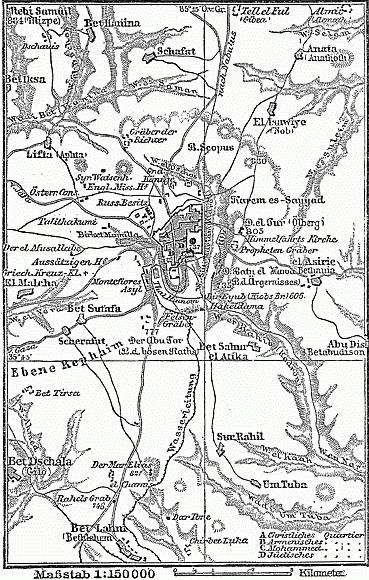
Umgebung von Jerusalem; Karte von 1888

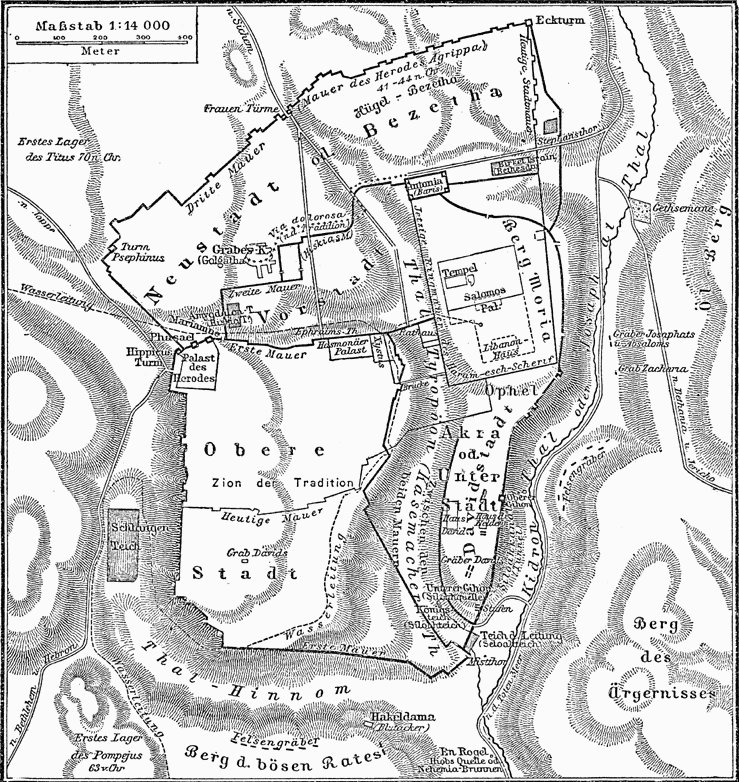
Jerusalem; Karte von 1888

Im Camp-David-Abkommen von 1978 wurde Jerusalem ausgeklammert. In den beigefügten Briefen an den Gastgeber von Camp David, den Präsidenten der Vereinigten Staaten, Jimmy Carter, erklärte Menachem Begin für Israel, dass Jerusalem die unteilbare Hauptstadt Israels sei. Sadat erklärte, dass das „arabische Jerusalem ein integraler Teil des Westjordanlands“ sei und „unter arabischer Souveränität stehen“ solle. Er sprach sich jedoch gleichzeitig dafür aus, bestimmte Funktionen der Stadt einem gemeinsamen Rat zu überantworten. In diesem Sinne solle die Stadt ungeteilt sein, schrieb Sadat.
Zwei Jahre später erklärte Israel das ungeteilte Jerusalem zu seiner Hauptstadt (s. u.).

### Erklärung zur Hauptstadt Palästinas
1988 gab Jordanien seinen Anspruch auf Souveränität über das Westjordanland und damit auch auf Ostjerusalem auf. Im selben Jahr rief die Palästinensische Befreiungsorganisation (PLO) den Staat Palästina aus und erklärte Jerusalem zu seiner Hauptstadt, was zu diesem Zeitpunkt – obwohl diese Unabhängigkeitserklärung von vielen arabischen Staaten anerkannt wurde – reine Fiktion war. Völkerrechtlich müssen neben der Ausrufung eines Staates vier Voraussetzungen erfüllt sein, um einen Staat entstehen zu lassen: Es muss ein Staatsgebiet sowie ein Staatsvolk geben, über die es eine effektive Regierung und Kontrolle gibt. Außerdem muss der neue Staat die Fähigkeit besitzen, internationale Beziehungen einzugehen. Die PLO war zu diesem Zeitpunkt weit davon entfernt, effektive Kontrolle über irgendeinen Teil der umstrittenen Gebiete auszuüben.

### Israelisch-palästinensischer Konflikt
In der Prinzipienerklärung über die vorübergehende Selbstverwaltung, die Israel und die PLO am 13. September 1993 unterzeichneten, wurde eine palästinensische Selbstverwaltung, wie sie in zwei Formen für das Westjordanland festgeschrieben ist (Gebiete A und Gebiete B), für keinen Teil Jerusalems bestimmt. Der Endstatus der Stadt soll im Zuge des Oslo-Friedensprozesses in einem endgültigen Vertrag bestimmt werden. Die Declaration of Principles erlaubt es den palästinensischen Bürgern Jerusalems, nach einem Abkommen zwischen den beiden Seiten an den Wahlen zur Palästinensischen Autonomiebehörde teilzunehmen.
Am 9. August 2001 starben bei einem Selbstmordanschlag in der Pizzeria Sbarro 16 Menschen, darunter sieben Kinder und eine Schwangere, 130 weitere wurden verletzt. Am 1. Dezember 2001 starben bei drei Attentaten, davon zwei in der Ben-Jehuda-Straße zehn Menschen, mehr als 180 wurden zum Teil lebensgefährlich verletzt.
Bei einem Selbstmordattentat an der Straßenkreuzung Jaffa/King George-Street, das von der 28-jährigen Palästinenserin Wafa Idris – erstmals von einer Frau – durchgeführt wurde, wurde am 27. Januar 2002 ein Israeli getötet; mehr als 150 Menschen wurden verletzt. Bei einem weiteren Terroranschlag ermordete am 2. März 2002 ein palästinensischer Selbstmordattentäter im Stadtviertel Beit Israel mindestens neun Menschen und verletzte mindestens 40 zum Teil schwer. Der Sprengsatz am Körper des als orthodoxer Jude verkleideten Terroristen explodierte in dem von ultra-orthodoxen Juden bewohnten Viertel als diese am Schabbat aus den Synagogen heimkehrten. Wie der israelische Rundfunk meldete, jubelten nach dem Attentat die palästinensischen Einwohner Ramallahs auf den Straßen.
Bei einem weiteren Selbstmordattentat eines Palästinensers in einem Café im Jerusalemer Stadtviertel Rechavia wurden am 9. März 2002 elf Israelis getötet und 54 verletzt, 10 davon schwer. Der Attentäter ließ eine Sprengstoffladung detonieren, die das Café total zerstörte. Die Opfer sind: Limor Ben-Shoham 27, Nir Borochov 22, Danit Dagan 25, Livnat Dvash 28, Tali Eliyahu 26, Dan Emunei 23, Uri Felix 25, Natanel Kochavi 31, Baruch Lerner 29, Orit Ozerov 28 und Avraham Haim Rahamim 29. Die Hamas bekannte sich zu dem Anschlag.
In der Jerusalemer Innenstadt sprengte sich am 21. März 2002 ein palästinensischer Selbstmordattentäter in die Luft und riss drei Menschen mit sich in den Tod, außerdem verletzte er mehr als 60 Personen zum Teil schwer. Die Todesopfer waren Yitzhak Cohen und das Ehepaar Shemesh aus Pisgat Ze’ev. Tzipi, die im fünften Monat schwanger war und Gad Shemesh hinterließen zwei Kinder (7 und 3 Jahre alt).
Am 12. April 2002 forderte ein erneutes Selbstmordattentat einer Palästinenserin von den al-Aqsa-Märtyrerbrigaden in Jerusalem sechs Tote und rund 60 Verletzte, davon 7 Schwerverletzte. Die Attentäterin sprengte sich an einer Bushaltestelle, an der ein Linienbus stand, unweit des Mahane-Yehuda-Marktes in die Luft.
Ein Mitglied der Hamas steuerte am 21. Oktober 2014 mit seinem PKW gezielt in eine Menschengruppe, die eben an der Haltestation „Munitionshügel“ ausgestiegen war. Dabei wurden acht Menschen verletzt. Das drei Monate alte Baby Haya starb später an seinen Verletzungen.
Ein palästinensischer Attentäter gab auf offener Straße am Abend des 29. Oktober 2014 im Vorbeifahren von einem Motorrad aus vier Schüsse auf Jehuda Glick ab, der dadurch lebensgefährlich verletzt wurde.
Am 18. November 2014 drangen zwei arabische Einwohner Jerusalems in eine Synagoge im Stadtviertel Har Nof im Westen Jerusalems ein. Bewaffnet waren sie mit einer Axt, einem Messer und einer Schusswaffe. Sie töteten vier betende Juden, Mosche Twersky (59), Calman Levine (55) und Arje Kopinsky (43) und Avraham Schmuel Goldberg (68), und verletzten sieben, drei davon schwer. Ein Polizist, der auf dem Weg zur Arbeit zufällig den Tumult in der Synagoge bemerkte, griff mit einem Kollegen ein. In dem folgenden Schusswechsel töteten sie die Angreifer und erlitten dabei ebenfalls Verletzungen. Der drusische Polizist Sidan Saif erlag später seinen Verletzungen. Die 15 Mitglieder des Sicherheitsrates der Vereinten Nationen verurteilten am 20. November 2014 den Angriff.
Bei zwei Terrorattacken wurden am 13. Oktober 2015 drei Israelis ermordet, weitere 20 Menschen wurden verletzt, davon sechs schwer. In einem Fall griffen zwei Attentäter in einem Autobus die Fahrgäste mit Schusswaffen und Messern an. In dem anderen Fall raste ein Attentäter mit seinem Wagen in eine Gruppe Wartender an einer Bushaltestelle und griff Passanten anschließend mit einem Messer an. Am 9. Dezember 2016 tötete ein 39-jähriger im Stadtteil Silwan lebender Araber an einem Bahnhof zwei Menschen mit Schüssen aus einem fahrenden Auto heraus. Mindestens sechs weitere Menschen wurden verletzt. Die radikal-islamische Hamas bekannte sich zu dem Angriff.
Bei einem Attentat am 8. Januar 2017 im Stadtteil Armon Hanaziv kamen drei Frauen und ein Mann, alle im Offiziers- oder Kadettenrang ums Leben. Weitere Offiziere und Kadetten wurden verletzt, als ein palästinensischer Fahrer mit einem LKW gezielt in eine Gruppe von Soldaten raste.
Am 16. Juni 2017 wurde die 23-jährige Grenzpolizistin Hadas Malka im Dienst von einem palästinensischen Terroristen so schwer verletzt, dass sie kurz darauf im Krankenhaus verstarb.
Am Abend des 27. Januar 2023 erschoss ein 21-jähriger palästinensischer Attentäter vor einer Synagoge in der Ostjerusalemer Siedlung Neve Yaakov sieben Menschen und verletzte drei weitere. Er selbst wurde von der Polizei auf der Flucht getötet. Aus Regierungskreisen wurde ein hartes Durchgreifen angekündigt, unter anderem die Lockerung israelischer Waffengesetze zum Selbstschutz von Zivilisten.

### Tempelberg
Der Tempelberg ist dem islamischen Waqf unterstellt, archäologische Ausgrabungen sind dort nicht möglich. Der Waqf richtete in den vergangenen Jahren eine neue Moschee in den sogenannten Ställen Salomos ein, was wegen der dabei möglichen Zerstörung von Resten der beiden jüdischen Tempel der Antike auf israelische Ablehnung stieß. Allerdings dürfte bereits die Bautätigkeit unter Herodes zu einer weitgehenden Beseitigung früherer Spuren geführt haben. Ebenso dürften die Zerstörung des herodianischen Tempels, die Errichtung eines römischen Heiligtums und schließlich die islamische Bebauung seit dem 7. Jahrhundert nur wenige ältere Reste übriggelassen haben.

## Status Jerusalems
Da erstens der UN-Teilungsplan für Palästina Jerusalem als internationales Corpus separatum vorgesehen hatte und sowohl Israel als auch Palästina sich in ihren Unabhängigkeitserklärungen auf diesen berufen hatten, ohne dabei auch die in ihm gezogenen territorialen Grenzen zu akzeptieren, und danach Anspruch auf Jerusalem als Hauptstadt erhoben, und da zweitens Israel die beiden Hälften Jerusalems zu zwei unterschiedlichen Zeitpunkten unter verschiedenen Umständen erobert hatte, ist der rechtliche Status Jerusalems sehr umstritten. Zu unterscheiden sind rechtswissenschaftliche Deutungen geltenden Völkerrechts einerseits und politische Haltungen von Staaten zu dieser sogenannten „Jerusalemfrage“ andererseits.

### Deutungen der Rechtslage
Die deutsch-israelische Rechtswissenschaftlerin Ruth Lapidoth zählte 2019 in der Max Planck Encyclopedia of Public International Law die vier prominentesten Deutungen zur Rechtslage der Jerusalemfrage auf und nannte jeweils einen prominenten Vertreter. Alle vier Positionen beruhen auf unterschiedlichen rechtlichen und historischen Vorannahmen. Die ersten drei beziehen sich auf Ost- und Westjerusalem insgesamt, die letzte nur auf Ostjerusalem.

(1) Souverän sowohl über West- als auch Ostjerusalem ist Israel. Vorausgesetzt wird dabei erstens rechtlich, dass, als das Völkerbundsmandat für Palästina endete und weil der UN-Teilungsplan nicht umgesetzt wurde, ein rechtliches Vakuum herrschte, zweitens historisch, dass die beiden Hälften Jerusalems jeweils mit einem Akt der Selbstverteidigung erobert worden seien, und drittens wieder rechtlich, dass durch Akte der Selbstverteidigung rechtmäßig Souveränität über dabei eroberte Gebiete begründet werden könne (Elihu Lauterpacht).
(2) Souverän sowohl über West- als auch Ostjerusalem sind die Palästinenser. Vorausgesetzt wird dabei rechtlich, dass nach dem Untergang des Osmanischen Reichs die Palästinenser Souveränität über ihr Territorium erlangt hätten, was die Völkerbundssatzung als die rechtliche Grundlage des Palästina-Mandats ja auch anerkannt habe. Rechtlich gelte dies nach wie vor, da weder ein Völkerbunds-Mandat noch eine UN-Resolution noch eine Okkupation oder Annexion die Souveränität einer Nation über ihr Territorium aufheben könne (Henry Cattan).
(3) Souverän sowohl über West- als auch Ostjerusalem sind die Vereinten Nationen. Vorausgesetzt wird dabei rechtlich, dass während der Mandatszeit rechtlich der Völkerbund der Souverän über ganz Palästina war. Dieses Souveränitätsrecht sei dann an die Vereinten Nationen übergegangen. Da die Teilungsresolution nie umgesetzt worden sei, die Vereinten Nationen ihr Souveränitätsrecht jedoch nie ausdrücklich auf- oder abgegeben hätten, gelte dies nach wie vor (Antonio Cassese, ebenso Hassan bin Talal, den Lapidoth als eine separate Position anführt).
(4) Souverän über Ostjerusalem war Jordanien, da 1948 bei der Zweiten Palästinensisch-Arabischen Konferenz beschlossen worden sei, beide Gebiete zu vereinen, und bei der Parlamentswahl beider Regionen um 1950 die Mehrheit der Palästinenser des Westjordanlands gleichzeitig dieser Vereinigung zugestimmt hatten. Vorausgesetzt wurde in dem kurz nach dem Camp-David-Abkommen und noch vor der Rechtsabtretung Jordaniens an die PLO um 1988 verfassten Text, dass das Westjordanland als ein eigenes Autonomiegebiet gelte, über das die dortige palästinensische Bevölkerung mit ihrem Votum für den Zusammenschluss mit Jordanien bereits souverän verfügt habe (Yoram Dinstein).

### Politische Haltungen

#### Position Israels
Nachdem Israel im Palästinakrieg (1947–1949) Westjerusalem erobert hatte, erklärte es am 4. Januar 1950 Jerusalem zu seiner Hauptstadt. Nach der Eroberung Ostjerusalems um 1967 fasste Israel am 30. Juli 1980 beide Stadtteile und einige Umlandgemeinden mit dem Jerusalemgesetz zusammen und erklärte die Stadt zur untrennbaren Hauptstadt Israels. Juristisch argumentiert wurde dabei in beiden Fällen wie von Lauterpacht: Weil man Jerusalem im Rahmen eines Akts der Selbstverteidigung erobert habe, könne man rechtmäßig Anspruch auf Jerusalem erheben.

#### Positionen der internationalen Gemeinschaft
Die Position der israelischen Regierung, Jerusalem sei als Ganzes rechtmäßiger Teil Israels und dessen Hauptstadt, wird international nur von sehr wenigen Staaten geteilt. Der Sicherheitsrat der Vereinten Nationen erklärte das Jerusalemgesetz für nichtig (UN-Resolution 478 vom 20. August 1980) und stellte klar, dass man durch Anwendung von Gewalt keine Souveränität über Territorium erlangen könne und Israel Völkerrecht verletze. Die Resolution forderte alle Staaten, deren Botschaften ihren Sitz in Jerusalem hatten, auf, diese aus Jerusalem abzuziehen. Alle  betroffenen Staaten leisteten dem Folge. 1982 verlegten zwei Staaten, Costa Rica und El Salvador, ihre Botschaften zurück nach Jerusalem, revidierten diese Entscheidung im Spätsommer 2006 jedoch wiederum und verlegten ihre Botschaften erneut zurück nach Tel Aviv.
Der US-Kongress beschloss 1995, die US-Botschaft nach Jerusalem zu verlegen, da Israel – wie alle Staaten – das Recht habe, seine Hauptstadt selbst zu bestimmen. Dieser Beschluss wurde zunächst jedoch nicht umgesetzt.
Als weltweit erster Staat erkannte Russland am 7. April 2017 Westjerusalem als Hauptstadt Israels an. Ähnlich veröffentlichte das tschechische Außenministerium, man erkenne „Jerusalem in den Grenzen der Demarkationslinie von 1967 in der Praxis“ als Israels Hauptstadt an.
Am 6. Dezember 2017 sprach US-Präsident Donald Trump die offizielle Anerkennung Jerusalems als Hauptstadt Israels durch die USA aus. Er kündigte in der Folge den Umzug der US-amerikanischen Botschaft von Tel Aviv nach Jerusalem an. Die linke Partei Meretz, die Vereinte Liste sowie einige israelische Diplomaten lehnten die Verlegung der Botschaft nach Jerusalem ab. Ungarn stoppte am 6. Dezember 2017 eine beabsichtigte gemeinsame EU-Verurteilung der Pläne Trumps für die Anerkennung Jerusalems als Hauptstadt Israels per Veto. Der französische Diplomat Marc Pierini erklärte am 10. Dezember 2017, dass die EU in der Jerusalem-Frage nicht mehr einig sei. Einige osteuropäische Staaten hätten in der Frage der Anerkennung Jerusalems als Hauptstadt Israels „Sympathien für Israels Standpunkt“ und erwögen, dem US-Präsidenten zu folgen. Auf Betreiben des mit Benjamin Netanjahu „befreundeten“ litauischen Außenministers Linas Antanas Linkevičius kam ein Treffen der EU-Außenminister zustande, an dem Netanjahu teilnahm. Es war das erste Mal seit 22 Jahren, dass ein israelischer Ministerpräsident die EU besuchte. Dabei erklärte Linkevičius, dass die EU eine aktivere Rolle im Nahost-Konflikt spielen solle, und fügte hinzu: „Aber das ist unmöglich ohne direkten Kontakt.“ Als Reaktion auf diese Erklärung trafen am 13. Dezember 2017 auf einem Sondergipfel in Istanbul Staats- und Regierungschefs aus über 20 islamischen Ländern (darunter Afghanistan, Iran, Indonesien, Somalia und Jordanien) sowie die Emire von Katar und Kuwait zusammen. Auf dem Treffen der Organisation für islamische Zusammenarbeit, das vom türkischen Präsidenten Recep Tayyip Erdoğan initiiert worden war, erklärten sie, Ostjerusalem als Hauptstadt Palästinas anzuerkennen. Palästinenserpräsident Mahmud Abbas gab an, die USA als Vermittler im Nahostkonflikt nicht mehr anzuerkennen und eine UN-Vollmitgliedschaft Palästinas anzustreben.
Nachdem eine Resolution im Sicherheitsrat am Veto der USA gegen die Stimmen aller übrigen 14 Ratsmitglieder gescheitert war, brachte die Türkei als amtierende Vorsitzende der Organisation für Islamische Kooperation (OIC) einen Resolutionsentwurf in die Generalversammlung der Vereinten Nationen ein mit dem Ziel, dass der endgültige Status der Stadt durch Verhandlungen in Einklang mit einschlägigen UN-Resolutionen verhandelt werden müsse. Eine große Mehrheit von 128 Staaten stimmte der Resolution A/RES/ES-10/19 am 21. Dezember 2017 zu; 35 Staaten enthielten sich, 21 waren nicht anwesend, neun stimmten dagegen, unter ihnen Israel und die USA. Einige Tage später kündigte der guatemaltekische Präsident Jimmy Morales an, ebenfalls die Botschaft seines Landes nach Jerusalem verlegen zu lassen. Guatemala gehörte zu den neun Staaten, die gegen die Resolution votiert hatten und sich damit auf die Seite der USA stellten. Trump hatte mit der Kürzung von finanziellen Zuwendungen gedroht, sollten andere Länder gegen die USA stimmen. Im März 2019 verkündete Ministerpräsidentin Viorica Dăncilă die Absicht, die Botschaft Rumäniens nach Jerusalem zu verlegen. Im September 2020 kündigten Serbien und Kosovo an, ihre Botschaften in Israel in Jerusalem einzurichten.
Zum 70. Jahrestag der Staatsgründung Israels am 14. Mai 2018 wurde die Botschaft der Vereinigten Staaten von Tel Aviv nach Jerusalem verlegt. Zwei Tage darauf verlegte auch Guatemala seine Botschaft nach Jerusalem. Paraguay folgte als dritter Staat am 21. Mai 2018. Unter dem neuen Staatspräsidenten Mario Abdo Benítez verlegte Paraguay im September 2018 seine Botschaft zurück nach Tel Aviv.
Im Dezember 2018 anerkannte die australische Regierung Westjerusalem formell als Hauptstadt Israels, widerrief diese Anerkennung 2022 jedoch wieder. Nauru erkannte Jerusalem im August 2019 als Hauptstadt Israels an. Im März 2021 eröffnete die Republik Kosovo ihre Botschaft in Jerusalem, am 24. Juni 2021 folgte Honduras als vierter Staat.
In der Resolution ES-10/24 der UN-Generalversammlung, die am 18. September 2024 mit großer Mehrheit angenommen wurde, wird darauf hingewiesen, dass laut Gutachten zu den rechtlichen Folgen von Israels Besatzungspolitik des Internationalen Gerichtshofs „die Ausrufung Jerusalems zur Hauptstadt Israels“ rechtswidrig ist, und von allen Staaten wird gefordert, sie sollen „bei der Einrichtung und Unterhaltung diplomatischer Missionen in Israel seine illegale Präsenz in dem besetzten palästinensischen Gebiet in keiner Weise anerkennen, so auch indem sie die Einrichtung diplomatischer Missionen in Jerusalem im Einklang mit Resolution 478 (1980) des Sicherheitsrats vom 20. August 1980 unterlassen“.
Die diplomatischen Vertretungen der meisten Staaten, darunter die Deutschlands, Österreichs, der Schweiz und Luxemburgs, sind weiterhin in Tel-Aviv.

## Geographie

### Lage
Jerusalem liegt auf dem südlichen Ausläufer eines Plateaus in den Judäischen Bergen, zu denen der Ölberg im Osten und der Skopusberg im Nordosten gehören. Die Altstadt liegt ungefähr auf 760 m. Jerusalem ist von zahlreichen trockenen Tälern umgeben. Das Kidrontal, im Osten der Altstadt, liegt zwischen der eigentlichen Stadt und dem Ölberg. Entlang der Südseite der Altstadt findet sich die steil abfallende Schlucht Gehinnom, die schon seit biblischen Zeiten in eschatologischen Vorstellungen mit der Hölle gleichgesetzt wurde.
Westjerusalem mit 38 km² Fläche wurde 1948 von Israel erobert und dessen Zugehörigkeit zum israelischen Staatsgebiet ist völkerrechtlich anerkannt. Weitere 17 km² israelischer Vororte wurden im Laufe der Zeit eingemeindet. Der Teil Jerusalems, den 1948 Transjordanien erobert hatte und der von Israel 1967 besetzt und annektiert wurde, setzt sich aus Ostjerusalem (mit der Altstadt), mit 6 km² Fläche vergleichsweise klein, sowie 64 km² eingemeindeten Gebieten im Westjordanland zusammen.
Wie überall im Nahen Osten war die Wasserversorgung in Jerusalem seit jeher nur unter großem Aufwand zu gewährleisten, was durch ein kompliziertes Netz aus Aquädukten (zum Beispiel Qanat as-Sabil), Tunneln, Teichen (zum Beispiel die Teiche Salomos und der Teich von Siloah) und Zisternen bezeugt wird, die hier gefunden wurden. Im Verlauf mehrerer Jahrtausende blieb die Gihonquelle im Kidrontal am Fuße des Tempelberges Jerusalems Hauptzufuhr für frisches Wasser.
Jerusalem liegt 60 km östlich von Tel Aviv-Jaffa und dem Mittelmeer. Im Osten der Stadt, etwa 35 km entfernt, liegt das Tote Meer. Weitere Städte und Siedlungen in der näheren Umgebung sind Bethlehem und Bait Dschala im Süden, Abu Dis und Maʿale Adummim im Osten, sowie Ramallah und Givʿat Seev im Norden.

### Klima
|                       | Jan   | Feb   | Mär  | Apr  | Mai  | Jun  | Jul  | Aug  | Sep  | Okt  | Nov  | Dez   |   |       |
| Mittl. Tagesmax. (°C) | 11,8  | 12,6  | 15,4 | 21,5 | 25,3 | 27,6 | 29,0 | 29,4 | 28,2 | 24,7 | 18,8 | 14,0  | ⌀ | 21,6  |
| Mittl. Tagesmin. (°C) | 6,4   | 6,4   | 8,4  | 12,6 | 15,7 | 17,8 | 19,4 | 19,5 | 18,6 | 16,6 | 12,3 | 8,4   | ⌀ | 13,5  |
|                       |       |       |      |      |      |      |      |      |      |      |      |       |   |       |
| Niederschlag (mm)     | 133,2 | 118,3 | 92,7 | 24,5 | 3,2  | 0,0  | 0,0  | 0,0  | 0,3  | 15,4 | 60,8 | 105,7 | Σ | 554,1 |
|                       |       |       |      |      |      |      |      |      |      |      |      |       |   |       |
| Regentage (d)         | 12,9  | 11,7  | 9,6  | 4,4  | 1,3  | 0,0  | 0,0  | 0,0  | 0,3  | 3,6  | 7,3  | 10,9  | Σ | 62    |

| 6,4 |

| 6,4 |

| 8,4 |

| 12,6 |

| 15,7 |

| 17,8 |

| 19,4 |

| 19,5 |

| 18,6 |

| 16,6 |

| 12,3 |

| 8,4 |

| 6,4 |

| 6,4 |

| 8,4 |

| 12,6 |

| 15,7 |

| 17,8 |

| 19,4 |

| 19,5 |

| 18,6 |

| 16,6 |

| 12,3 |

| 8,4 |

Durch den Ölbergriegel wird Jerusalem nicht nur vor dem Wüstenwind aus dem Osten geschützt – auch regnet sich die feuchte Luft vom westlich liegenden Mittelmeer über der Stadt ab. In Palästina herrschen die Westwinde vor, in deren Luv das Bergland liegt, wodurch die Regenmenge landeinwärts zu den Bergen hin zunimmt und über dem Jordantal wieder abnimmt. Durch diesen Regenschatteneffekt sinkt der jährliche Niederschlag ab Jerusalem von 600 mm auf rund 100 mm im Jordantal. Im Winter erkaltet das Bergland und östliche Winde hin zum wärmeren Mittelmeer werden hierdurch häufig. Im Sommer werden auch die Westwinde trockener und tragen kaum Wolken, kühlen und erfrischen aber. Die Seebrise erreicht Jerusalem in der Regel nach 14 Uhr, nachdem sie sich gegen das trockene Land behauptet hat und erfrischt die Stadt meist auch die ganze Nacht angenehm kühl (bis auf eine Abnahme um Sonnenuntergang). Wenn der Seewind Jerusalem nicht erreicht oder ausbleibt, werden die Nächte heiß und es fehlt an Tau und Frische – und wenn dann auch noch der Ostwind aus der Wüste die Stadt erreicht, bringt dieser Staub und einen verbrannten Geruch mit sich und versengt alles (an etwa jedem fünften Sommertag). Im Winter ist dieser Ostwind dann kalt und schneidend. In Jerusalem gibt es im Winterhalbjahr eine klar abgegrenzte Regenzeit etwa vom 14. Oktober bis zum 6. Mai, außerhalb der kaum Niederschlag fällt – und im Sommer rund 60 wolkenlose Tage, welche allerdings oft neblig beginnen, da der starke Frühtau kondensiert. Im Bergland überwiegt der Frühlingsregen, an der Küste der Herbstregen, weshalb es in Jerusalem einen relativ kühlen Frühling und dafür einen recht warmen Herbst gibt.

### Stadtviertel
- Abu Tor
- Altstadt
- At-Tur
- Atarot
- Bab az-Zahara
- Baka
- Bayit VeGan
- Beit HaKerem
- Davidsstadt
- En Kerem

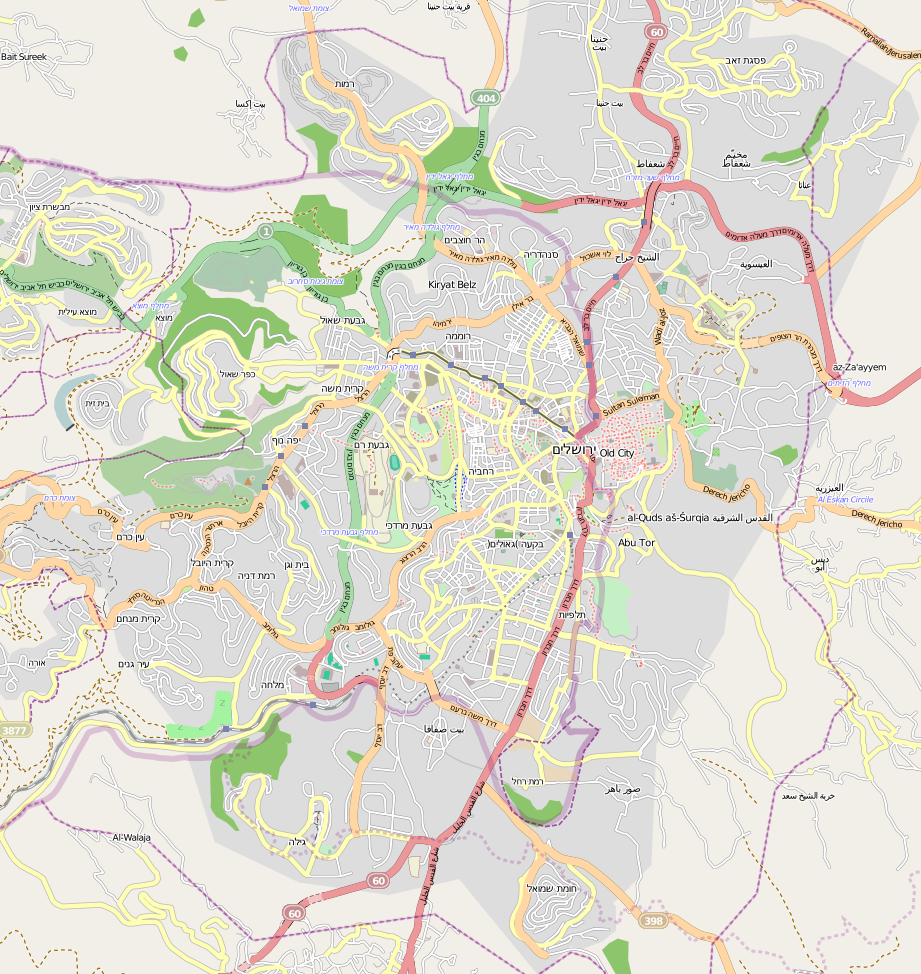
Karte von Jerusalem mit der bis 1967 gültigen Grenzziehung (in Blass-Lila)

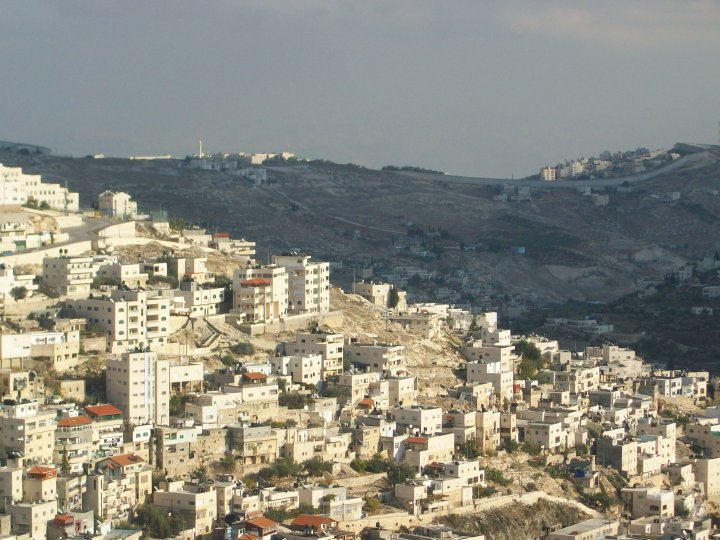
Blick auf Silwan in Ostjerusalem

- Französischer Hügel (auch Givʿat Schapira)
- Ge’ullah
- Gilo
- Givʿat HaMatos
- Givʿat Ram
- Har Choma
- Har Nof
- Me'a Sche'arim
- Mischkenot Scha’ananim
- Nof Zion
- Pisgat Ze`ev
- Ramat Eshkol
- Ramat Rachel
- Rechaviah
- Repha’im, Templerkolonie
- Scheich Dscharrah
- Silwan
- Talpiot
- Ost Talpiot
- Umm Tuba
- Yemin Moshe

## Bevölkerung

### Einwohnerentwicklung
1979 lebten bereits 50.000 Juden in Ostjerusalem, 1993 waren es schon 160.000. 2012 lebten 497.000 jüdische Israelis in Jerusalem, davon mehr als 200.000 auf besetztem palästinensischen Gebiet. Der Anteil der jüdischen Bewohner im gesamten Jerusalem lag im Jahre 2015 bei 63 %, der muslimische Anteil bei 35 % und der christliche Anteil bei 2 %.
Die folgende Übersicht zeigt die Einwohnerzahlen nach dem jeweiligen Gebietsstand.
| Jahr | Einwohner |
| ---- | --------- |
| 1525 | 4.700     |
| 1538 | 7.900     |
| 1553 | 12.384    |
| 1562 | 12.650    |
| 1800 | 8.750     |
| 1838 | 11.000    |
| 1844 | 15.510    |
| 1876 | 25.030    |
| 1896 | 45.430    |
| 1905 | 60.000    |
| 1913 | 75.200    |
| 1917 | 53.410    |

| Jahr | Einwohner |
| ---- | --------- |
| 1922 | 62.053    |
| 1931 | 90.451    |
| 1946 | 205.100   |
| 1948 | 164.440   |
| 1967 | 262.609   |
| 1977 | 345.600   |
| 1980 | 407.100   |
| 1985 | 457.700   |
| 1990 | 524.400   |
| 1995 | 617.042   |
| 2000 | 657.500   |
| 2005 | 718.900   |
| 2016 | 882.652   |
| 2021 | 936.000   |

| Jahr | Juden | Araber |
| ---- | ----- | ------ |
| 1967 | 74,2  | 25,8   |
| 2015 | 63    | 37     |
| 2021 | 62    | 38     |

Quelle: Jahre 1967 und 2021, 2015

### Religionen

#### Heilige Stadt für Juden, Christen und Muslime
Jerusalem wird von Christen, Juden und Muslimen als heilige Stadt angesehen. Für alle drei abrahamitischen Religionen ist Jerusalem als Wirkungsstätte verschiedener Patriarchen, Propheten, Priester, Könige und Heiliger wie Abraham, Melchisedek, David, Salomon, Zacharias, Jesus von Nazaret und anderer bedeutend. Das statistische Jahrbuch von Jerusalem listet 1204 Synagogen, 158 Kirchen und 73 Moscheen im Stadtgebiet. Orte wie der Tempelberg sind seit je umstritten und Ursache für Konflikte.
Seit dem 10. vorchristlichen Jahrhundert ist Jerusalem den Juden als Ort des zuerst unter König Salomo errichteten jüdischen Tempels heilig. Im Tanach wird die Stadt 632-mal erwähnt. Immer wieder steht Jerusalem im Mittelpunkt der Heils- und Gerichtsankündigungen des biblischen Gottes, so vor allem bei den Propheten Daniel, Jeremia, Jesaja, Ezechiel, Sacharja und den Psalmen.
Beispiele
„So spricht Gott der Herr: Das ist Jerusalem, das ich mitten unter die Heiden gesetzt habe und unter die Länder ringsumher! Ez 5,5 “
„Und ihr sollt’s erfahren, dass ich, der Herr, euer Gott, zu Zion auf meinem heiligen Berge wohne. Joel 4,17 “
„Vergesse ich dich, Jerusalem, so verdorre meine Rechte. Ps 137,5 “
Sowohl die Stadt Jerusalem als auch das Land und Volk Israels stellt die Bibel als Gottes besonderes Eigentum dar. Bedeutsam ist hier etwa die literarische Darstellung Jerusalems als Findelkind, das von Gott aufgezogen wird (Ezechiel 16), sowie die Zusagen Gottes an die Stadt in den Psalmen, die wie Eheversprechen formuliert sind. Heute ist die Klagemauer, die westliche Umfassungsmauer des Tempelbezirks, ein heiliger Ort für Juden, nur der Tempelberg selbst übertrifft ihn an Bedeutung. Weltweit befindet sich der Toraschrein von Synagogen traditionell an der Wand, die Jerusalem zugewandt ist. Der Ort des Toraschreins der in Jerusalem gelegenen Synagogen richtet sich nach dem Allerheiligsten des salomonischen Tempels. Wie in der Mischna beschrieben und im Schulchan Aruch kodifiziert, werden die täglichen Gebete im Judentum in Richtung auf Jerusalem und den Tempelberg verrichtet. Jerusalem ist die wichtigste der vier Heiligen Städte im Judentum, zusammen mit Hebron, Tiberias und Safed.
Den Christen ist Jerusalem heilig, da es der Ort der Leidensgeschichte, Kreuzigung und Auferstehung Jesu Christi ist. Über 100-mal wird Jerusalem im Neuen Testament erwähnt, nach der Bibel wurde Jesus kurz nach seiner Geburt in die Stadt gebracht, hier hat er Opfertierhändler und Geldwechsler aus dem Tempel vertrieben, hier fand das Abendmahl statt. Gleich außerhalb der Stadt soll Jesus gekreuzigt und begraben worden sein. Der wahrscheinliche Ort liegt heute innerhalb der Stadtmauern.
Im Gegensatz zur jüdischen und christlichen Bibel erwähnt der Koran Jerusalem kein einziges Mal namentlich, die Stadt gilt aber trotzdem traditionell als die drittheiligste des Islam (nach Mekka und Medina). Bevor in Richtung der Kaaba in Mekka gebetet wurde, war zu Lebzeiten des Propheten Mohammed für kurze Zeit Jerusalem Richtungsort des Gebetes. Die Frage der Gebetsrichtung wurde im Zusammenhang mit dem Bau der al-Aqsa-Moschee thematisiert, da ihr Standort auf dem Tempelberg von der Richtung abhängt, in die sich Mohammed beim Gebet wendete. Moslems glauben, dass der Prophet in einer nächtlichen Reise auf dem Ross Buraq von Mekka aus zu einer weit entfernten „Kultstätte“ (al-aqsa) gereist ist, wo er in den Himmel aufstieg, um sich mit anderen Propheten des Islam zu treffen. Der Ort dieses Heiligtums wird nicht explizit genannt, im sunnitischen Islam jedoch traditionell mit dem Felsendom identifiziert. Zur Zeit der syrischen Umayyadenkalifen, die das Felsenheiligtum auf dem Jerusalemer Tempelberg besonders förderten, entstand eine islamische Literatur über die „Vorzüge Jerusalems“, die sich im 10. und 11. Jahrhundert verbreitete und die zunächst nur lokal anerkannte Bedeutung der Stadt für den Islam unterstrich.

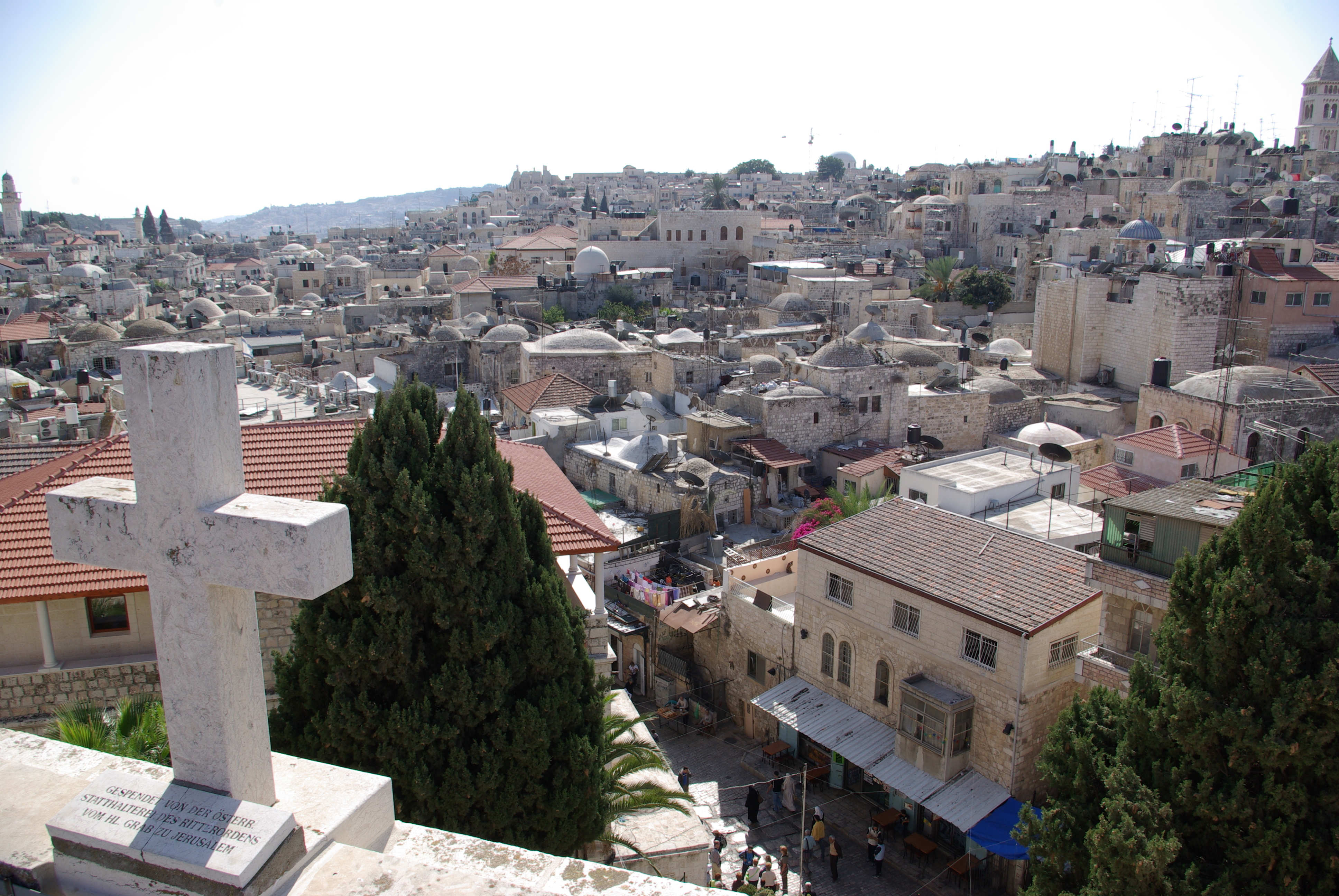
Altstadt von Jerusalem
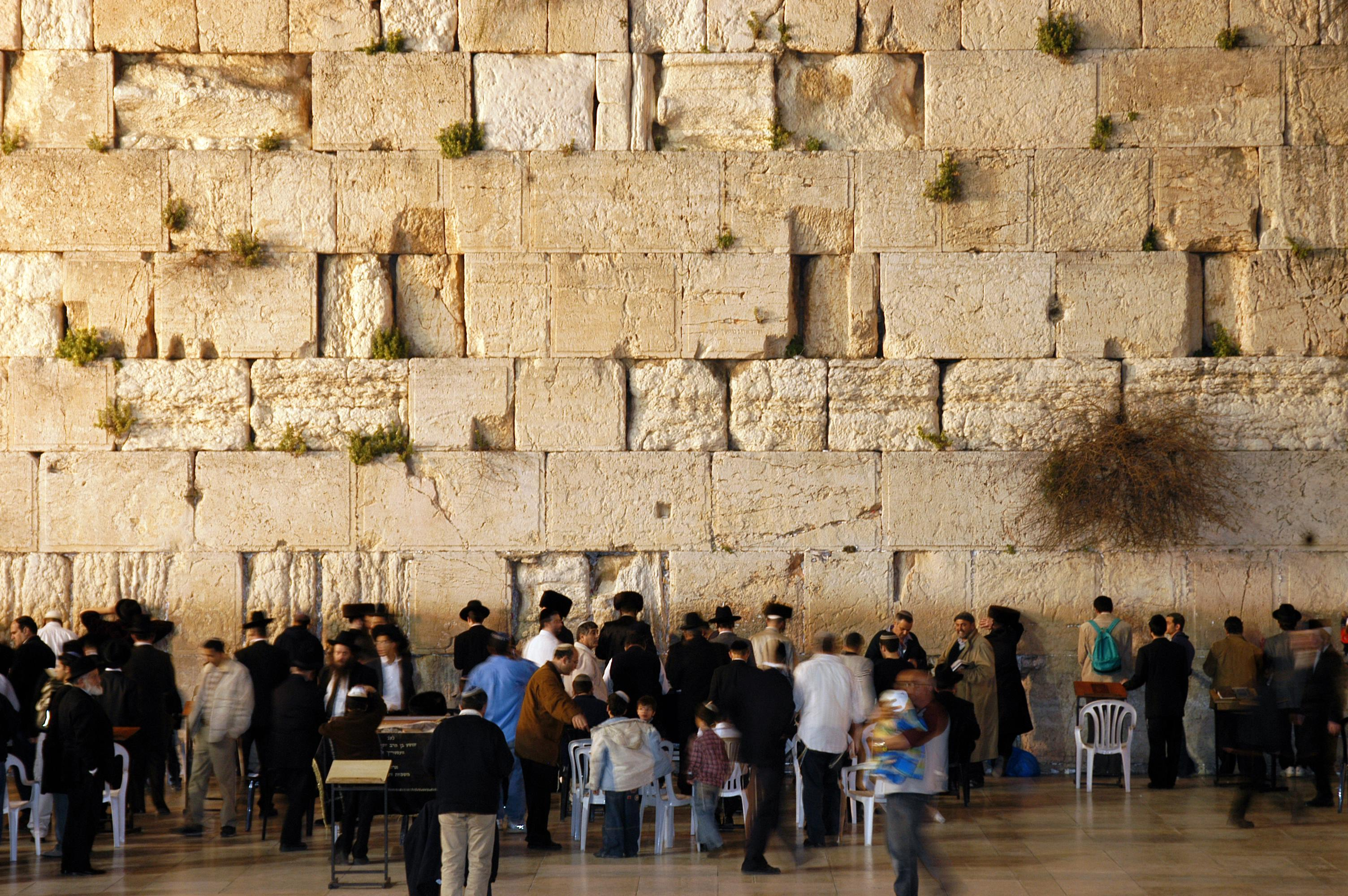
Die Klagemauer
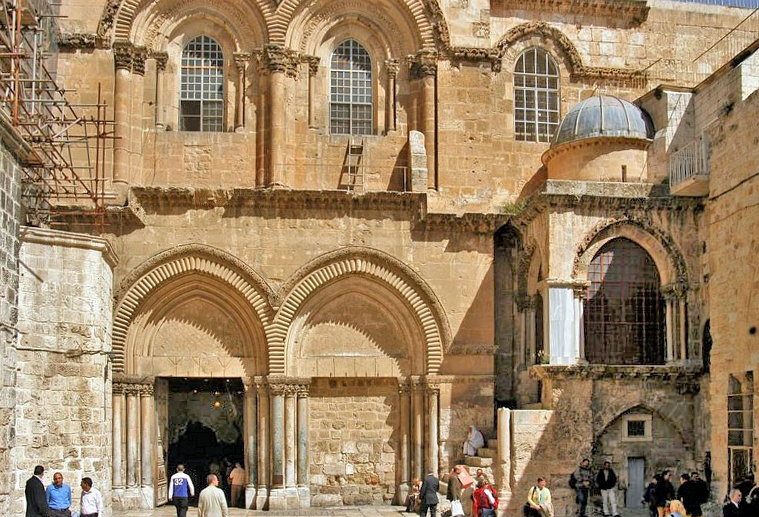
Das Portal der Grabeskirche
- Animation über Jerusalem

#### Konfessionen
In Jerusalem findet sich eine große Anzahl von Religionen und religiösen Bewegungen. Die wichtigste religiöse Gruppierung in der Stadt ist das Judentum. Stärker als in anderen Landesteilen Israels sind die ultraorthodoxen nicht-zionistischen Juden und die orthodoxen zionistischen Juden in der Stadt vertreten. Es gibt außerdem noch eine Gemeinde von Drusen. Vom Islam sind Sunniten, Schiiten und Alawiten vertreten. Zum Christentum in Jerusalem gehören Griechisch-Orthodoxe, Russisch-Orthodoxe, Georgisch-Orthodoxe, Syrisch-Orthodoxe, Griechische Katholiken, Altkatholiken, Römische Katholiken, Lutheraner, Anglikaner, Armenier und Äthiopier.

## Kultur

### Museen
In Jerusalem befindet sich die Holocaustgedenkstätte Yad Vashem. Historische Museen sind unter anderem das Israel-Museum mit dem „Schrein des Buches“ und dem Modell Jerusalems zur Zeit Jesu, das Bible Lands Museum, das Tower of David-Museum of the History of Jerusalem, das Ariel-Center for Jerusalem in the First Temple Period, der archäologische Park „Durch die Zeiten“ unter der Erlöserkirche, das Nachon-Museum der Judenheit Italiens und das Rockefeller Museum für Archäologie.
Museen, die Ausgrabungen aus der biblischen Antike zeigen, sind das Burnt House, die Davidsstadt, (ältester Teil Jerusalems, auch vorisraelitisch) der Jerusalemer Archäologische Park, (südlich der Altstadtmauer beim Dungtor) The Israelite Tower, und das Wohl-Museum.
Museen zur Geschichte und Vorgeschichte des modernen Staates Israel sind das Ammunition Hill Museum, das Herzl Museum, das Menachem Begin Heritage Center, und die Mount Zion Cable Car.
Ein Kunstmuseum ist das Museum der Jüdischen Kunst im Hejchal Schlomo, dem einstigen Sitz des Oberrabbinates.

### Bauwerke

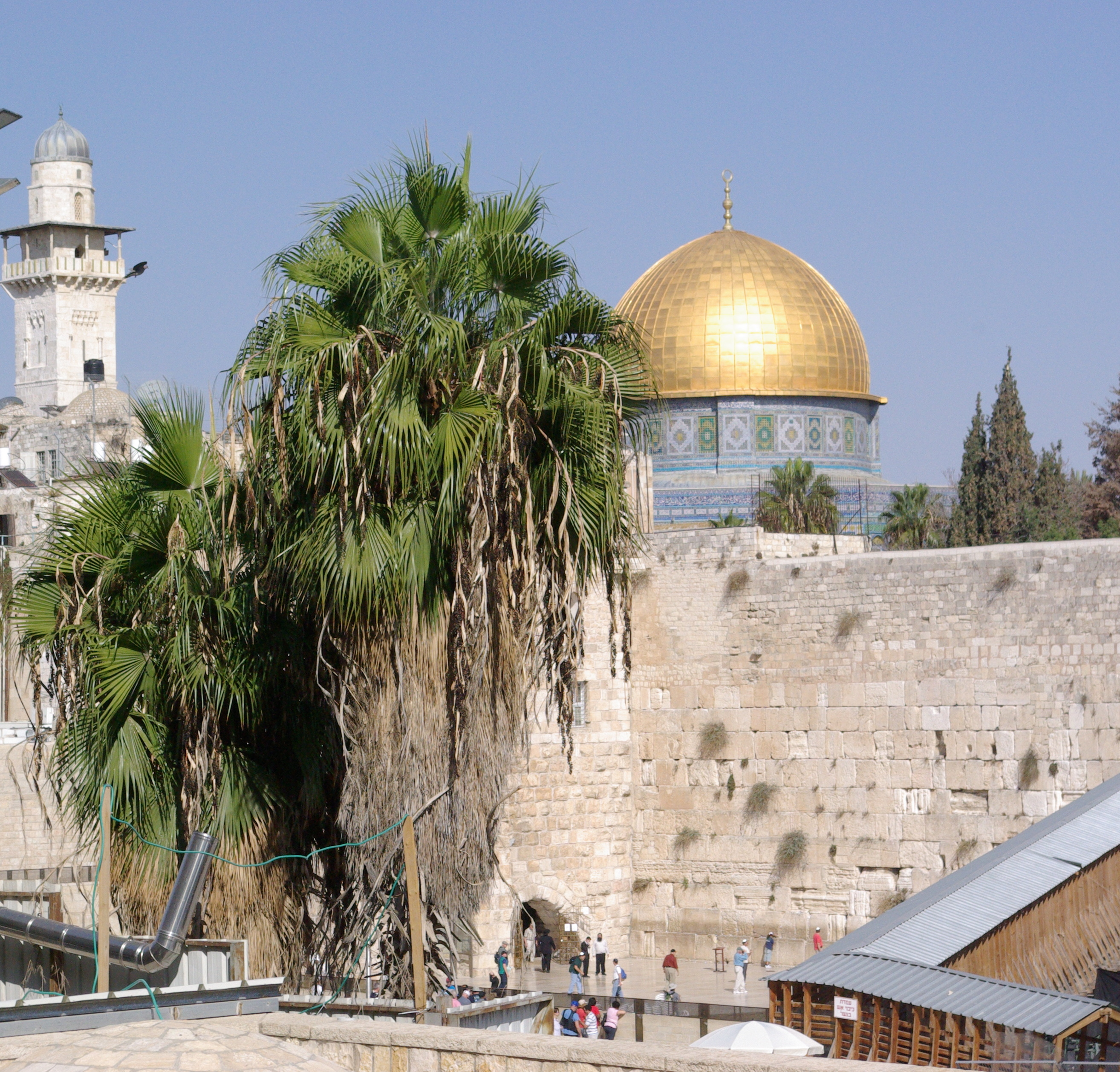
Die Klagemauer, im Hintergrund der Felsendom

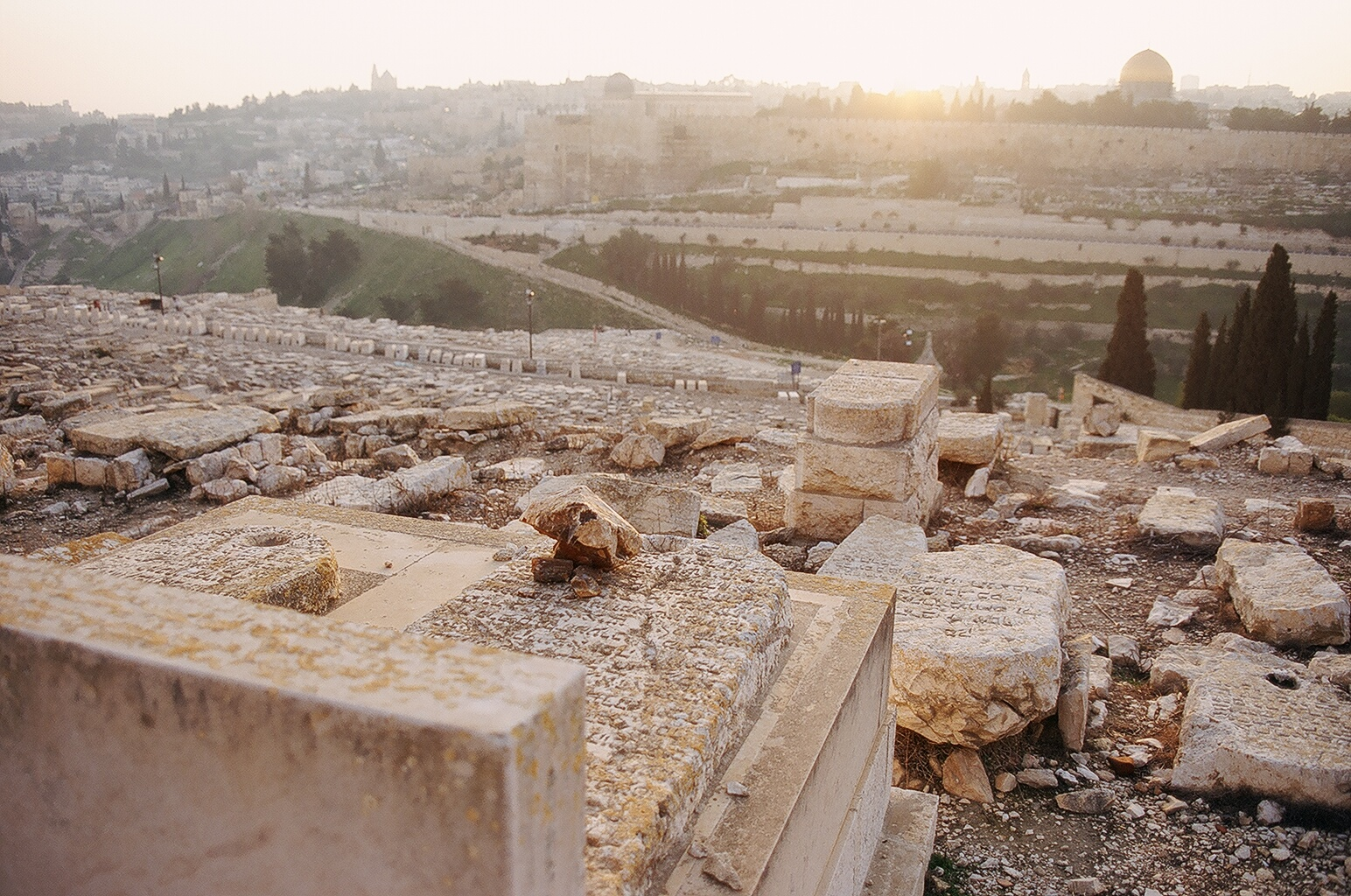
Historischer jüdischer Friedhof von Jerusalem

Die Altstadt von Jerusalem wurde 1981 von der UNESCO zum Weltkulturerbe der Menschheit erklärt. Sie ist seit dem Mittelalter in das armenische Viertel im Südwesten, das christliche im Nordwesten, das jüdische im Südosten und das muslimische Viertel im Nordosten unterteilt und wird von einer aus dem 16. Jahrhundert stammenden, fast vollständig erhaltenen Stadtmauer umgeben. Die Mauer der alten Stadt Davids umfasst mehrere Türme sowie ursprünglich sieben Tore, davon drei große und vier kleine, und wurde 1889 durch ein achtes ergänzt.
Im christlichen Teil der Altstadt befindet sich das Neue Tor, an der Grenze zum armenischen Teil das Jaffator und zum muslimischen Teil das Damaskustor. In den muslimischen Teil führen das Herodestor, Goldene Tor (durch die Türken versiegelt) und das Stephanstor. Im jüdischen Teil steht das Zionstor und das Dungtor. Südwestlich davon erhebt sich der Berg Zion mit dem mutmaßlichen Grab König Davids. Östlich der Altstadt liegt der Ölberg mit dem Garten Getsemani. Wichtige christliche Stätten sind die auf den Grundmauern einer Basilika aus dem 4. Jahrhundert erbaute Grabeskirche und die Via Dolorosa.
Die circa 400 Meter lange, von den Juden „Westliche Mauer“ genannte Klagemauer ist ein Teil der Stützmauer des Plateaus, auf dem der große Tempel des Herodes stand. Wichtige muslimische Bauwerke auf dem Tempelberg sind heute der Felsendom und die Al-Aqsa-Moschee.
Weitere bedeutende Bauwerke in der Altstadt oder ihrer unmittelbaren Umgebung sind der Cardo (Säulengang), die Dormitio-Basilika, die Erlöserkirche, die vier sephardischen Synagogen und die Zitadelle.
Nahe der südwestlichen Ecke der Altstadtmauer befindet sich an der Fußgängerbrücke ein berühmtes Friedensdenkmal, auf dem der bekannte biblische Satz aus Jesaja 2,4 („Schwerter zu Pflugscharen“) modern dargestellt wird.
Im Norden, Westen und Süden der Altstadt breitet sich die Neustadt von Jerusalem aus, die sich seit der Mitte des 19. Jahrhunderts entwickelt hat. Sie erstreckt sich über die umliegenden Hügel und weiter bis in das wüstenhafte Umland der Stadt. Hier finden sich das Rathaus, die Trinitatiskathedrale, die Kidane-Mihiret-Kirche oder auch die Synagoge Tempio Italiano.
Die modernen Wohn- und Geschäftsgebäude und die breiteren Straßen der Neustadt, wie etwa die in Ost-West-Richtung verlaufende Jaffastraße, bilden einen starken Kontrast zu den Gassen der Altstadt. In verschiedenen Teilen der Neustadt befinden sich die Knesset (das israelische Parlament), die Synagoge des Hadassah-Klinikums in En Kerem mit ihren Chagallfenstern und zahlreiche bedeutende staatliche Einrichtungen. Dazu gehören unter anderem das Finanzministerium, das Außenministerium, das Innenministerium und der Sitz des Premierministers.
Im Kalkfelsen unter dem größten Friedhof der Stadt, Har ha-Menuchot, baut Israel seit 2016 eine unterirdische Begräbnisstätte, deren erster Abschnitt 8000 von insgesamt geplanten 22.000 Grabstellen umfasst. Als Vorbild dient die Nekropole von Bet Sche’arim nahe Haifa. Die jüdischen Bestattungsbräuche verbieten die Einäscherung und erfordern die Beisetzung der Toten im Erdboden oder in Gruften. Die Grabstellen bestehen aus sarggroßen Horizontalbohrungen in die Gesteinswände der für die Nekropole angelegten unterirdischen Gänge.

### Musikleben
Jerusalem ist unter anderem Sitz des Jerusalem Symphony Orchestra und verfügt über eine Musikhochschule.

## Wirtschaft und Infrastruktur

### Wirtschaftsstruktur
Das wirtschaftliche Leben der Stadt Jerusalem basiert zum überwiegenden Teil auf ihrer religiösen und kulturellen Bedeutung sowie auf ihrer Funktion als Verwaltungszentrum. Der Dienstleistungssektor ist dementsprechend gut ausgebaut. Viele Bewohner von Jerusalem sind in der staatlichen und städtischen Verwaltung sowie im Bildungswesen beschäftigt. Eine eher untergeordnete Rolle spielt demgegenüber das produzierende Gewerbe. Die Industriebetriebe der Stadt stellen unter anderem Glas-, Metall- und Lederwaren, Druckerzeugnisse, Schuhe und Zigaretten her. Die Produktionsbetriebe sind vorwiegend in den äußeren Bezirken von Jerusalem angesiedelt. Der Tourismus ist jedoch der mit Abstand bedeutendste Wirtschaftsfaktor, da die Altstadt ein bedeutendes Ziel für Touristen ist.
Die Entwicklung des jüdisch-israelischen und des arabisch-palästinensischen Teils der Stadt ist sehr unterschiedlich: Obwohl die Palästinenser ein Drittel der Stadtbevölkerung stellen, kommt ihnen nur ein Zehntel der Ausgaben für öffentliche Dienstleistungen zugute, was sich erheblich auf die städtische Infrastruktur auswirkt.
Die Stadt ist der Sitz von etwa 180 Hightech-Firmen mit rund 12.000 Beschäftigten.

### Verkehr

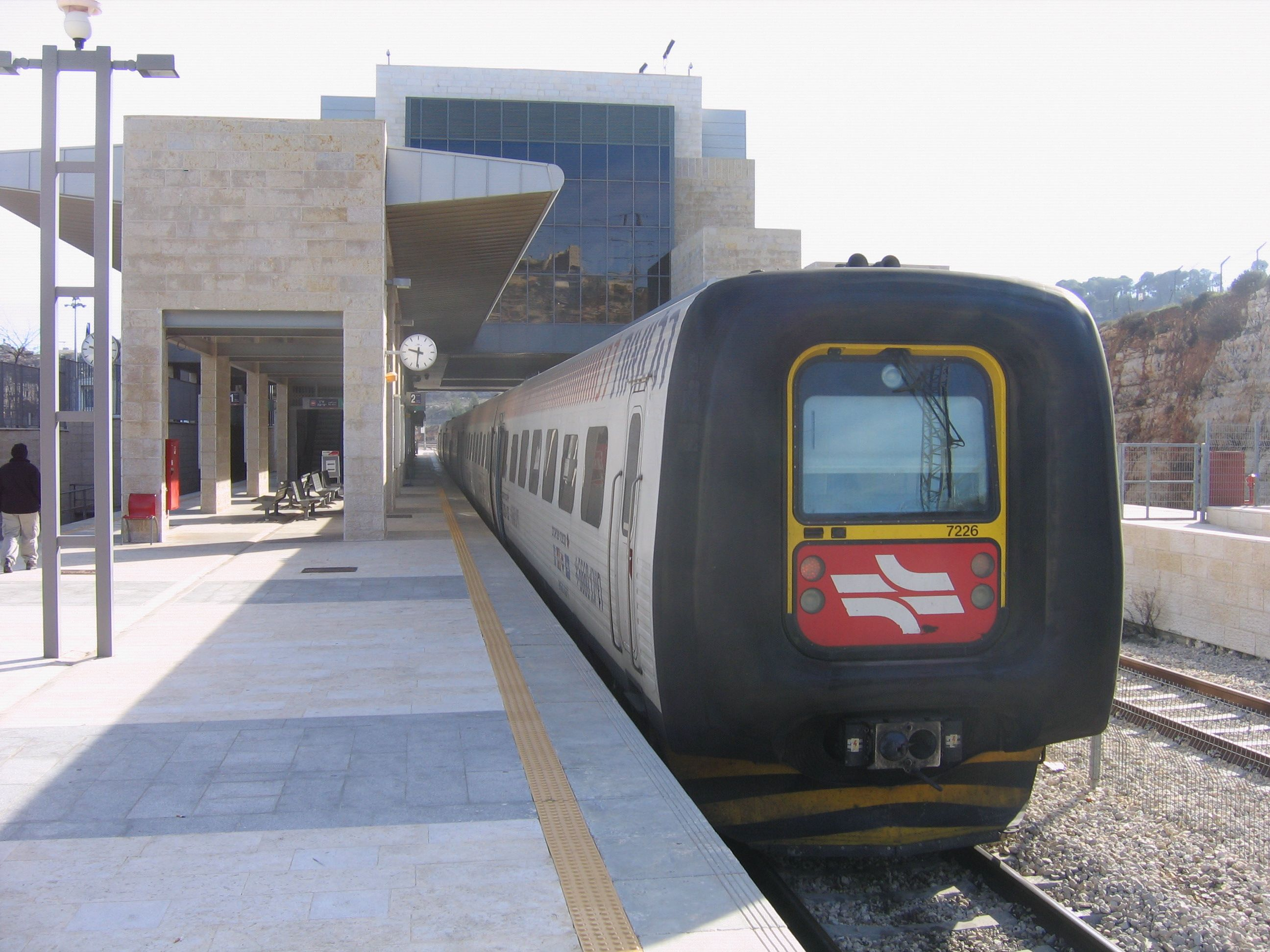
IC3-Dreiwagen-Dieseltriebzug im Bahnhof von Jerusalem-Malcha

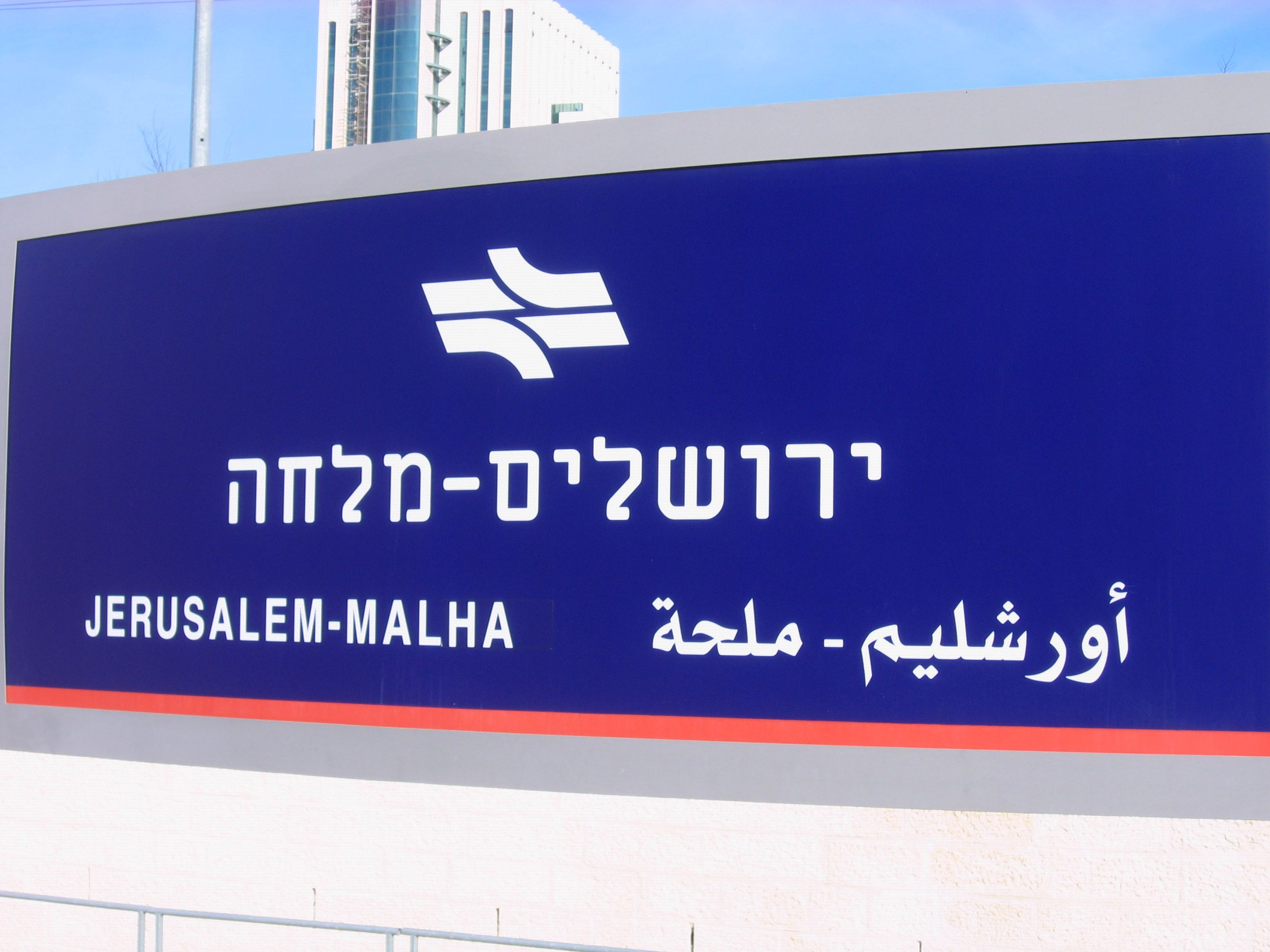
Bahnhofsschild: Jerusalem-Malcha

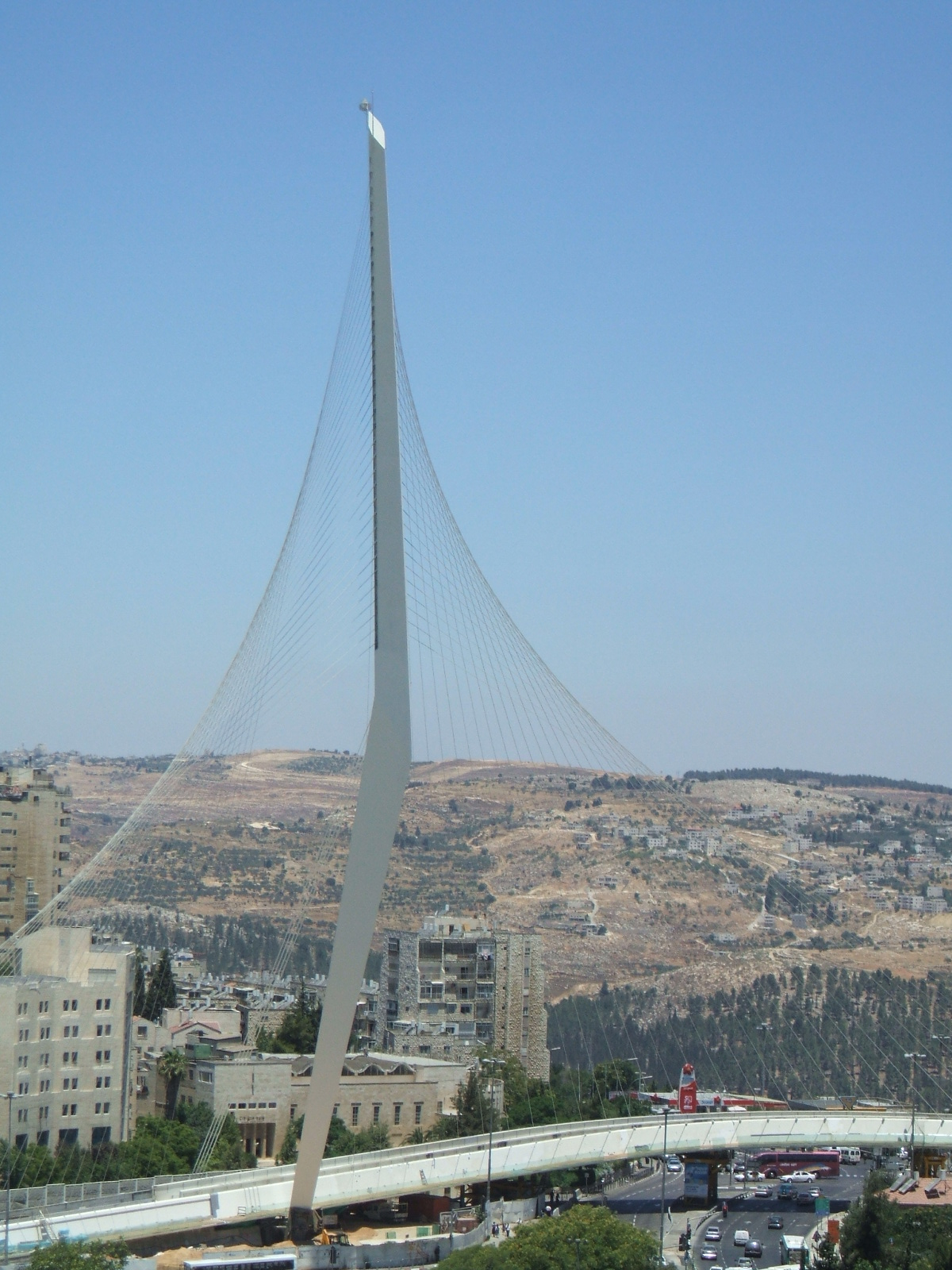
Die für die Stadtbahn errichtete Calatrava-Brücke

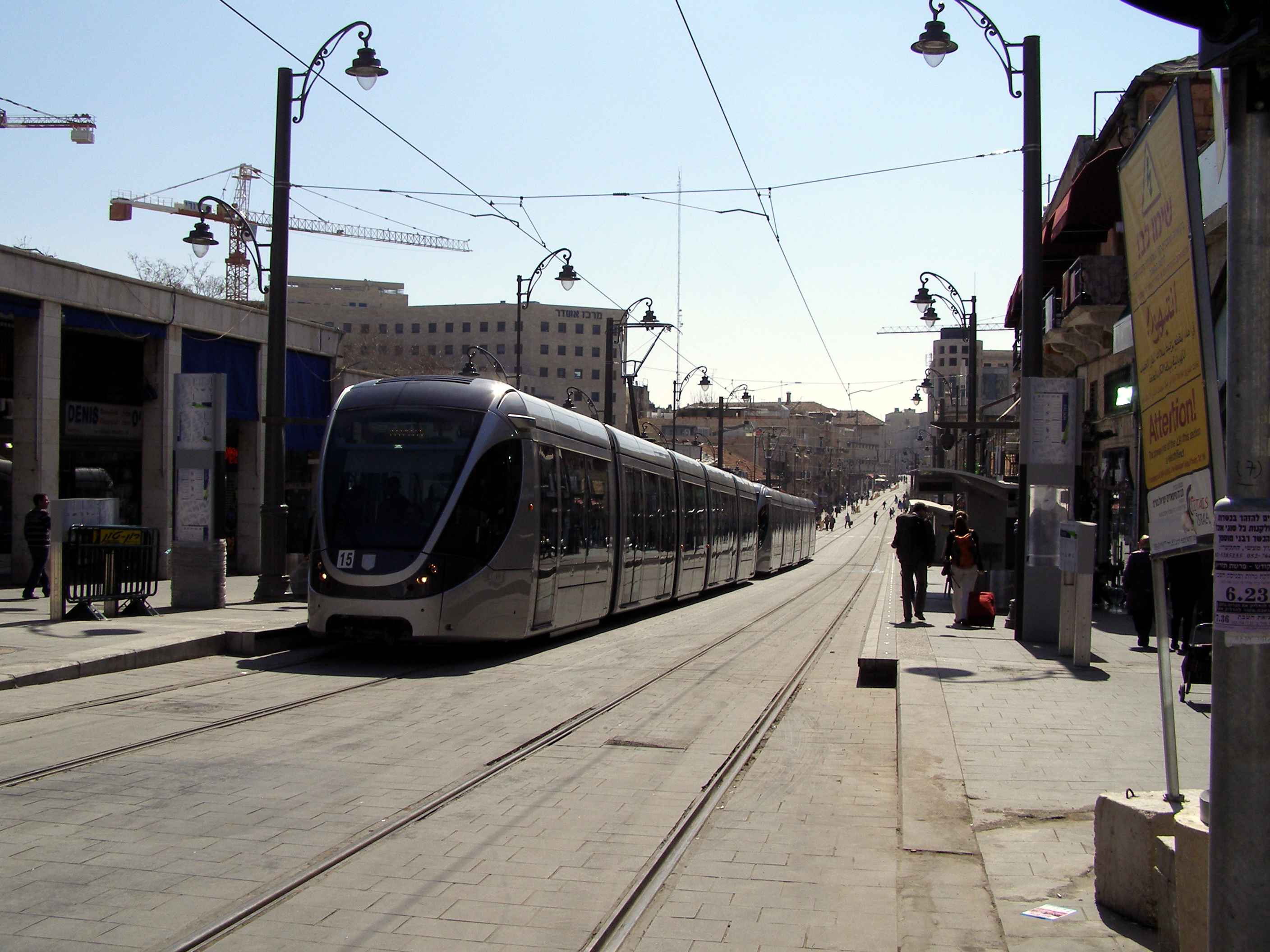
Stadtbahn Jerusalem

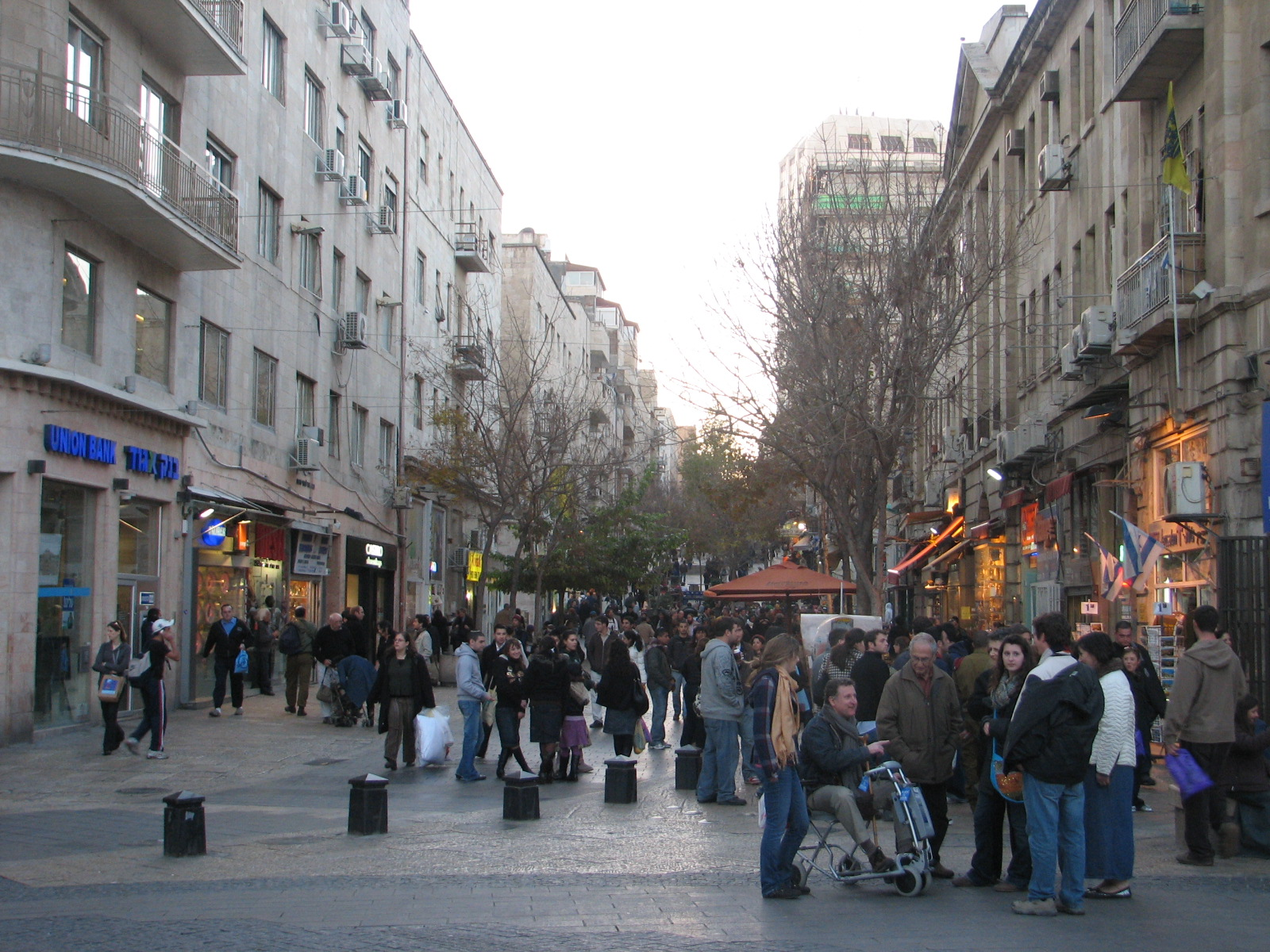
Ben-Jehuda-Straße, Fußgängerzone im Zentrum von Westjerusalem

Wegen der Berglage liegt Jerusalem abseits der wichtigsten Verkehrsströme Israels, die vor allem in der Küstenebene und dem dahinter liegenden Landstreifen fließen. Innerhalb der Stadt muss sich die Straßenführung der hügeligen Landschaft anpassen.
Der öffentliche Verkehr von Bussen und Eisenbahn ruht von Freitagmittag bis Samstagabend auf Grund des Schabbat.

#### Straßenverkehr
Die zentrale Straßenverbindung Jerusalems ist die Haupt-Nationalstraße , auf der man in rund einer Stunde nach Tel Aviv-Jaffa gelangt. In andere Richtungen bestehen Schnellstraßen. Besonders bemerkenswert ist die Straße zum Toten Meer (), die auf ihrem Weg durch das Westjordanland 1.200 Höhenmeter abfällt. Das Stadtgebiet ist von vielstreifigen Kraftfahrstraßen durchzogen (, ,  oder ), die oft kreuzungsfrei geführt über Anschlussstellen an die Hauptstraßen angebunden sind.

#### Busverkehr
Die Anbindung mit öffentlichen Verkehrsmitteln erfolgt in erster Linie durch die genossenschaftliche Busgesellschaft Egged.

#### Schienenverkehr
Die Israelische Eisenbahn hatte lange eine nur untergeordnete Bedeutung. Die historische, gebirgige Bahnstrecke nach Tel Aviv über Bet Schemesch wurde seit Juli 1998 saniert, und nach sieben Jahren Unterbrechung verkehrten seit April 2005 bis 2021 wieder Züge bis Jerusalem. Die Fahrzeiten über diese Strecke sind im Vergleich zur Straße nicht attraktiv, die beiden noch betriebenen Jerusalemer Bahnhöfe (Biblischer Zoo und Malcha) liegen mehrere Kilometer vom Stadtzentrum entfernt im Süden der Stadt. Der historische, stadtnähere ehemalige Endbahnhof der Strecke, Bahnhof Jerusalem, wird nicht mehr angefahren. Der Bahnhof Jerusalem-Malcha ist die Endstation der Strecke und erhielt eine neue, sehr moderne Anlage.
2001 haben die Bauarbeiten für eine neue Strecke zwischen Jerusalem und Tel Aviv begonnen, bei der eine Höchstgeschwindigkeit von 160 km/h vorgesehen war. Dadurch verkürzt sich die Reisezeit auf 30 Minuten. Die Strecke, deren Bau in die Kritik geraten war, weil sie an zwei Stellen kurz durchs Westjordanland führt, wurde im September 2018 zunächst abschnittsweise zwischen Jerusalem und dem Flughafen Ben Gurion nahe Tel Aviv eröffnet. Der neue Endbahnhof Jitzchak Navon befindet sich unterirdisch in der Nähe von Jerusalems zentralem Busbahnhof.
Seit dem 22. Dezember 2019 verkehrt der Hochgeschwindigkeitszug zwischen Tel Aviv (Bahnhof HaHagana) und Jerusalem (Bahnhof Jitzchaq Navon) mit Stopp am Flughafen Ben Gurion. Derzeit verkehrt die Bahn im 30-Minuten-Takt, künftig alle 20 Minuten. Weitere Stationen in Tel Aviv kamen 2020 hinzu (haSchalom und Savidor Merkaz).

#### Stadtbahn
Die Stadtbahn Jerusalem wurde von den Unternehmen Alstom und Connex gebaut und am 19. August 2011 eröffnet. Sie besteht bisher aus einer Linie (L1) zwischen Pisgat Ze’ev und Herzlberg mit einer Länge von 13,8 Kilometern und 23 Haltestellen. Wahrzeichen der Strecke ist die vom spanischen Architekten Santiago Calatrava erbaute 118 Meter hohe „weiße Harfe“ genannte Hängebrücke. Sie wurde am 25. Juni 2008 eingeweiht und ist der Stadtbahn und Fußgängern vorbehalten.

#### Innerstädtischer Verkehr
Die wichtigste innerstädtische Straße ist die Jaffastraße. Sie führt vom Jaffator zum zentralen Busbahnhof und ist eine wichtige Einkaufsstraße Westjerusalem. Von ihr zweigen einige Fußgängerzonen ab, darunter die Ben-Jehuda-Straße.
Die Stadtbahn Jerusalem wurde als erste Straßenbahnlinie in Jerusalem am 19. August 2011 mit 14 Zügen und einem 12-Minuten-Takt in Betrieb genommen. Erste Versuchsfahrten für diese Linie fanden am 24. Februar 2010 statt. Die Strecke sollte noch im Jahr 2010 in Betrieb gehen, der Termin wurde jedoch wegen des schleppenden Baufortschritts verschoben.
Inwieweit ein Netzausbau, zum Beispiel durch eine neue Stadtbahnlinie zwischen den beiden Universitätscampus auf dem Scopusberg und in Givat Ram, umgesetzt wird, ist zurzeit nicht absehbar.

#### Luftverkehr
Nördlich der Stadt befindet sich der Flughafen Atarot, der nur für Inlandflüge vorgesehen war und seit 2001 geschlossen ist. Der internationale Flughafen Israels ist der Flughafen Ben Gurion rund 60 Kilometer nordwestlich.

### Bildung
Zu den bekannten Bildungseinrichtungen in der Stadt gehören:
- bekannte Hochschulen, darunter die 1918 eröffnete Hebräische Universität Jerusalem, die 1933 von Emil Hauser als Konservatorium gegründete spätere Jerusalem Academy of Music and Dance, die 1906 von Boris Schatz gegründete Bezalel Academy of Arts and Design und die palästinensische al-Quds-Universität
- zahlreiche religiöse Lehr- und Forschungsinstitute, unter anderem die 1890 eröffnete École Biblique et Archéologique Française, das 1898 gegründete und 1902 eröffnete Deutsche Evangelische Institut für Altertumswissenschaft des Heiligen Landes, das 1900 gegründete Albright Institute of Archaeological Research, das 1908 gegründete Jerusalemer Institut der Görres-Gesellschaft, das 1927 gegründete Päpstliche Bibelinstitut und das 1963 eröffnete Institut der Jüdischen Religion. Das Theologische Studienjahr Jerusalem besteht seit 1973 an der Dormitio-Abtei auf dem Zionsberg.
- die 1959 gegründete Israelische Akademie der Wissenschaften
- bedeutende Bibliotheken wie die Israelische Nationalbibliothek, die Gulbenkian-Bibliothek und die Bibliothek der Jeschurun-Synogoge mit ihrem großen Bestand an Judaica
- das Zionistische Zentralarchiv
- das Jerusalem College of Technology (Lev Academic Center, JCT)
- das Planetarium

## Politik

### Bürgermeister
- Mandatszeit (1920–1948)
  - 1920–1934 Raghib an-Naschaschibi
  - 1934–1937 Husayn al-Khalidi
  - 1937–1938 Daniel Auster
  - 1938–1944 Mustafa al-Khalidi
  - 1944–1945 Daniel Auster
  - 1945–1948 Städtisches Komitee
- Ostjerusalem (1948–1967)
  - 1948–1950 Anwar al-Khatib
  - 1950–1951 Aref al-Aref
  - 1951–1952 Hannah Atallah
  - 1952–1955 Omar Wa’ari
  - 1955–1957 Städtisches Komitee
  - 1957–1967 Ruhi al-Khatib
- Westjerusalem (1948–1967)
  - 1948–1950 Daniel Auster
  - 1950–1952 Zalman Schragai
  - 1952–1955 Yitzhak Kariv
  - 1955–1959 Gerschon Agron
  - 1959–1965 Mordechai Isch Schalom
  - 1965–1967 Teddy Kollek
- Jerusalem unter israelischer Kontrolle (seit 1967)
  - 1967–1993 Teddy Kollek
  - 1993–2003 Ehud Olmert
  - 2004–2008 Uri Lupolianski
  - 2008–2018 Nir Barkat
  - seit 2018 Mosche Lion

### Städtepartnerschaften
Jerusalem unterhält mit folgenden Städten Partnerschaften:
- Fès, Marokko, seit 1982
- New York City, USA, seit 1992
- Buenos Aires, Argentinien
- Prag, Tschechien
- Cusco, Peru, seit 1996[164]

## Persönlichkeiten

### Söhne und Töchter der Stadt
Berühmte Persönlichkeiten aus Jerusalem sind unter anderem der israelische Ministerpräsident Jitzchak Rabin, die Schriftsteller Amos Oz und David Grossman sowie die Schauspielerin Natalie Portman.

### Ehrenbürger
- Nikolaus Egender (1992), deutscher Benediktinermönch und von 1979 bis 1995 Abt der Dormitio-Abtei in Jerusalem
- Adin Talbar (2011), stellvertretender Direktor des israelischen Handels- und Industrieministeriums und Gründer der israelischen Academic Sports Association
- Elie Wiesel (2015), rumänisch-US-amerikanischer Schriftsteller, Hochschullehrer und Publizist sowie Friedensnobelpreisträger

## Bilder

### Galerie

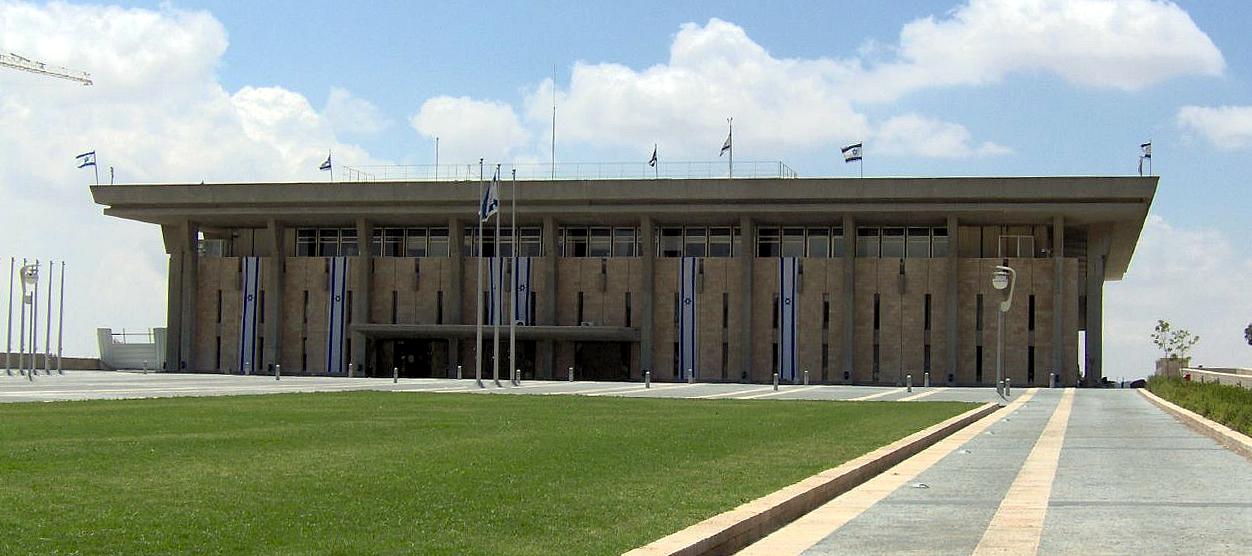
Knesset
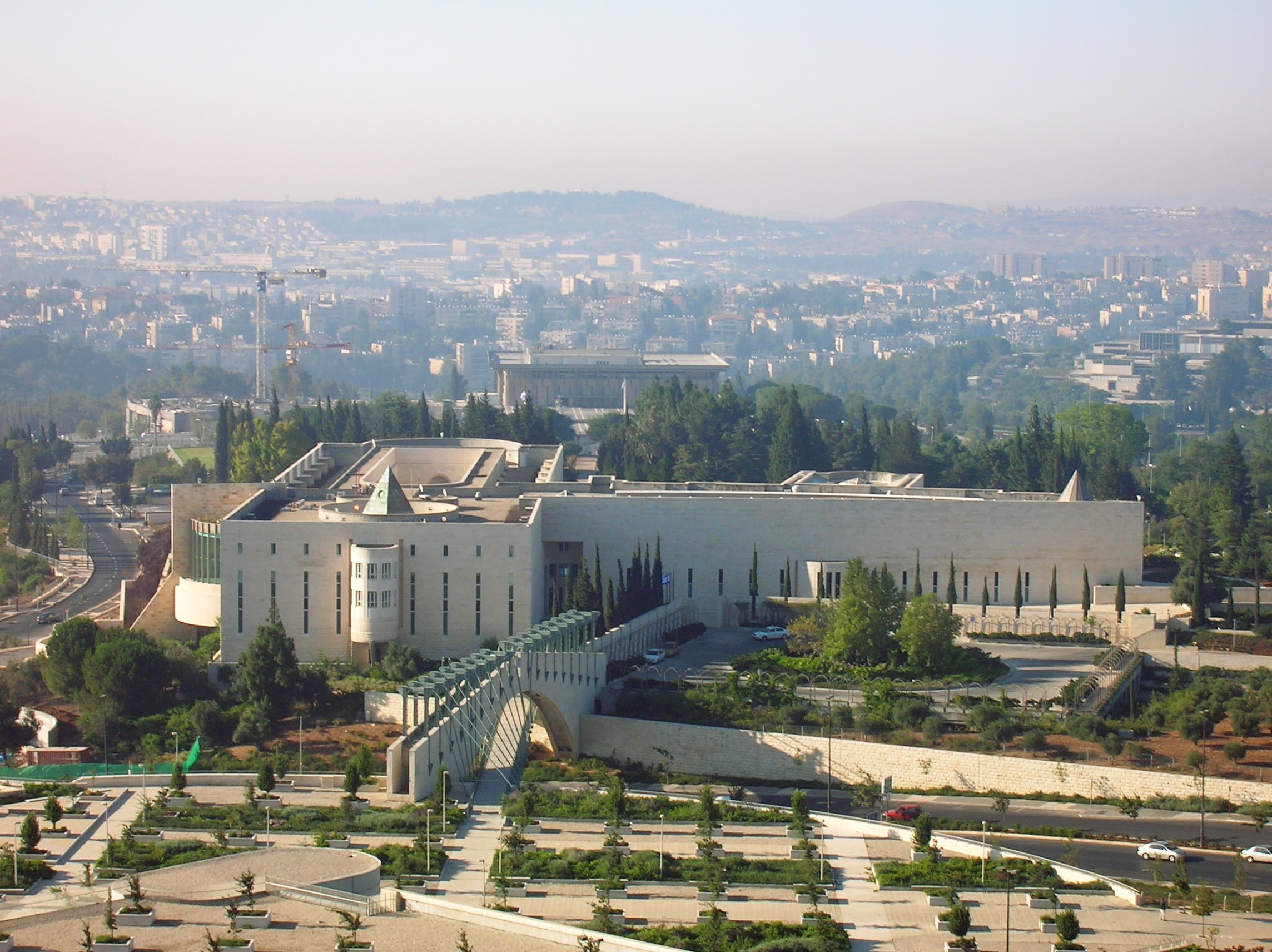
Oberstes Gericht
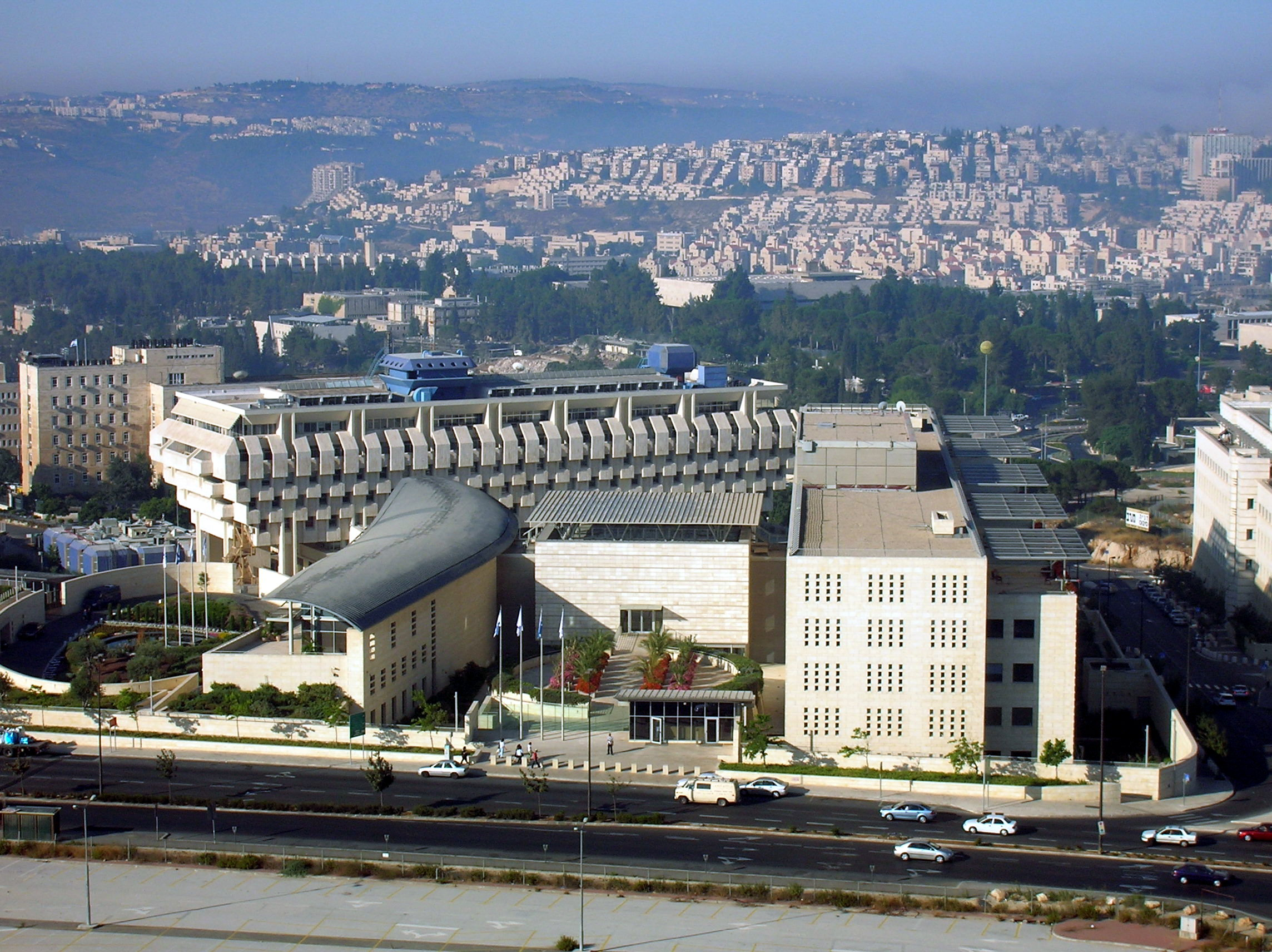
Israelisches Außenministerium
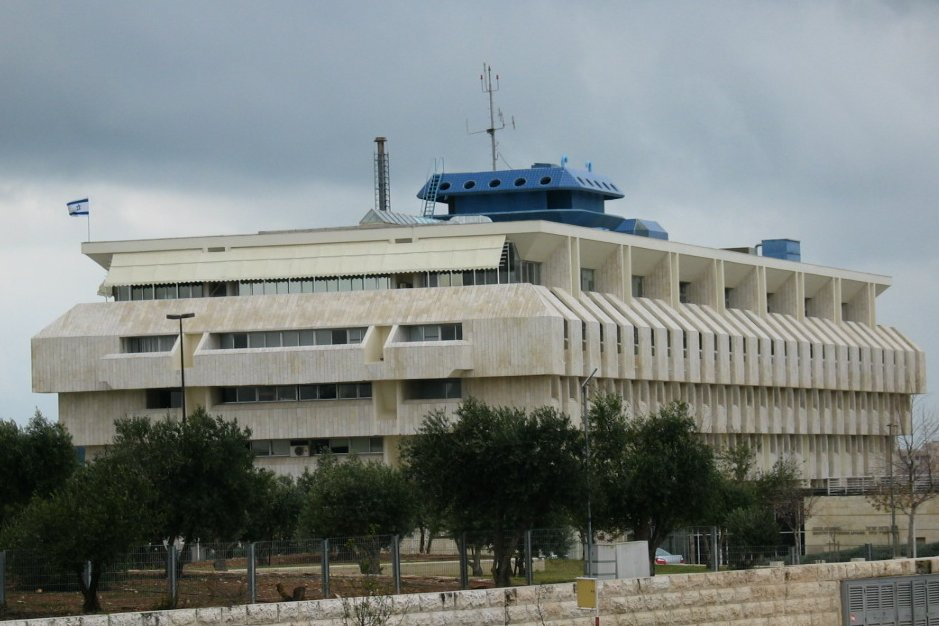
Israelische Zentralbank
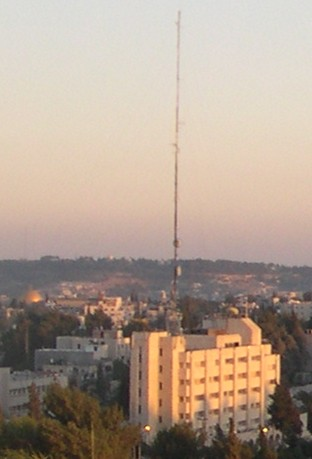
Hauptquartier der Polizei
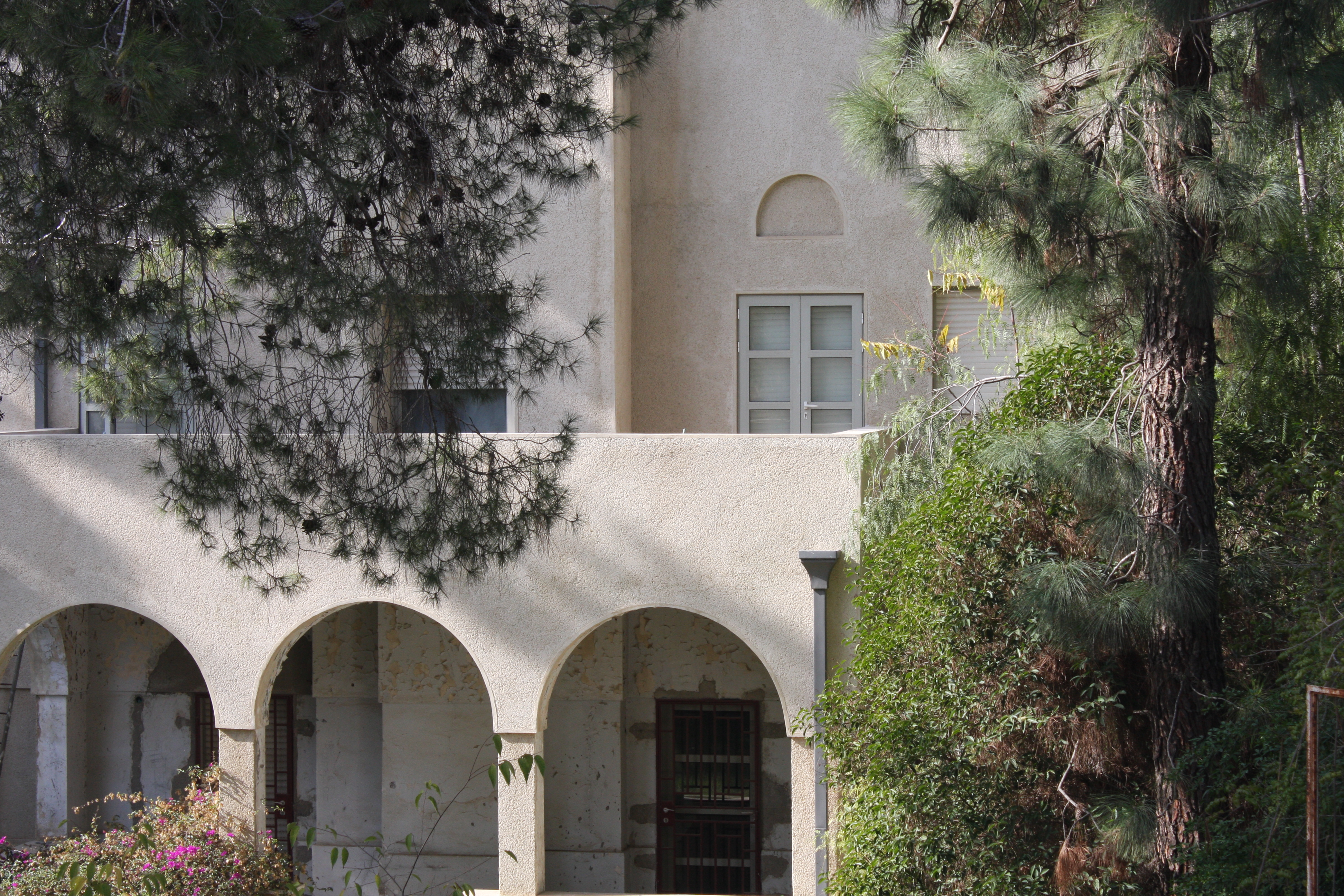
Wohnsitz des Ministerpräsidenten
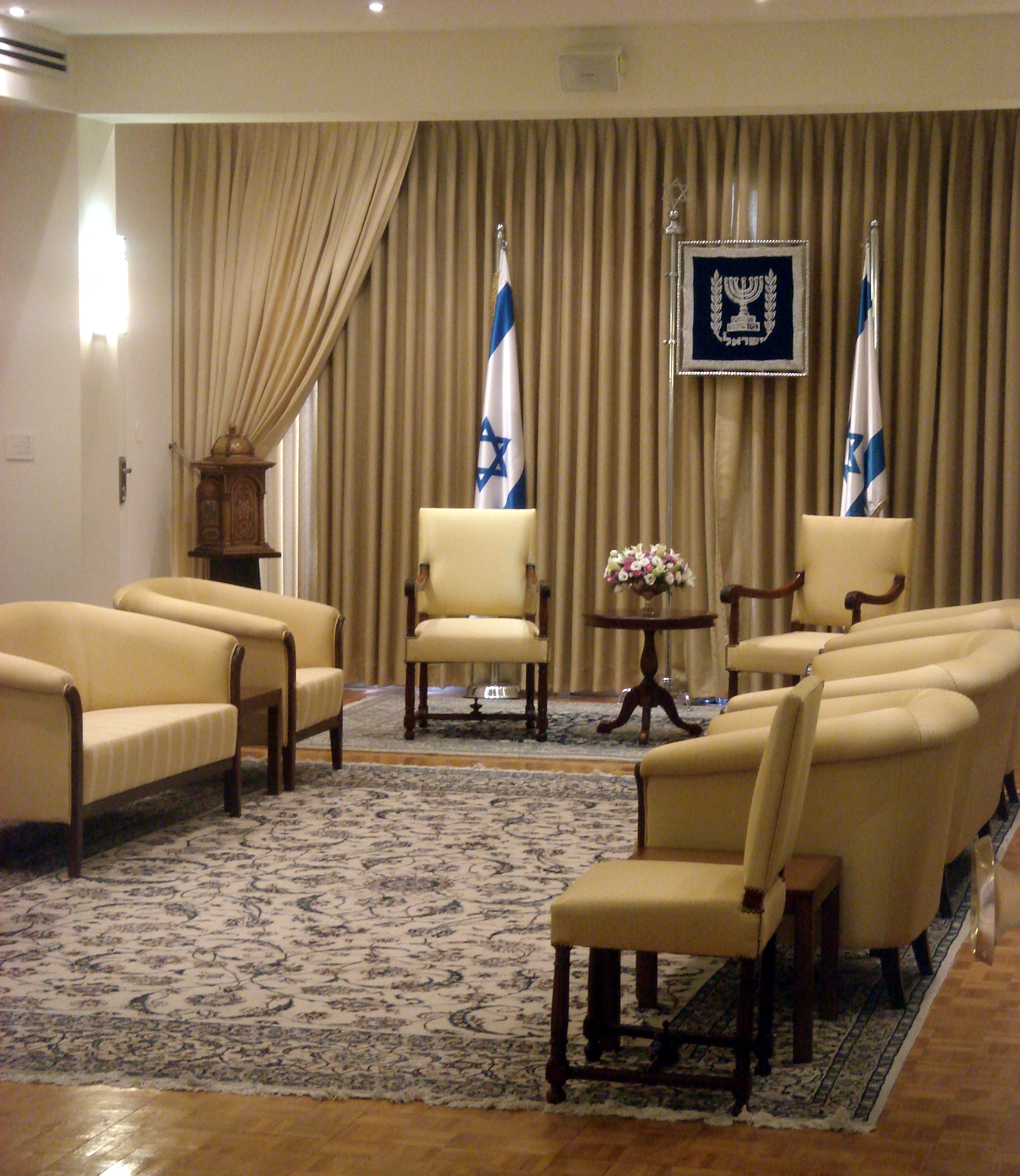
In der Residenz des Staatspräsidenten
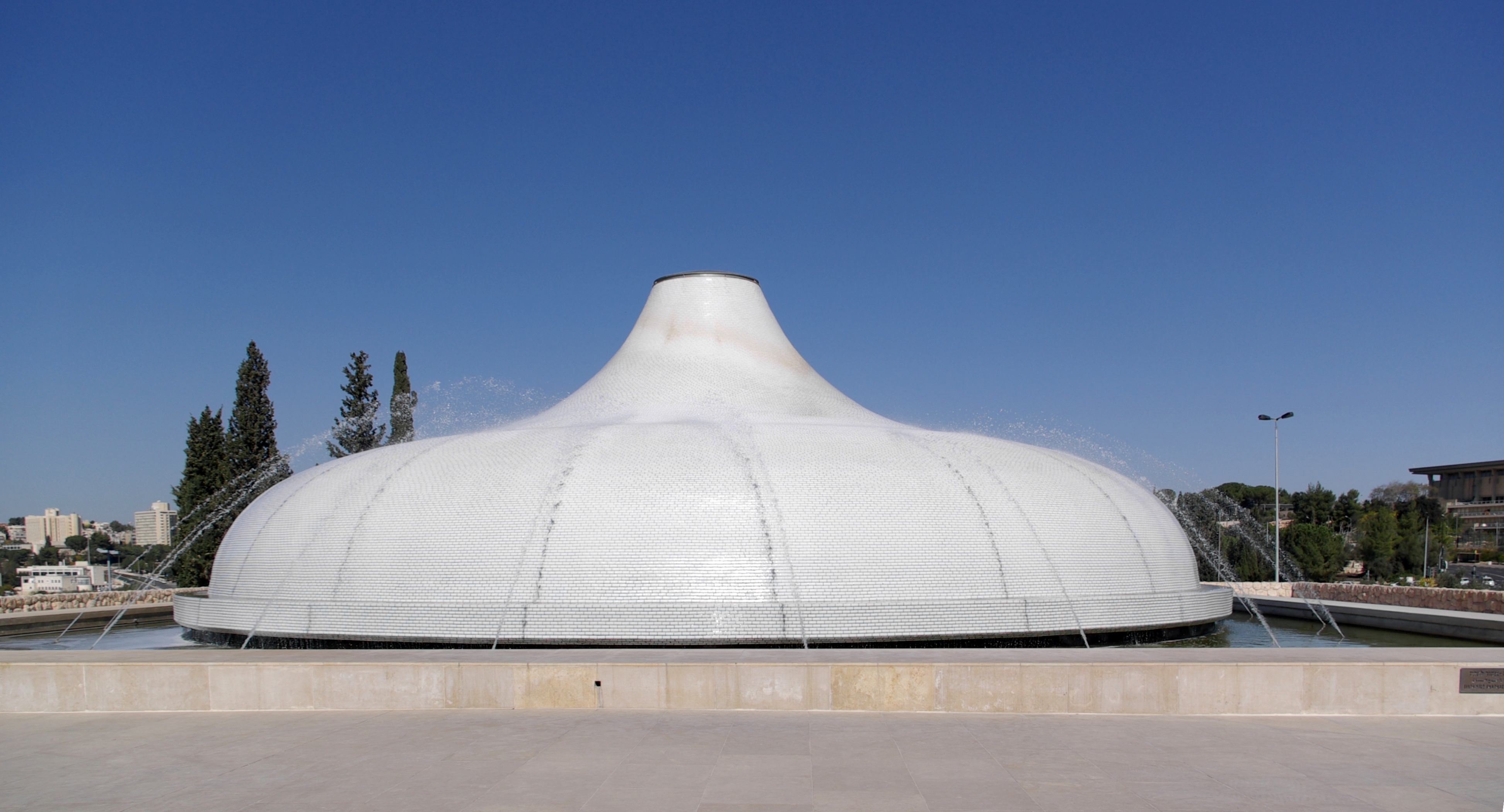
Schrein des Buches im Israel-Museum
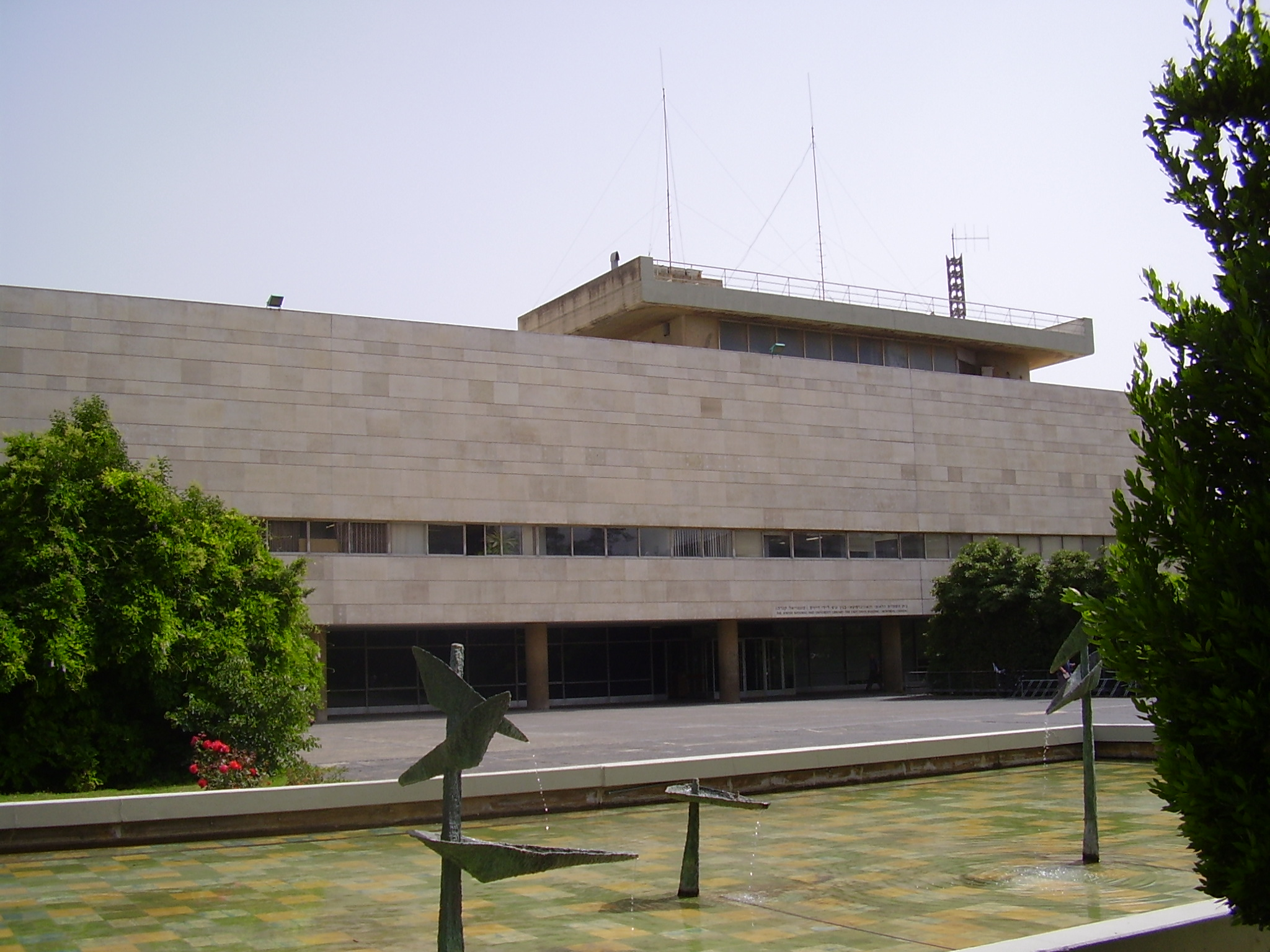
Israelische Nationalbibliothek
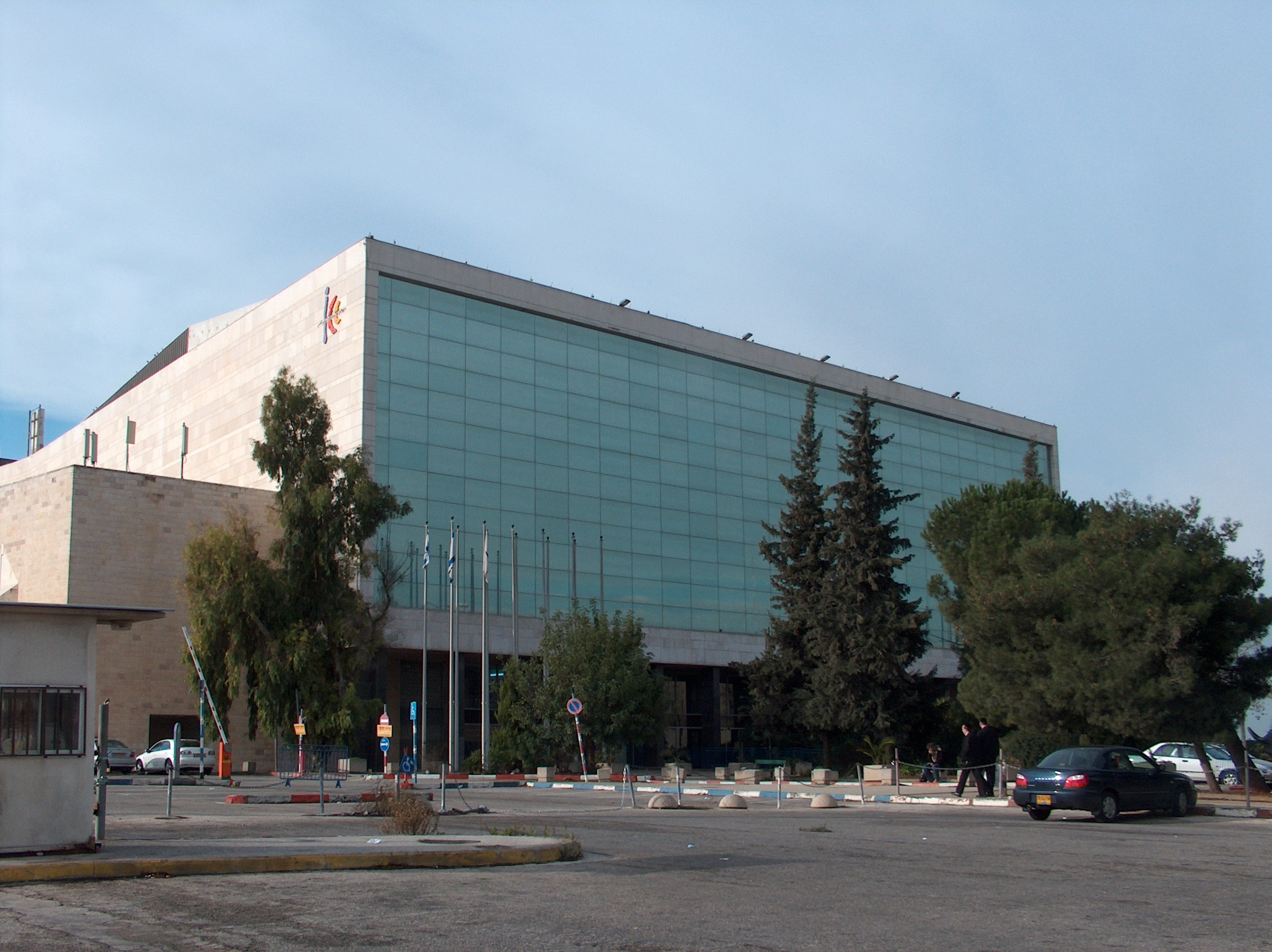
International Convention Center Jerusalem (Binjene ha-Uma)
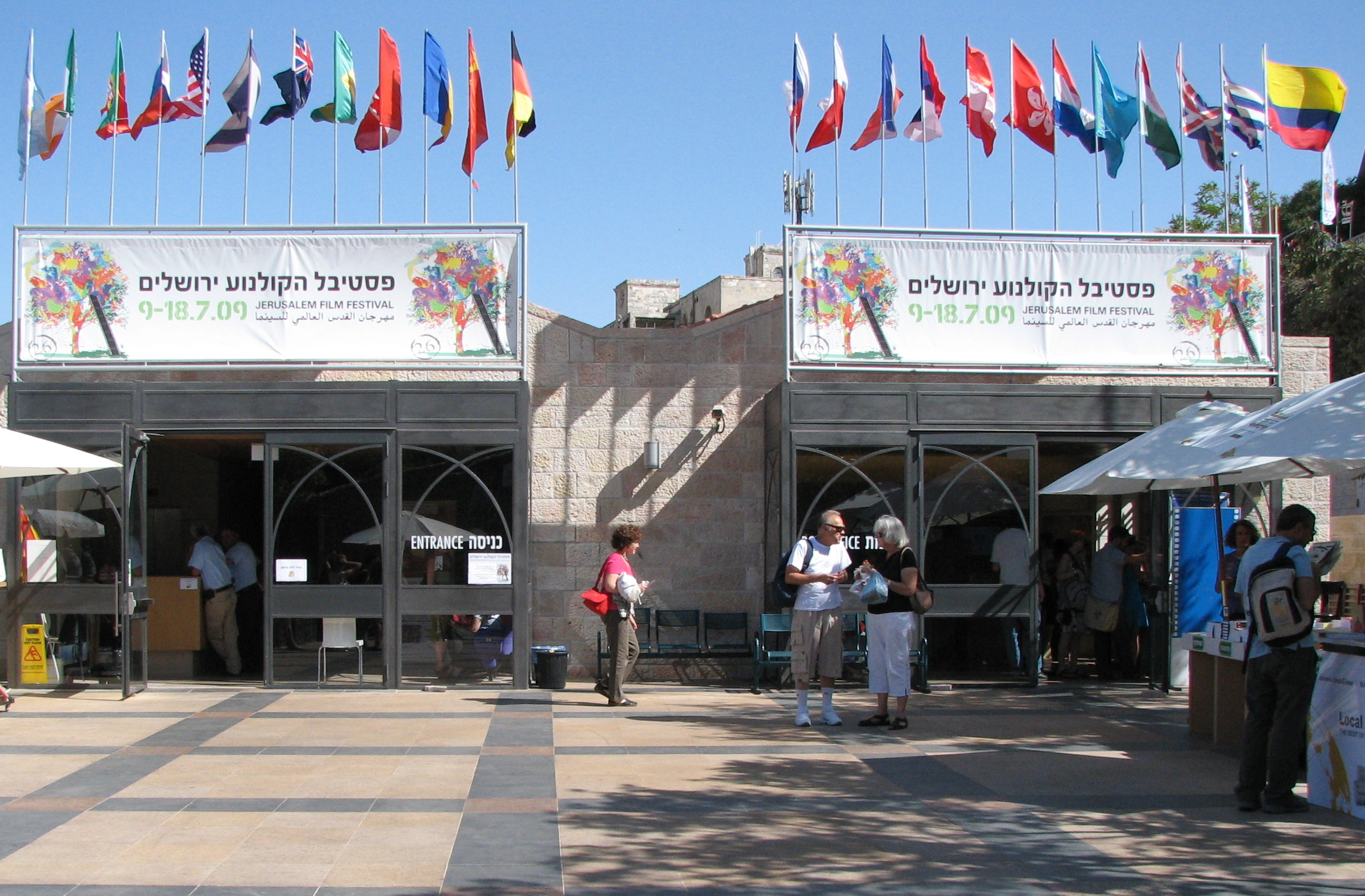
Jerusalem Cinematheque
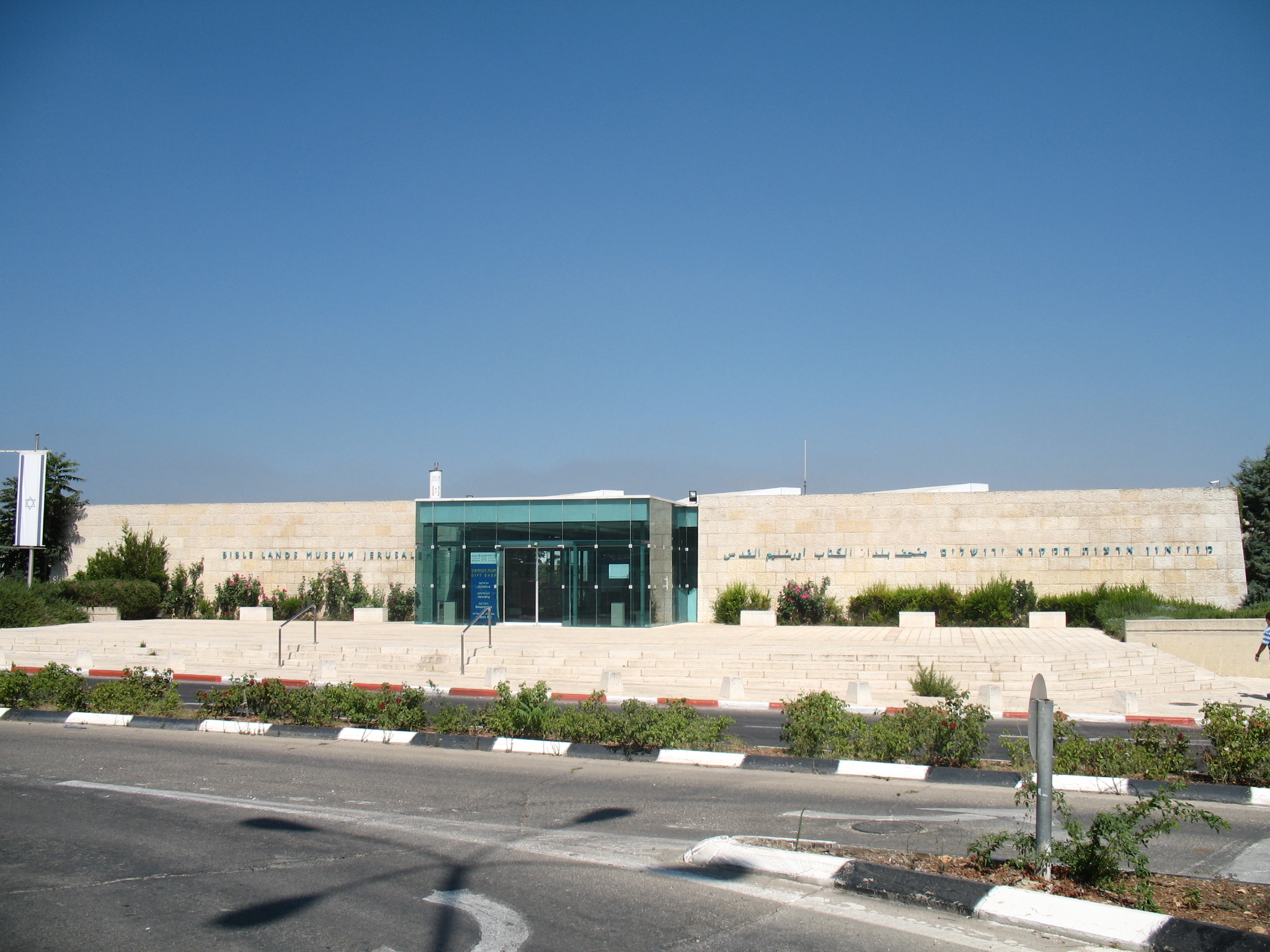
Bible Lands Museum Jerusalem
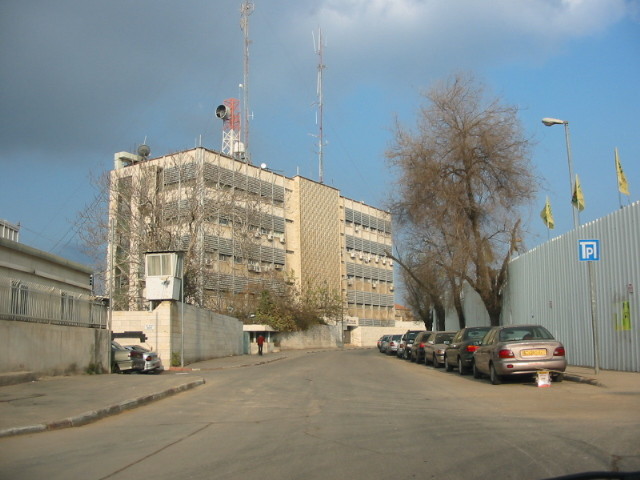
Modernes Gebäude des staatlichen Rundfunks
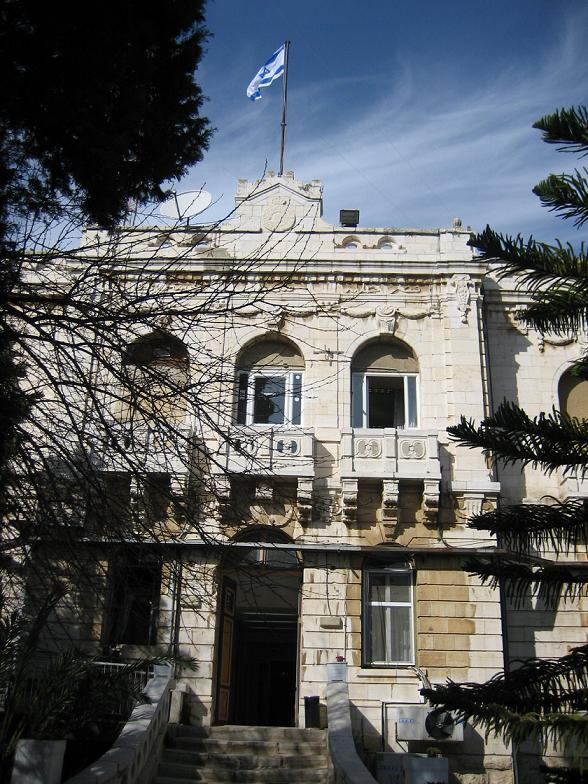
Historisches Funkhaus
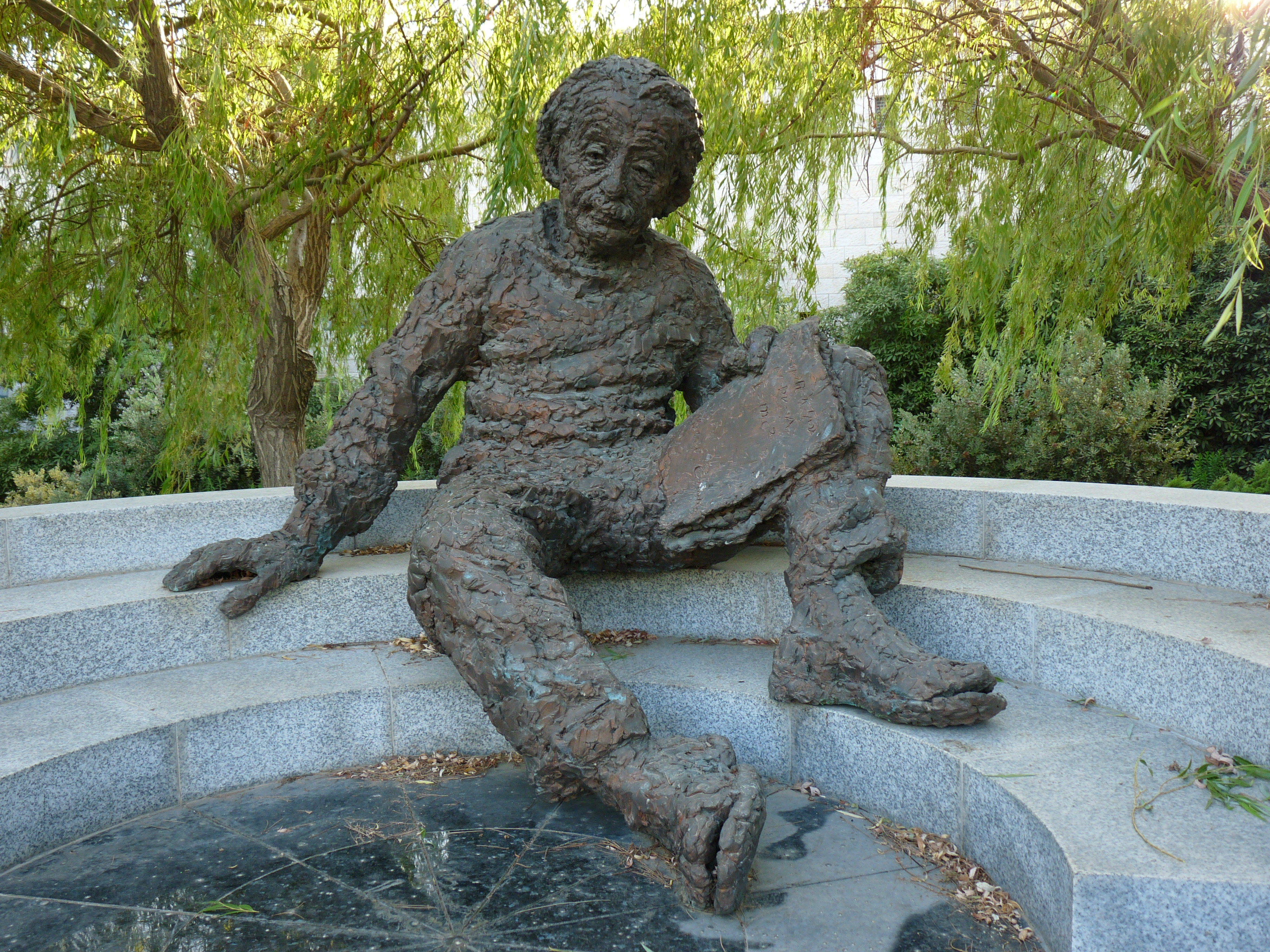
Israelische Akademie der Wissenschaften
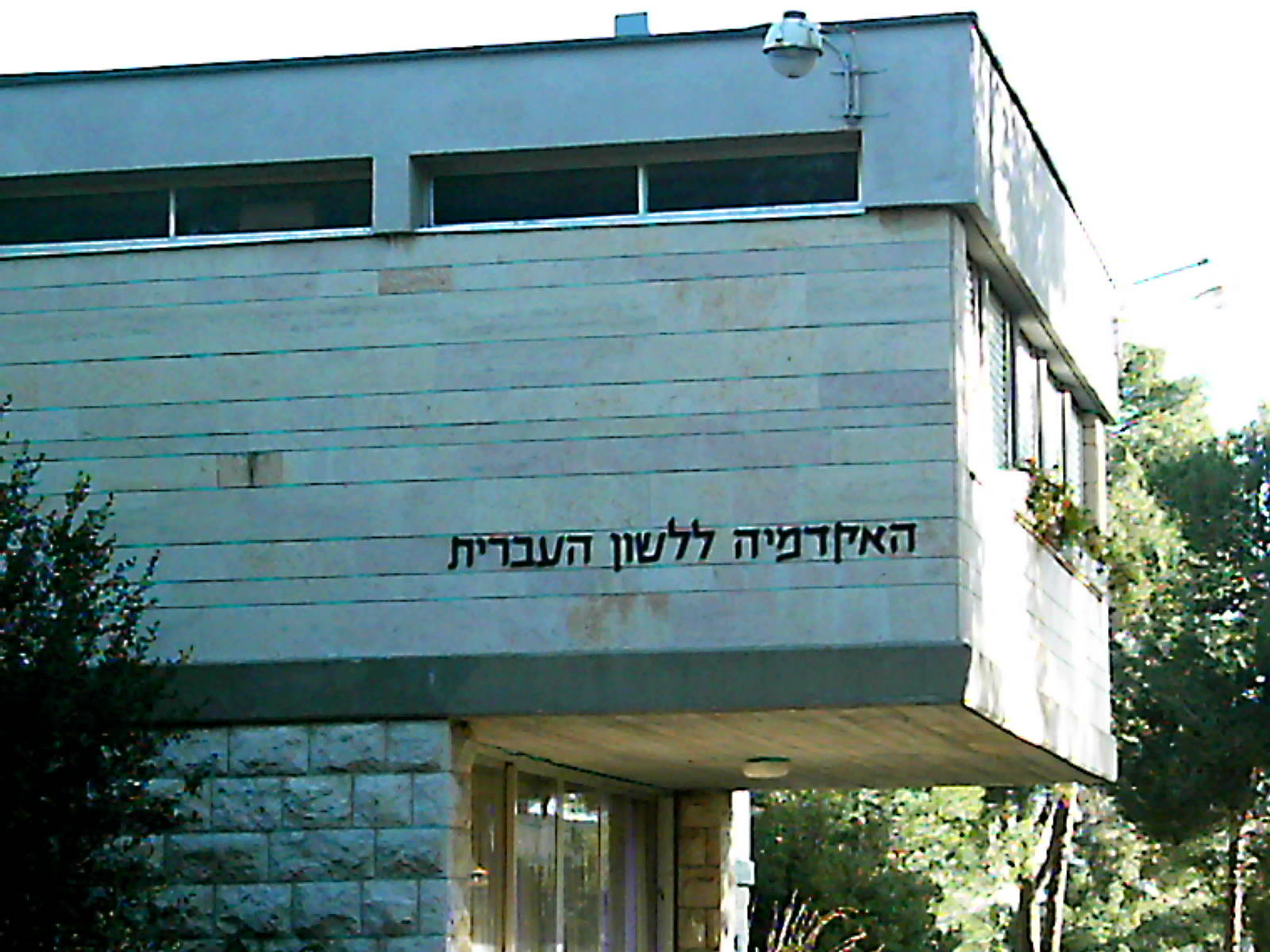
Akademie für die hebräische Sprache
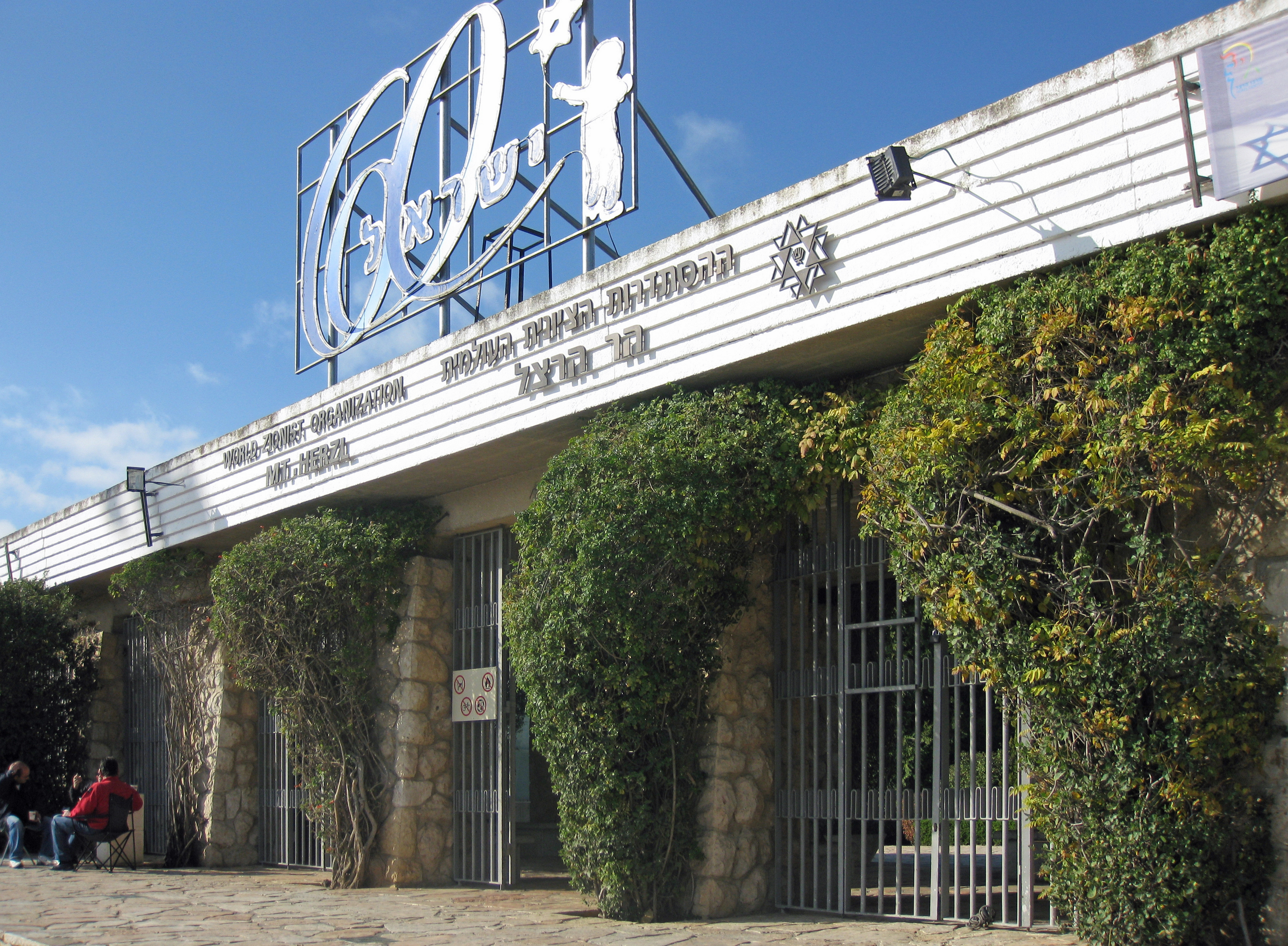
Herzlberg
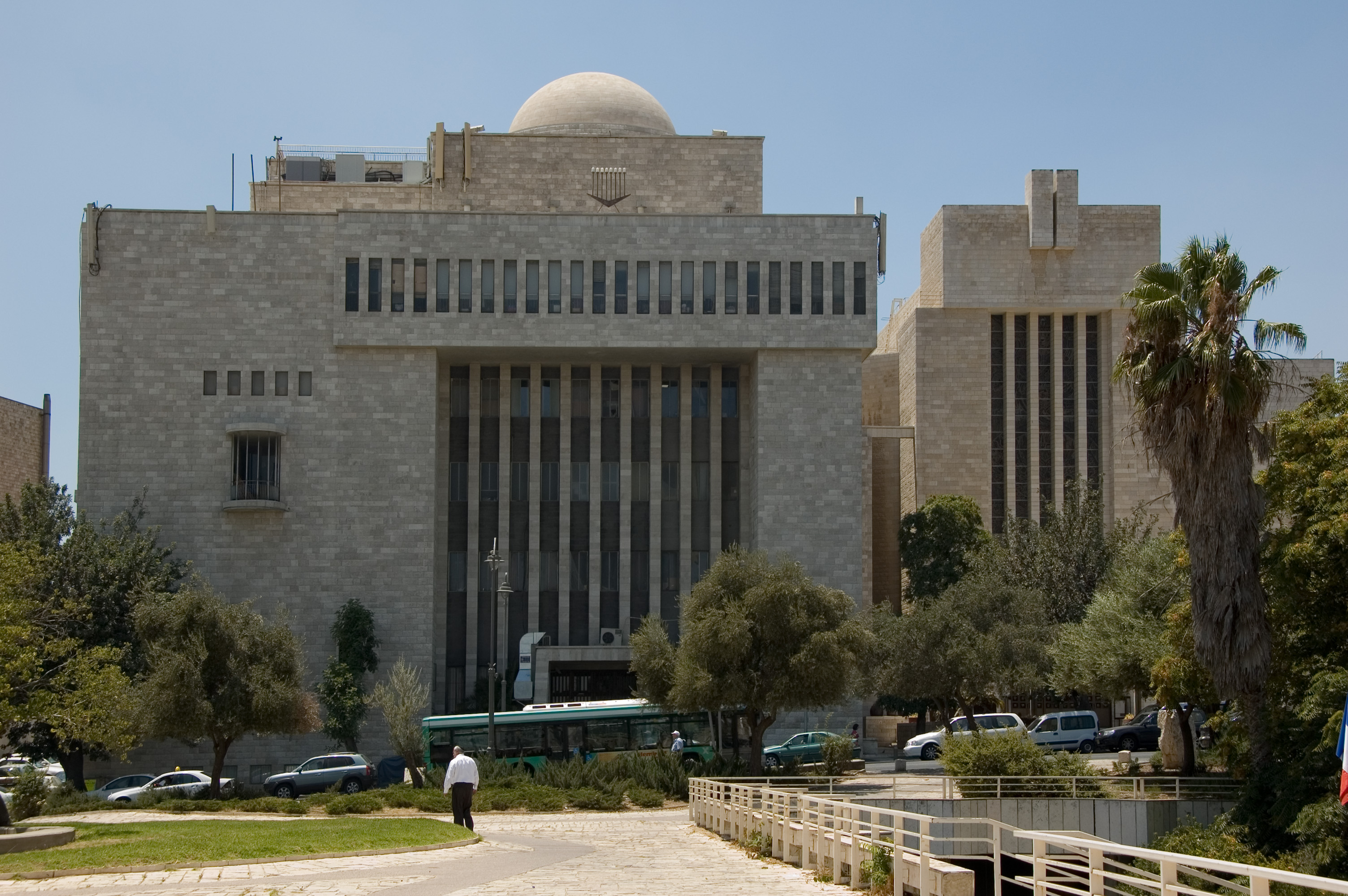
Heichal Schlomoh
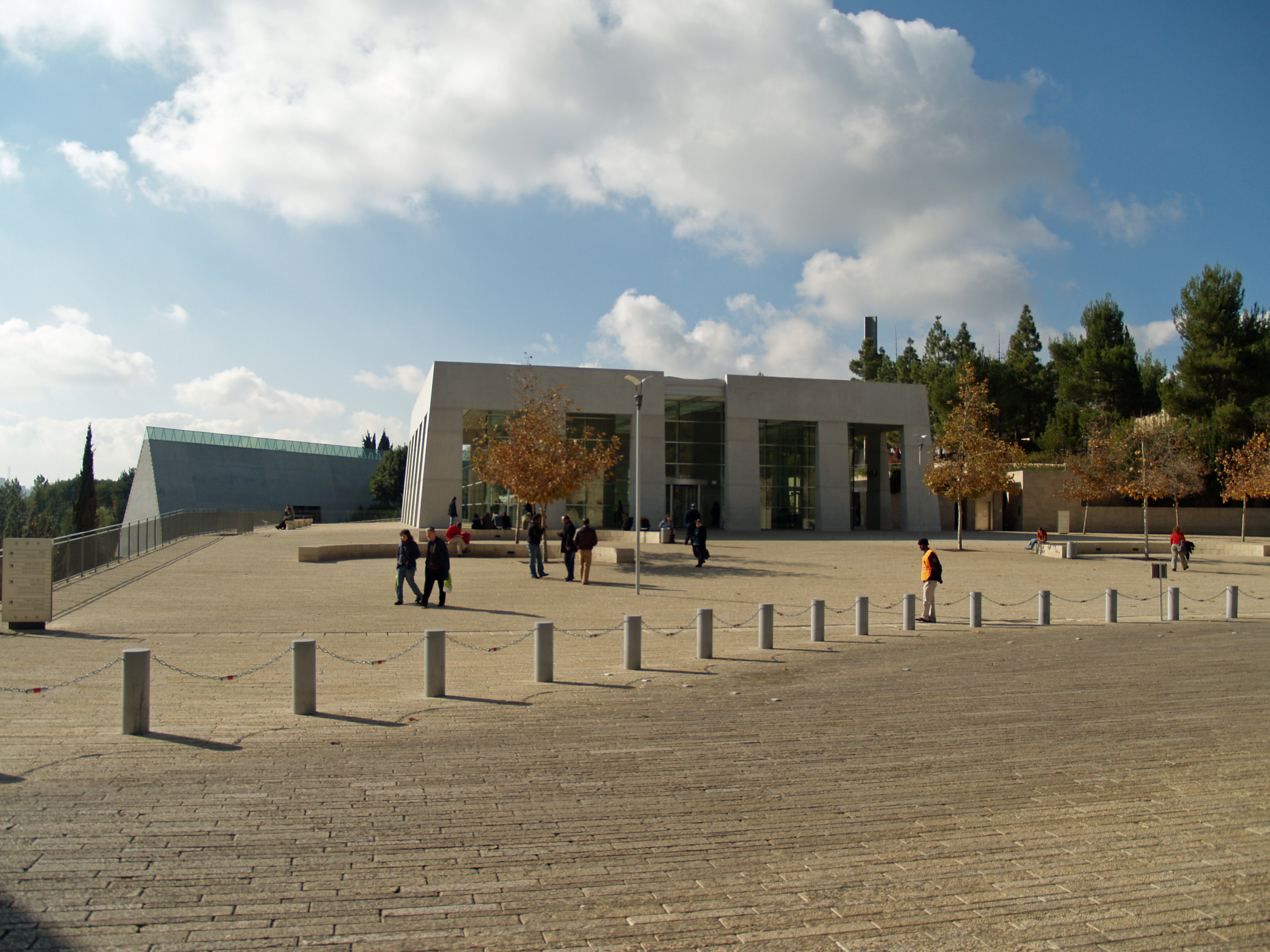
Yad Vashem
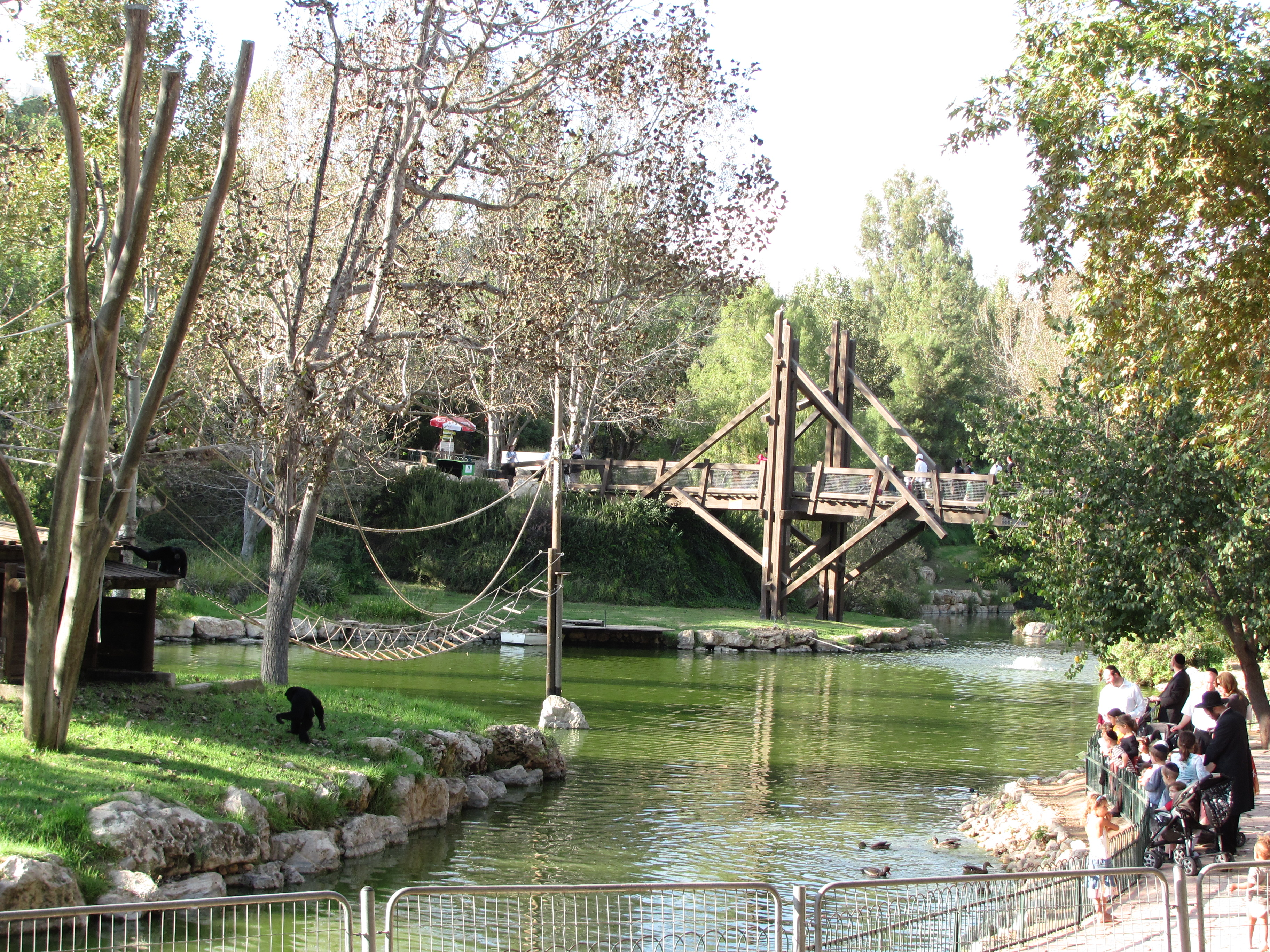
Biblischer Zoo
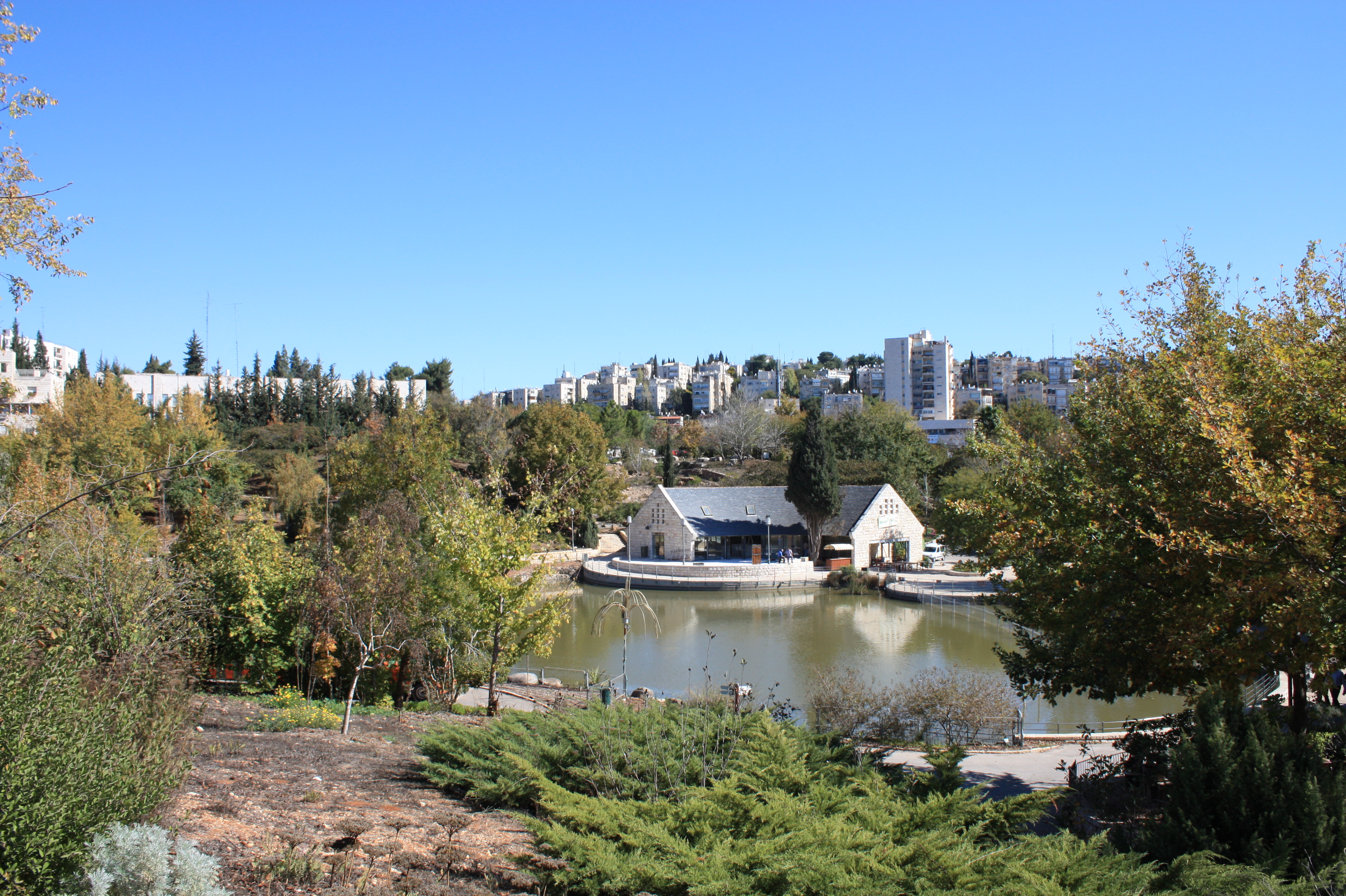
Botanischer Garten
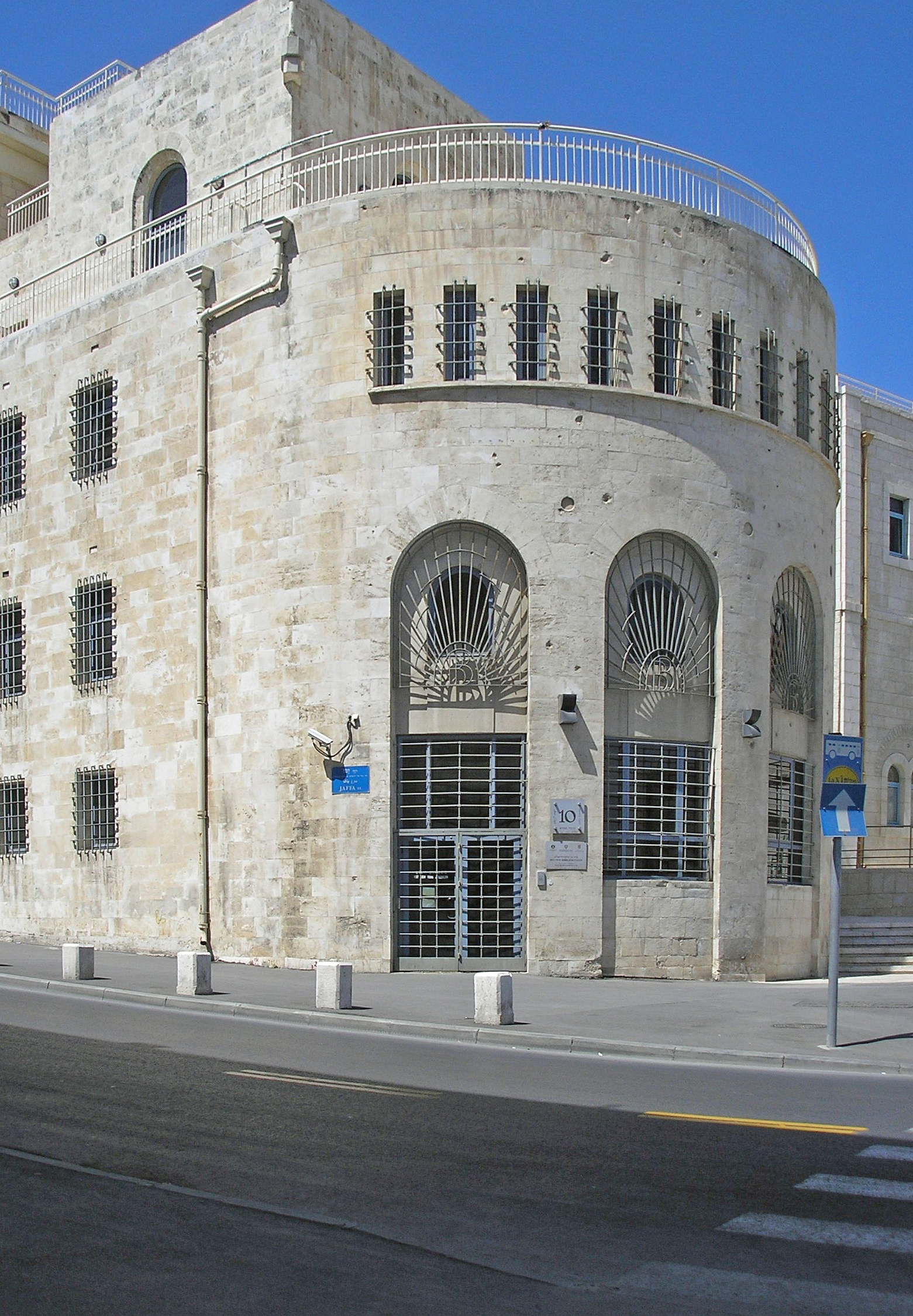
Altes Rathaus
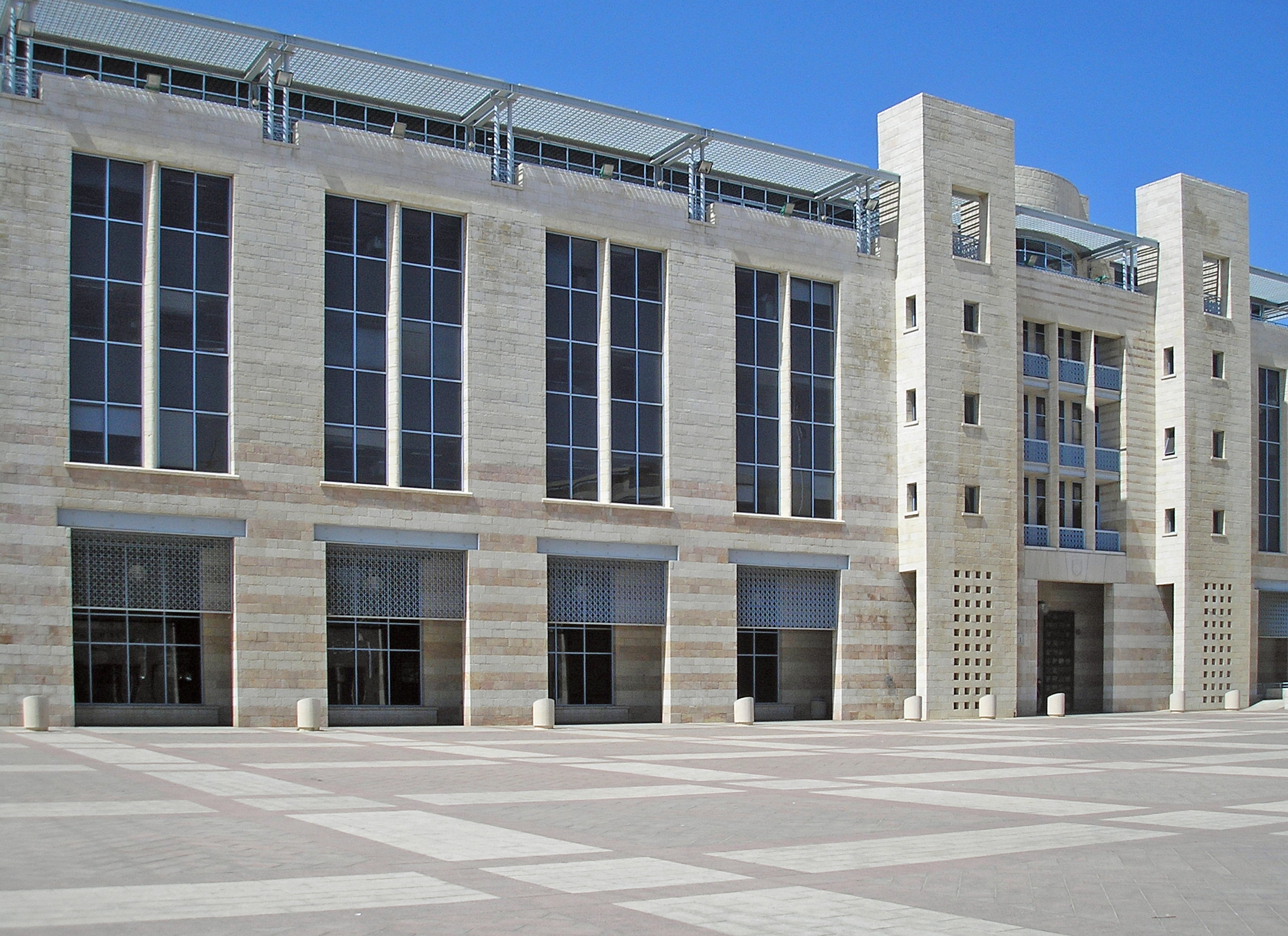
Neues Rathaus
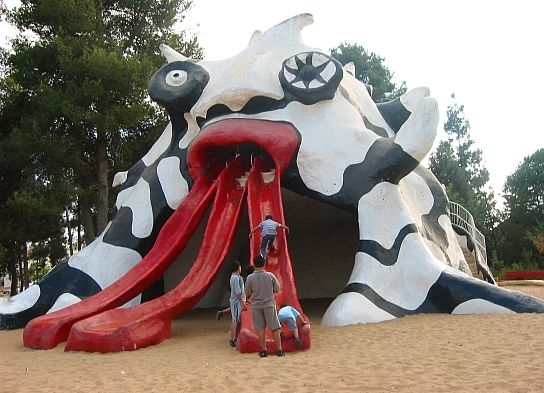
Der Golem von Niki de Saint Phalle

### Monographien
- Michael Bade: Jerusalem: Die heilige Stadt. Ein Lesebuch. Herder, Freiburg u. a. 2009, ISBN 978-3-451-06058-8.
- Klaus Bieberstein, Hanswulf Bloedhorn: Jerusalem. Grundzüge der Baugeschichte vom Chalkolithikum bis zur Frühzeit der osmanischen Herrschaft (= Tübinger Atlas des Vorderen Orients. Beiheft B/100). 3 Bände, Ludwig Reichert, Wiesbaden 1994, ISBN 3-88226-671-6.
- Guy Delisle: Aufzeichnungen aus Jerusalem (Originaltitel: Chroniques de Jérusalem). Reprodukt, Berlin 2011, ISBN 978-3-943143-04-1.
- Katharina Galor, Hanswulf Bloedhorn: The archaeology of Jerusalem: From the origins to the Ottomans. Yale University Press, New Haven (Conn.) 2013, ISBN 978-0-300-11195-8.
- Simon Goldhill: Jerusalem: City of Longing. Harvard University Press, Cambridge (Mass) / London 2008, ISBN 0-674-02866-X.
- Katharina Heyden, Maria Lissek (Hrsg.): Jerusalem II: Jerusalem in Roman-Byzantine times (= Civitatum orbis mediterranei studia. Band 5). Mohr Siebeck, Tübingen 2021, ISBN 978-3-16-158303-2.
- Helmut Hubel, Tilman Seidensticker (Hrsg.): Jerusalem im Widerstreit politischer und religiöser Interessen. Die „Heilige Stadt“ aus interdisziplinärer Sicht. Peter Lang Verlag, Frankfurt am Main 2004, ISBN 3-631-51057-8.
- Gerhard Konzelmann: Jerusalem. 4000 Jahre Kampf um eine heilige Stadt. dtv, München 1998, ISBN 978-3-423-10738-9.
- Max Küchler: Jerusalem. Ein Handbuch und Studienreiseführer zur Heiligen Stadt. Mit Beiträgen von Klaus Bieberstein, Damian Lazarek, Siegfried Ostermann, Ronny Reich und Christoph Uehlinger (= Orte und Landschaften der Bibel. Band IV/2). Vandenhoeck & Ruprecht, Göttingen 2007, ISBN 978-3-525-50170-2.
- Simon Sebag Montefiore: Jerusalem. Die Biographie. Aus dem Englischen von Ulrike Bischoff und Waltraud Götting. S. Fischer Verlag, Frankfurt am Main 2011, ISBN 978-3-10-050611-5.
- Joshua Prawer (Hrsg.): The History of Jerusalem: The Early Muslim Period (638–1099). Yad Izhak Ben-Zvi, Jerusalem 1996, ISBN 965-217-129-8.
- Christopher Weikert: Von Jerusalem zu Aelia Capitolina. Die römische Politik gegenüber den Juden von Vespasian bis Hadrian (= Hypomnemata. Untersuchungen zur Antike und zu ihrem Nachleben. Band 200). Vandenhoeck & Ruprecht, Göttingen 2016, ISBN 978-3-525-20869-4.
- Gil Yaron: Jerusalem: ein historisch-politischer Stadtführer. 3., erweiterte und aktualisierte Auflage. C. H. Beck, München 2013, ISBN 978-3-406-64956-1.

### Zeitschriftenartikel
- Peter Stephan Jungk, Amos Schliack (Fotos): Jerusalem: Wem gehört die Stadt. In: Geo-Magazin. Hamburg 1980,1, ISSN 0342-8311, S. 8–30 (Informativer Erlebnisbericht).
- Annette Vowinckel: Jerusalem als geteilte Stadt (1948–1967). In: Zeithistorische Forschungen. 16 (2019), S. 564–590, doi:10.14765/zzf.dok-1732.